# Новогрудок
Новогру́док (бел. Навагру́дак, пол. Nowogródek, лит. Naugardukas, идиш נאַוואַראַדאָק‎; также возможен старый белорусский вариант Нава́градак, историческое название Новгород) — город в Гродненской области Беларуси. Административный центр Новогрудского района. Численность населения — 27 624 человек (на 1 января 2025 года).
Находится на Новогрудской возвышенности в 162 км от Гродно и 22 км от железнодорожной станции в Новоельне на линии Барановичи — Лида. От Новогрудка до границы с Польшей — 170 километров, с Литвой — 69 километров, до Вильнюса — 147 км, до Минска — 149 км. В прошлом — один из главных политических и культурных центров Великого княжества Литовского.
В городе расположен Новогрудский замок.
В 2024 году Новогрудок отмечал 980-летие первого летописного упоминания.

## Топонимика
Название произошло от слов «Новый городок». Он был крупным поселением в удалённых западных землях кривичей, которые попали под контроль Древнерусского государства в конце X века. Древнерусское название Новгородок (Новъгородок, Новъгородокъ, притом склонялись обе составные части: до Новагородка, у Новегородцы, межи Литвою и Новымъгородкомъ, из Новагородка, в Новегородче). В некоторых источниках называется Малым Новгородом.
Археологические раскопки, произведённые Ф. Д. Гуревич в разных местах города, дали огромное количество интереснейших находок (византийского стекла, украшений и даже руин дома с расписанными изнутри стенами, имевшего подвесные фонари, в которых зажигали масло) это, а также вывод самого археолога о том, что город на этом месте возник не позднее IX века, позволяет Новогрудку претендовать на роль исторического летописного Новгорода. В пользу этой версии локализации говорит и то, что в самых ранних летописях Новгород называют «Новгородоу», а к [оу] в конце позднее прибавилась буква «к» и получилось [оук], — таким образом летописное «Новгородоу» трансформировалось в «Новгородоук» и позднее было упрощено до «Новогрудок». В списке середины XVII века в составе Киево-Печерский патерик под редакцией Иосифа Тризны имеется комплекс Туровских уставов, в состав которого входит уставная грамота о поставлении Туровской епископии, согласно которой князь великий киевский Василий (Владимир Святославич) в лето 6513 (1005) года придал Туровской епископии вместе с другими городами «Новгород». О княжении Святослава в городе под названием Немогардас (греч.Νεμογαρδάς, отождествляется с летописным Новгородом) сообщает современник молодого русского князя, византийский император Константин Багрянородный в своей книге «Об управлении империей». М. Таубе и А.А. Васильев греческое слово «Νεμογαρδάς» сводили к гидрониму Неман, реконструируя его как «Niemengrad» — Новгород на Немане.
Местные жители употребляют более старое название «Нава́градак», в особенности люди старшего возраста. Место ударения зафиксировано в издании «Трибунала обывателям Великого княжества Литовского» (Вильна, 1586), где обозначено печатным способом «в Нова́городку».
Во времена вхождения в Речь Посполитую, традиционное белорусское произношение бел. Нава́градак, трансформировалось в современное название Новогрудок, от пол. Nowogródek.
Некоторые историки считают, что летописные варианты названия города — Новогород, Новгородок, Новогородок, Новый Городок, Новогородок-Литовский и др. свидетельствуют о том, что, возможно, неподалёку существовал старый городской центр округи — Радогоща.

## География и климат
Город находится в восточной части Гродненской области на Новогрудской возвышенности.
Подтип классификации Кёппена для этого климата — «Dfb» (Влажный континентальный климат с тёплым летом).

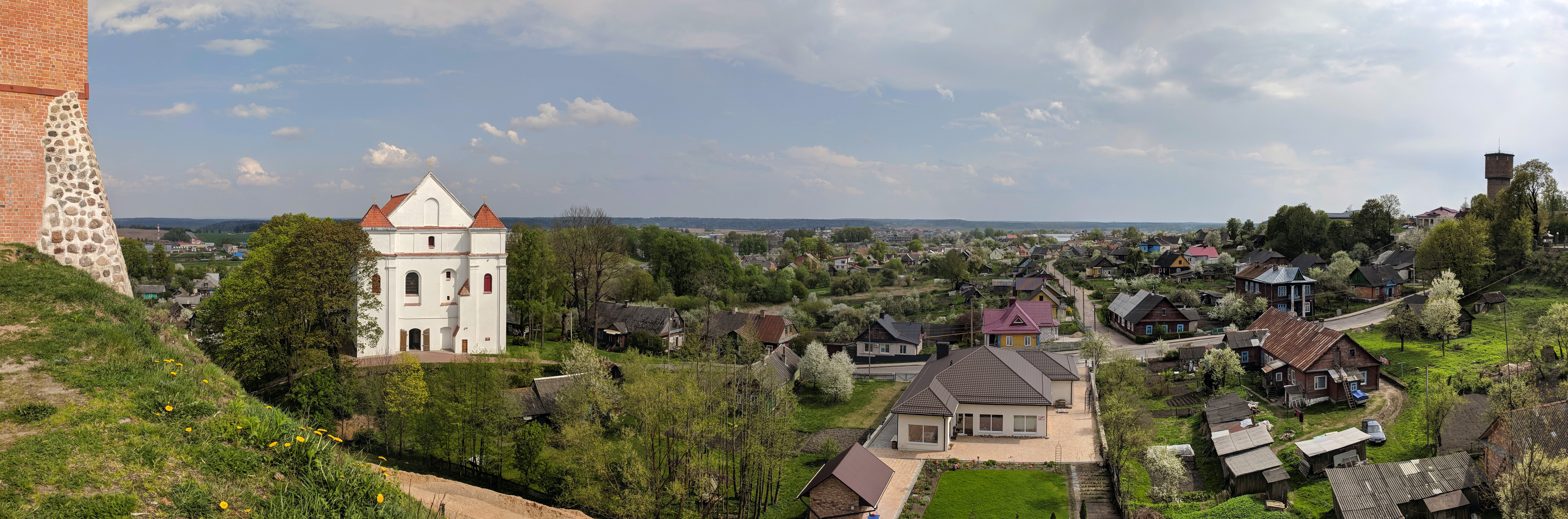
Панорама Новогрудка

## История

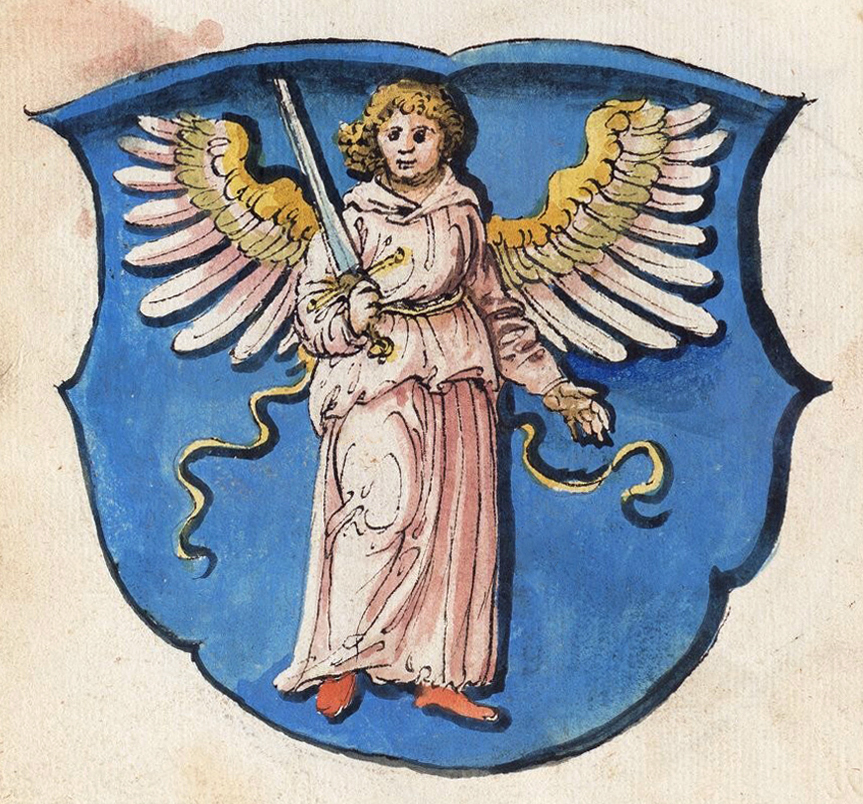
Герб Новогрудского воеводства в XVI веке.

### Раннее и Высокое Средневековье
Согласно археологическим исследованиям, проведённым в Новогрудке в 1960-х годах, славянское поселение на территории современного Новогрудка возникло в конце X века, укрепления к середине XI века. Также исследования свидетельствуют о том, что на этом месте в IX—X веках уже существовал город, имевший торговые связи с Византией, Ближним Востоком, Западной Европой и Скандинавией. Археологически Новогрудок исследовался в 1957—1977 годах. В первой половине XI века город состоял из двух неукреплённых поселений, расположенных на Малом замке и на Замковой горе. Во второй половине XI века вокруг поселения на Замковой горе были возведены укрепления, сформировав таким образом Новогрудский детинец. На Малом замке к западу от детинца сформировался посад, который в XII веке также был укреплён и превратился в окольный город.

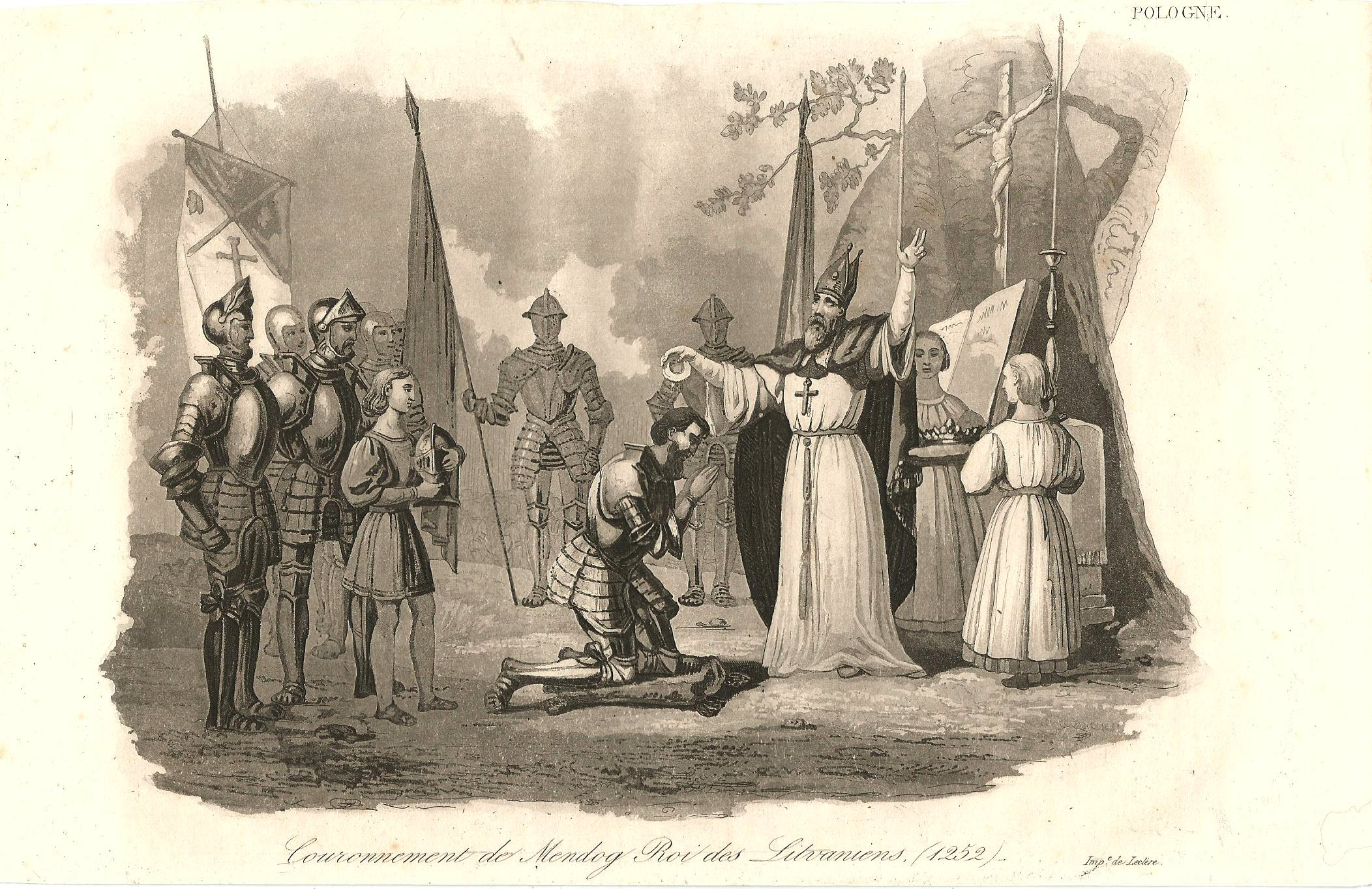
Коронация Миндовга.

На территории детинца исследованы деревянные наземные постройки с глинобитными печами и дощатыми полами. Важнейшей деятельностью населения города были ремесло и торговля. Особенно часто встречаются свидетельства местного ювелирного ремесла — имелись литейные и ювелирные мастерские, образовывавшие целый квартал на Малом замке. Также было распространено косторезное дело, обработка дерева и камня. На фрагментах фресковой штукатурки из постройки № 12 («дома боярина» или «повалуша») XII века на Малом Замке (древнем окольном городе) найдены граффити с древнерусскими буквами. Чрезвычайно широки были торговые связи в XII—XIII веках, о чём свидетельствует огромное количество импортных изделий: из Киева в Новогрудок поступали стеклянные браслеты, украшения из цветных металлов, энколпионы, иконки, шиферные пряслица, из Ирана — фаянсовые сосуды, из Византии и Сирии — стеклянная посуда, из Прибалтики — янтарь
В списке середины XVII века в составе Киево-Печерский патерик под редакцией Иосифа Тризны имеется комплекс Туровских уставов, в состав которого входит уставная грамота о поставлении Туровской епископии, согласно которой князь великий киевский Василий (Владимир Святославич) в лето 6513 (1005) года придал Туровской епископии вместе с другими городами Новгород.
В средневековых источниках используется также название Малый Новгород и Новгород Литовский.

### Великое княжество Литовское

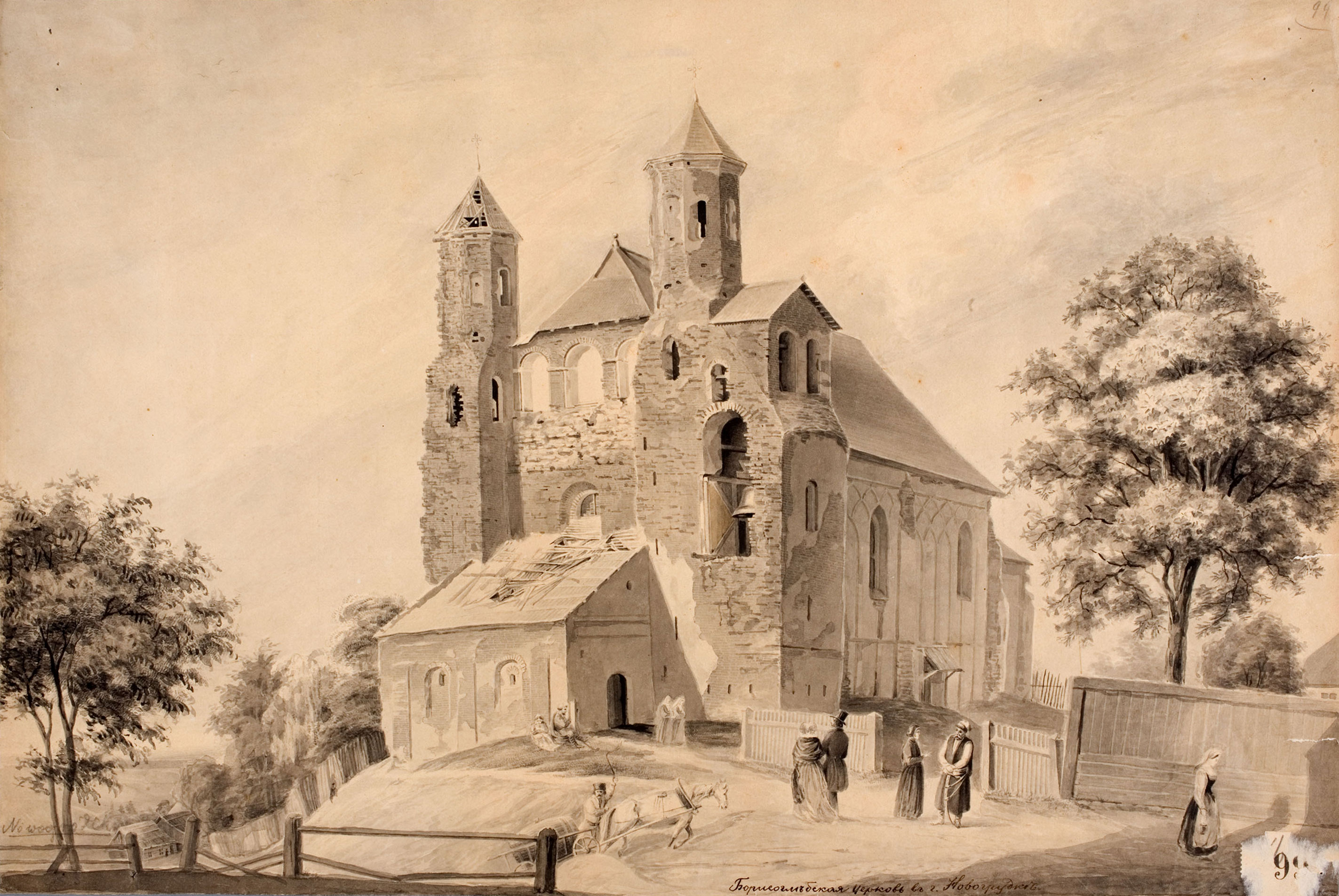
Борисоглебская церковь рисунок Н. Орды.

В XIII—XIV веках Новогрудок был центром удельного Новогрудского княжества, под 1235 годом упоминается князь Изяслав Новогрудский. В конце 1240-х — начале 1250-х годов в Новогрудке пришёл к власти князь Миндовг, а его заместителем стал его сын Войшелк. В это время было положено начало образования Великого княжества Литовского, Русского и Жемайтского, первой столицей которого был Новогрудок. Вражда между Миндовгом и его родственниками, что нашли убежище на Волыни, стали поводом к большой войне с Галицко-Волынским княжеством, которое сделало несколько крупных походов на город, что заставило Миндовга пойти на союз с Ливонским орденом. В 1253 году Миндовг от имени папы римского был коронован в Новогрудке королём Литвы. Войшелк заключил от имени отца мир с Галицко-Волынским княжеством и передал Новогрудок и все литовские города Роману Даниловичу. После разрыва мира в 1258 году Войшелк снова стал князем в Новогрудке, а после передал его вместе со всей страной Шварну. Город неоднократно пытались взять татары и их союзники (поход ордынцев и галицко-волынских князей под началом Бурундая 1258 года и др.), а потом дружины галицко-волынских князей (1255, 1274, 1278 годы) и крестоносцы (1314, 1321, 1341, 1390, 1394 годы).
Как центром удельного княжества Новогрудком владел с 1329 года князь Кориат, после 1358 года его сын Фёдор, с 1386 года — Корибут. С 1392 года Новогрудок — один из центров великокняжеского домена Великого княжества Литовского, в нём строится каменный Новогрудский замок. В конце XIV — начале XV века Витовт поселил в Новогрудке и его окрестностях татар, в 1428 году он записал город вместе с окружающими деревнями в пожизненное владение своей жене Юлиане. В 1415 году в Новогрудке на соборе православных епископов митрополитом Великого княжества Литовского был избран Григорий Цамблак. Синод де-факто объявил автокефалию православной церкви в Великом княжестве Литовском, а также реформировал внутреннее управление в церкви. В 1422 в Новогрудке в основанном Витовтом фарном костёле состоялось венчание короля польского и великого князя литовского Ягайло с Софьей Гольшанской, этот брак дал начало династии Ягеллонов. С 1444 года Новогрудок — главный город воеводства.

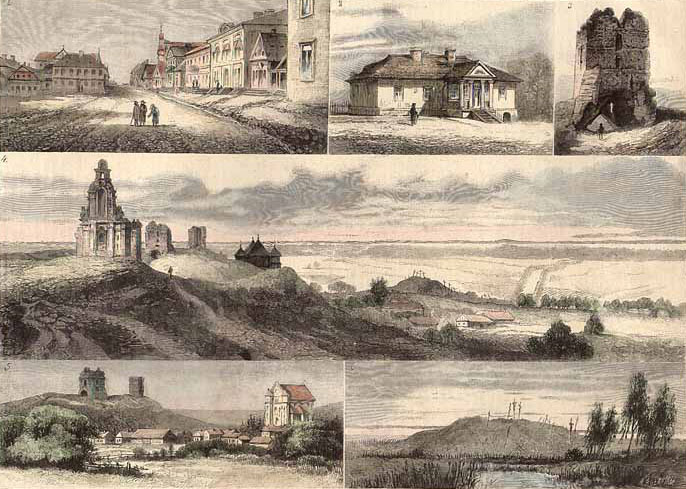
Пейзажи города, XIX век.

В январе 1507 года было образовано Новогрудское воеводство Великого княжества Литовского. 26 июля 1511 года Сигизмунд I Старый даровал Новогрудку магдебургское право, которое подтверждалось в 1562, 1595 и 1776 гг. 18 марта 1595 года король Польши и великий князь литовский Сигизмунд III Ваза утвердил герб Новогрудка. В 1568 году в городе было 10 церквей. После Брестской унии кафедра православного митрополита стала униатской. В XVI веке Новогрудок также один из центров Реформации. В 1597 году король Речи Посполитой Сигизмунд Ваза дал мещанам Новогрудка привилегию на 2 ярмарки в год в течение 2 недель на католические праздники Три Короля и Троицу. C 1581 года по 1775 год в городе проходили заседания Главного трибунала Великого княжества Литовского.
В сентябре 1655 года был захвачен войсками князя А. Н. Трубецкого в войну Русского царства с Речью Посполитой. В 1661 году город был отвоёван польско-литовской армией, из-за разорения освобождён от уплаты налогов сроком на 4 года. В XVI—XVIII веках Новогрудок несколько раз пострадал от пожаров (1578, 1599, 1613, 1652 года, наиболее сильный — в 1751 году, когда сгорели 167 домов, 4 костёла, ратуша и канцелярия воеводы) и эпидемий (1590, 1592, 1603, 1708 годов). Военные события и катаклизмы, произошедшие в XVII—XVIII веках, привели город к сильному упадку. В конце XVIII века в Новогрудке действовали 3 церкви, 5 костёлов, 6 монастырей, синагога, мечеть.
Во время северной войны в 1706 году город заняли шведские войска, а позже российские, спалив город и взорвав замок. Большие разрушения вызвал пожар 1 мая 1751 года. 23 сентября 1784 года в город прибыл король Польши и великий князь литовский Станислав Август Понятовский, который, возвращаясь из Несвижа, посетил город, руины Новогрудского замка, суд и городской архив. Во время войны в защиту Конституции 3 мая, в начале июня 1792 года, Новогрудок атаковала 33-тысячная царская армия под командованием Михаила Кречетникова. В середине июня 1792 года после поражения в битве под Миром польско-литовские войска под командованием принца Людвига Вюртембергского отступили через Новогрудок в Гродно. Татары из корпуса генерала Юзефа Беляка одними из последних покинули город, ранее они героически защищали от царских войск переправу через Неман в битве под Столбцами.

### Столица Миндовга и Литовской православной митрополии
Согласно мнению, которого придерживаются многие исследователи истории Великого княжества Литовского, именно Новогрудок был первой столицей государства.
По мнению ряда литовских исследователей, в частности Томаса Баранаускаса, Новогрудок никогда не был столицей Миндовга. 
С начала XIV столетия Новогрудок стал центром православной митрополии Великого княжества Литовского. В 1317 году великий князь Гедимин добился уменьшения митрополии Великого княжества Московского. По его требованию при патриархе Иоанне Глике (1315—1320) была создана православная митрополия Литвы с центром в литовском Малом Новгороде (Новогрудке). Этой митрополии, по всей видимости, подчинились те епархии, которые зависели от Литвы: Туров, Полоцк, а затем, вероятно, и Киев.
См. также: Миндовг: крещение и коронация

### В составе Российской империи

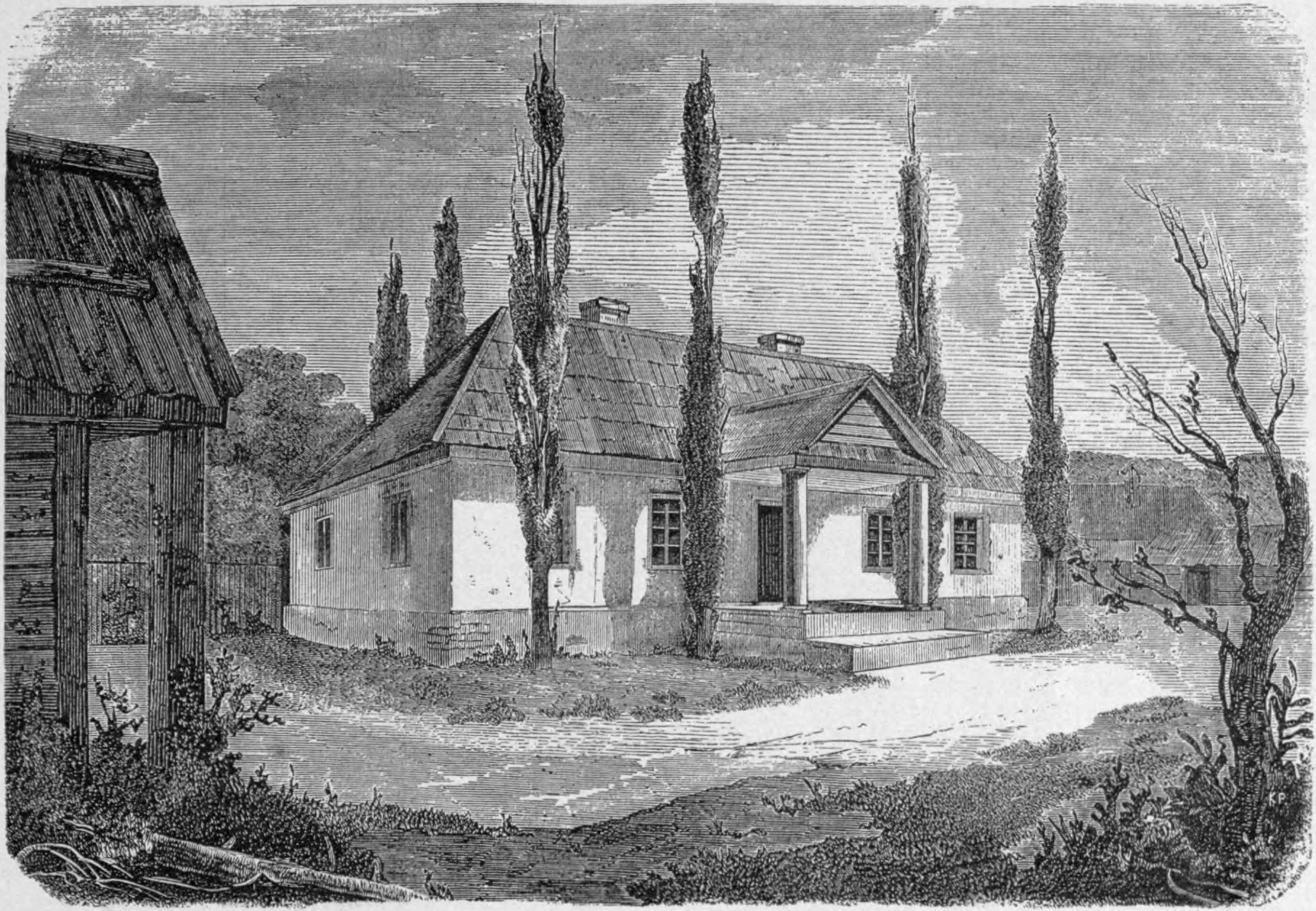
Дом Адама Мицкевича в Новогрудке.

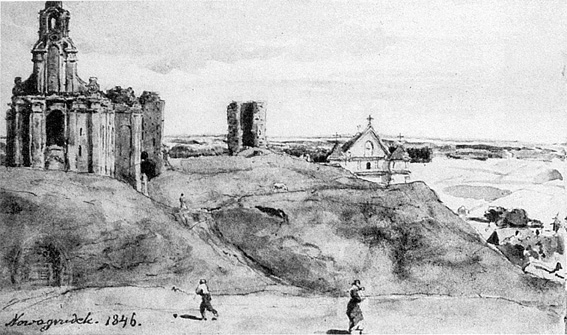
Замковая гора. К. Русецкий, 1846 год.

В результате третьего раздела Речи Посполитой в 1795 году, Новогрудок оказался в составе Российской империи, где в 1796 году стал центром уезда (с 1801 года Литовской, позднее Гродненской, с 1842 года Минской губернии). 24 декабря 1798 года — в фольварке Заосье родился поэт Адам Мицкевич, хотя некоторые источники в качестве места рождения поэта называют сам Новогрудок.

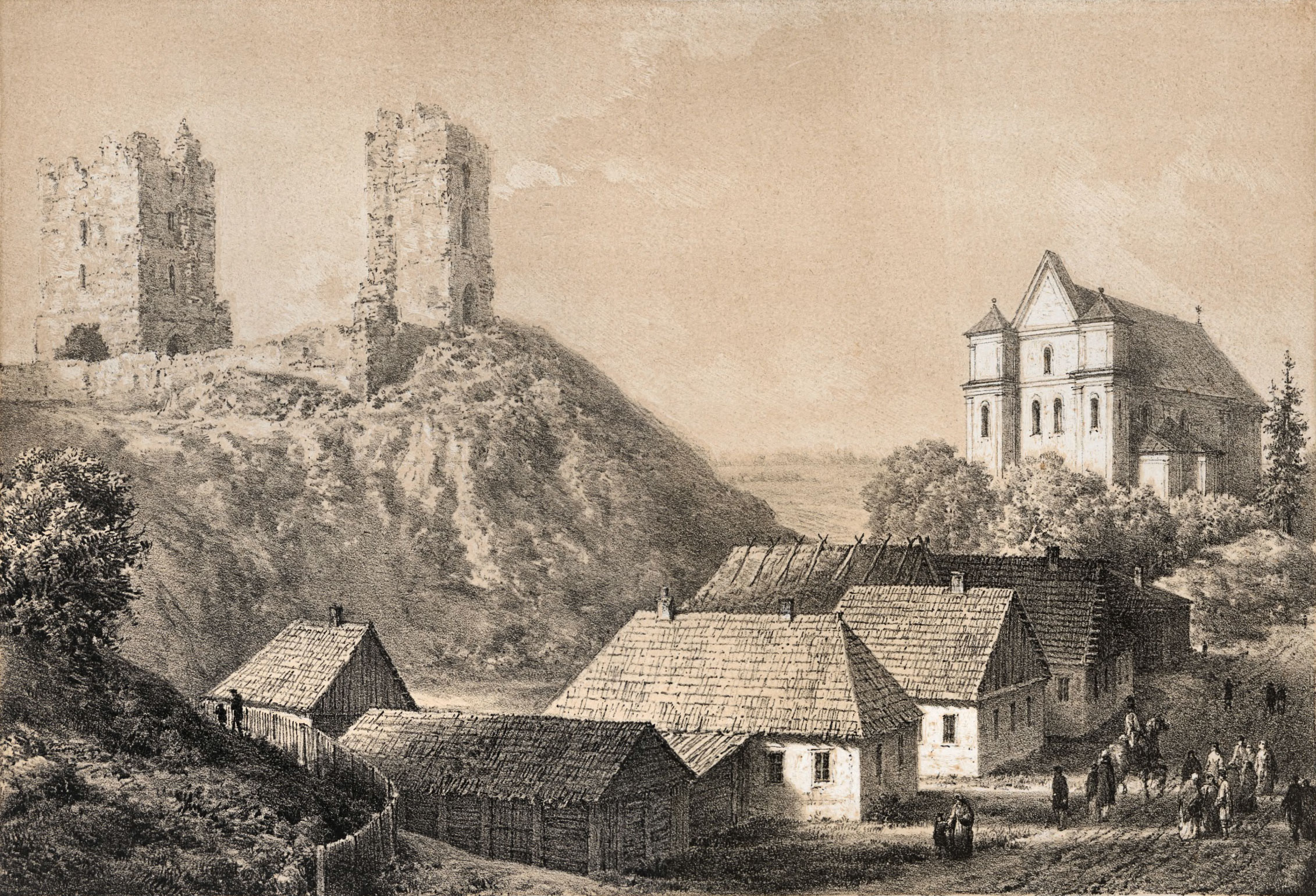
Руины замка, разрушенного в XVIII веке и Фарный костёл находящийся возле него — картина Н. Орды 1885 год.

В войну 1812 года после занятия Новогрудка армией Наполеона из местных жителей был сформирован 19-й драгунский полк литовских войск под командованием Константина Раецкого. На 1817 год в городе было 428 деревянных и 9 каменных жилых домов.
Во время восстания 1830 года, 22 июля 1831 года Новогрудок на некоторое время заняли отряды Ю. Кашица и М. Межеевского. По ликвидации Доминиканской школы в 1834 году царские власти открыли 5-классное училище, превратившееся в 1858 году в Новогрудскую гимназию. На 1837 год в Новогрудке было 4 немощеных и 9 мощеных улиц и переулков. С 1842 — уездный город Минской губернии. Во время восстания в 1863—1864 годах в городе сформировалась повстанческая организация во главе с В. Борзобогатым. В 1863 году ксёндз Фелициан Лашкевич из Новогрудка принимал участие в данном восстании.
В 1896 году раввином Иосефом-Юзлом Горовицем в Новогрудке было основано одно из самых известных еврейских высших учебных религиозных заведений Новогрудская иешива, она была одним из крупнейших и наиболее важных иешив в довоенной Европе и мощной силой в Мусарском движении.
В 1905 году в Новогрудке появились первые уличные газовые фонари. На 1910 год в городе было 76 каменных и 1074 деревянных зданий, в 1914 году в городе было 6 учебных заведений. В 1907—1909 годах в городе работало провинциальное отделение Польского общества «Просвещение», которое занималось поддержкой польского образования. Во время первой мировой войны, 22 сентября 1915, Новогрудок был занят войсками 10 немецкой армии. Российско-немецкий фронт пролегал отныне всего в 20 км к востоку от города-вдоль реки Сервечи. Немцы построили электростанцию, сеть узкоколейных железных дорог и телефонных линий. Также в регионе было разрешено создание польских и белорусских школ.
Дом Мицкевича занял немецкий командующий 17-м резервным армейским корпусом, генерал пехоты Рейнгольд фон Шеффер-Боядель. В связи с близостью фронта в Новогрудок приезжал маршал Пауль фон Гинденбург. 27 декабря 1918 года кавалерия немецкой армии покинула Новогрудок. Вечером в город вошли большевики, приветствованные овацией частью еврейского и русского населения. Вскоре была арестована часть польских активистов, а в марте 1919 года большевики убили часть из них в развалинах замка.

Старые виды города Новогрудка
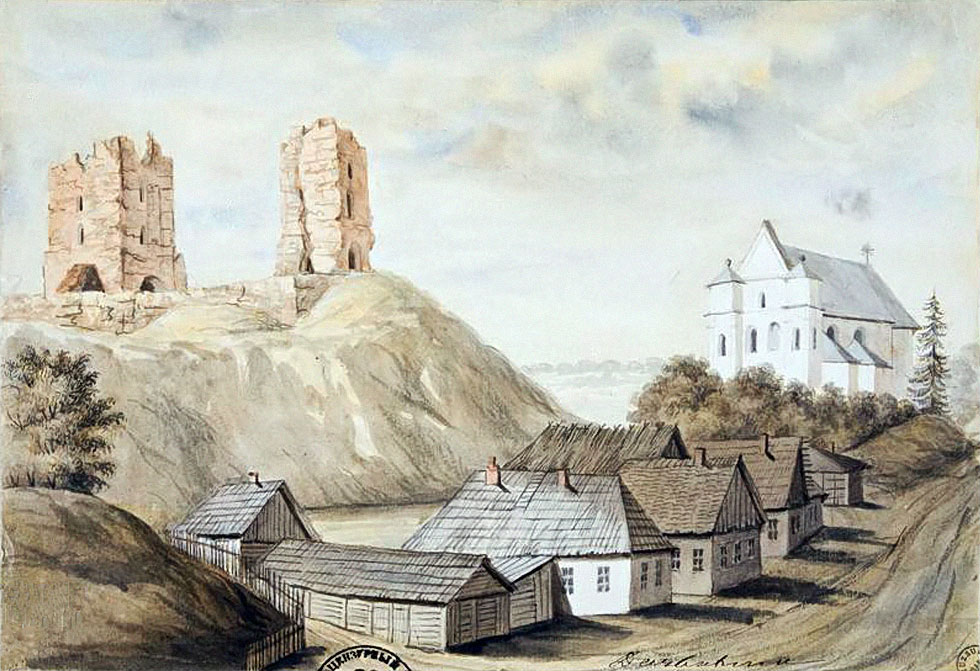
Руины замка и Фарный костёл.
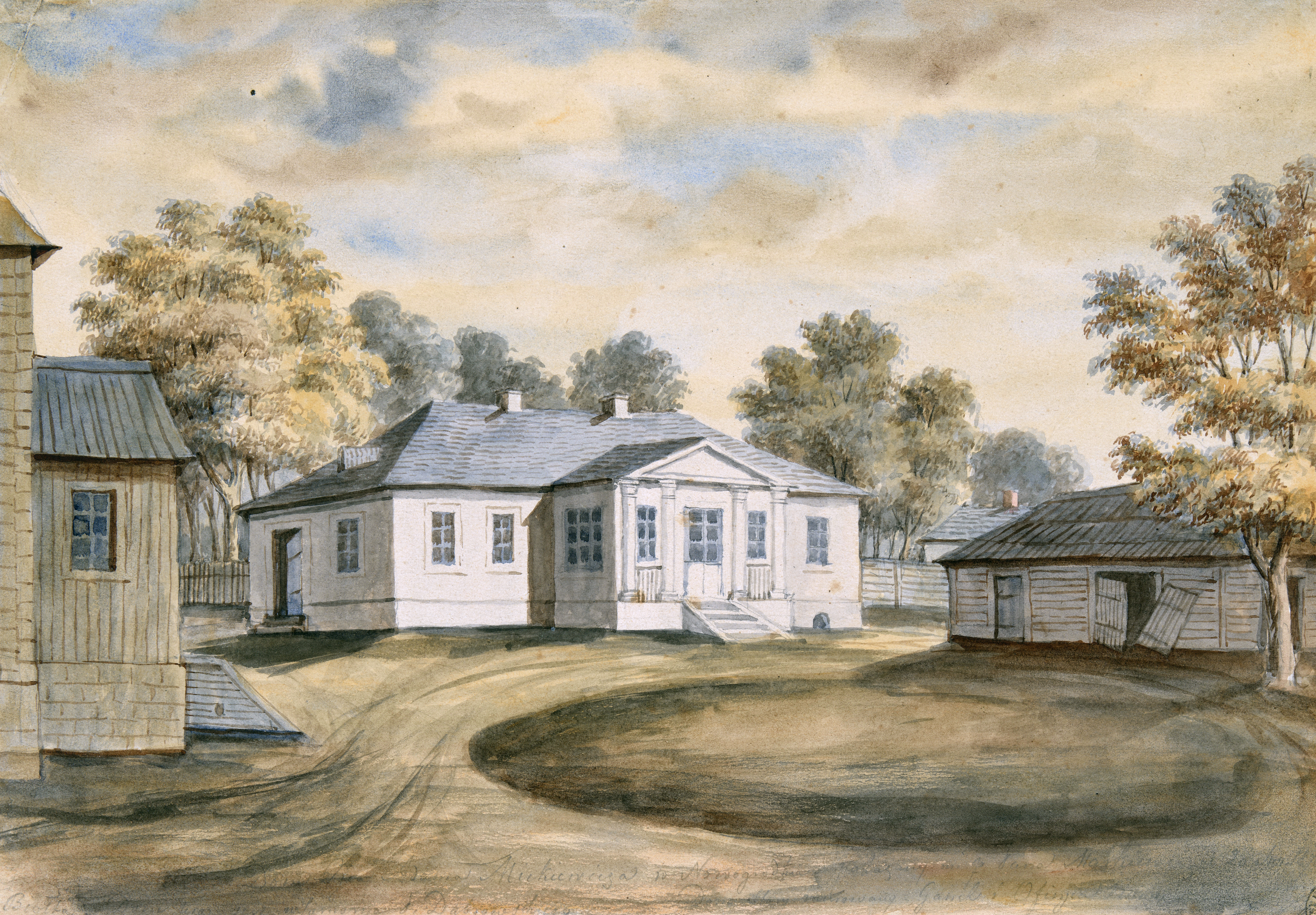
Дом Адама Мицкевича.
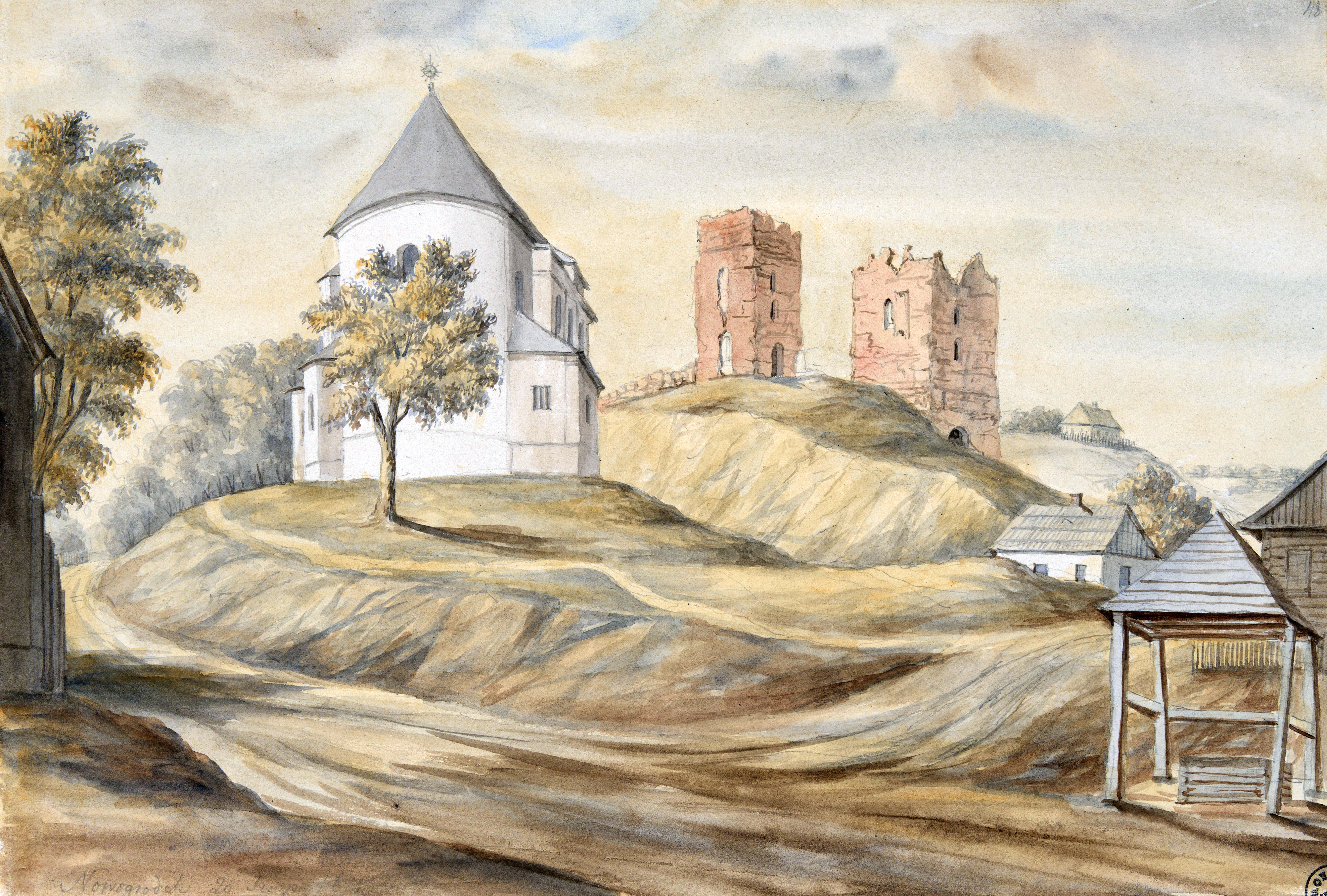
Фарный костёл со стороны апсиды.
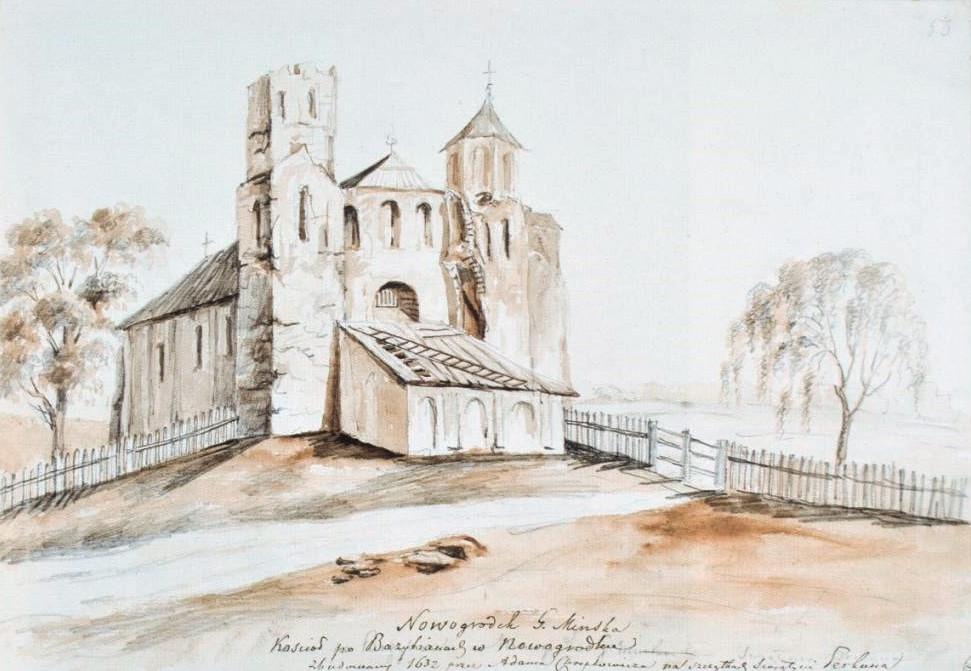
Борисоглебская церковь.
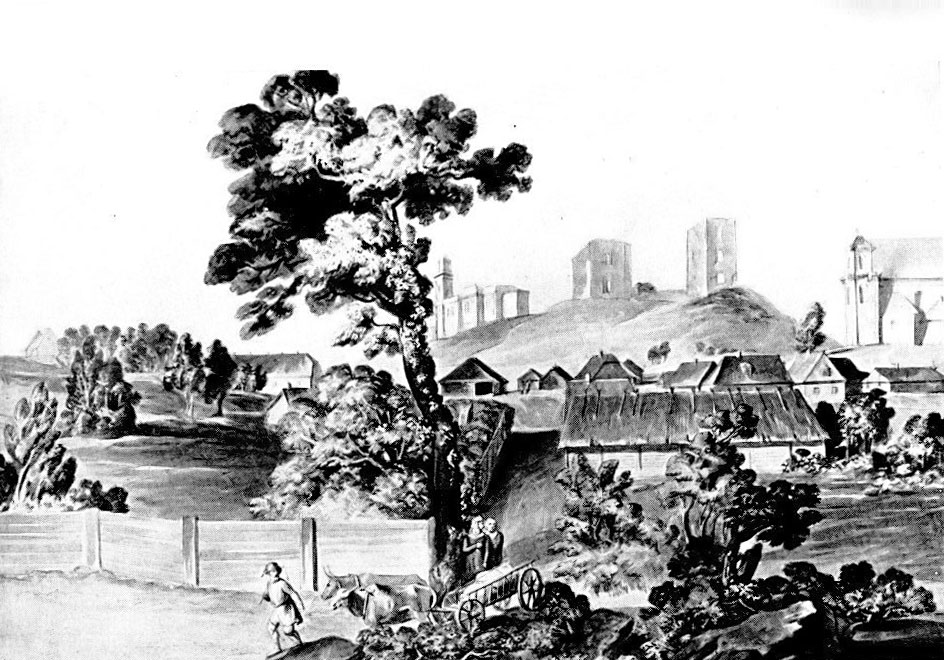
Панорама. Ю. Пешки, около 1800 год.
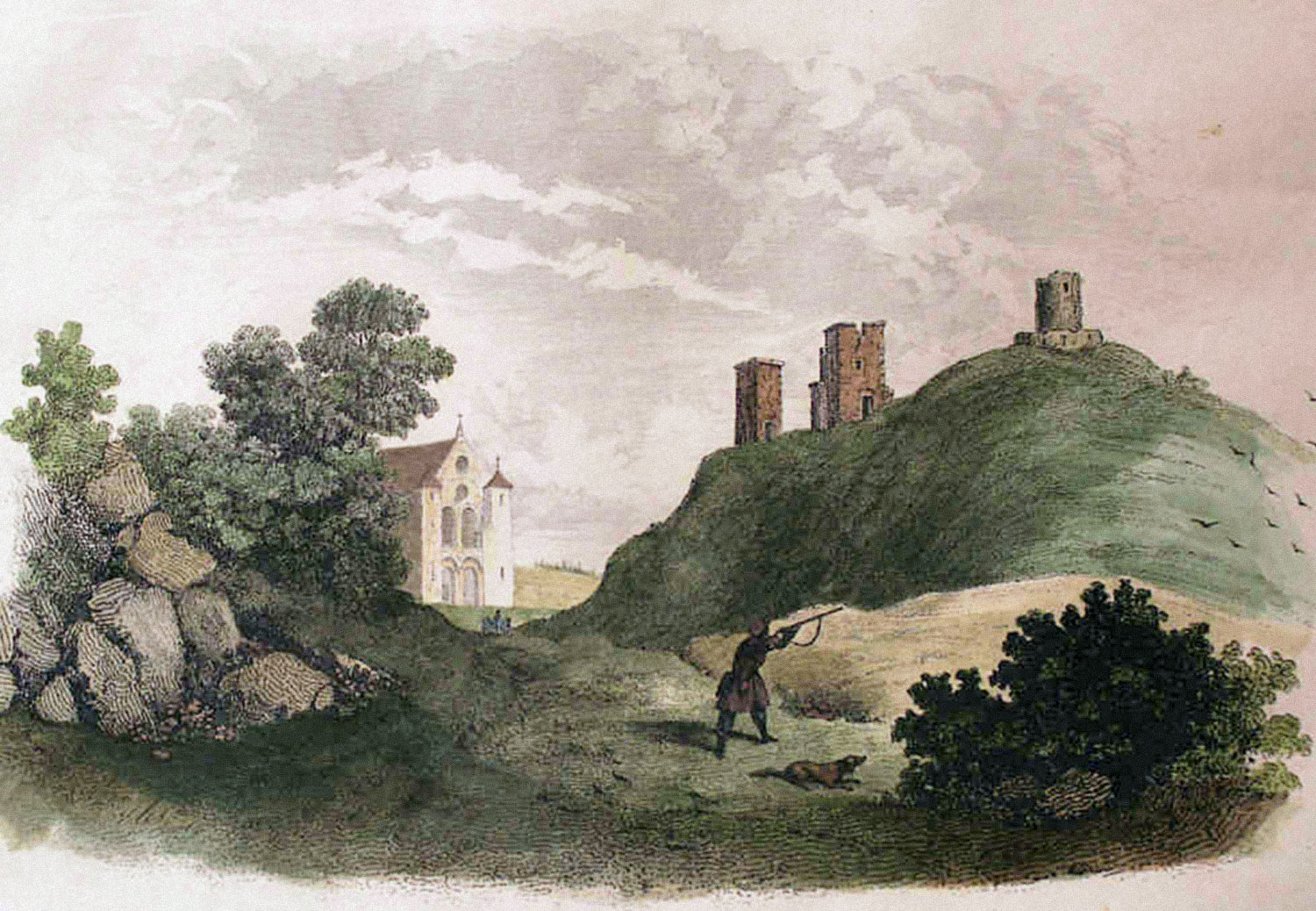
Замковая гора. А. Алес, 1835 год.
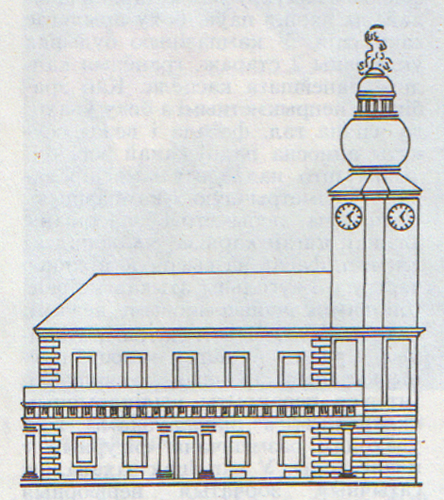
Новогрудская ратуша, план в XIX веке.
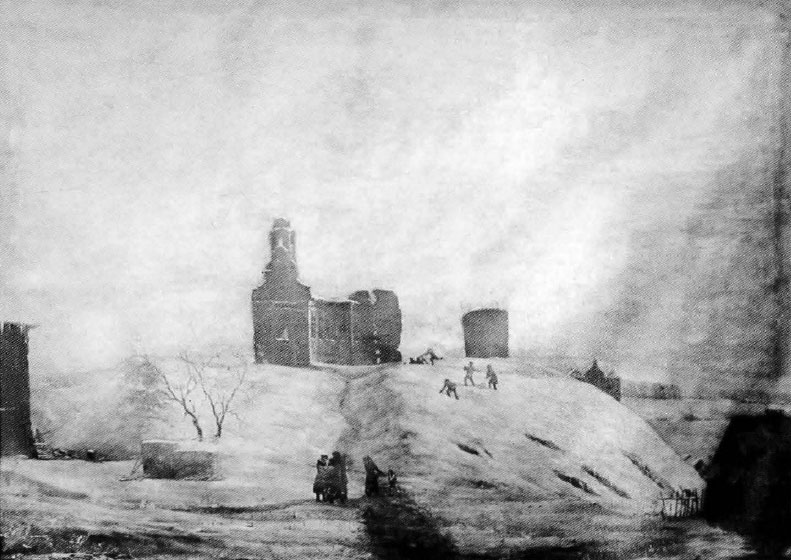
Замковая церковь до сноса царскими властями.
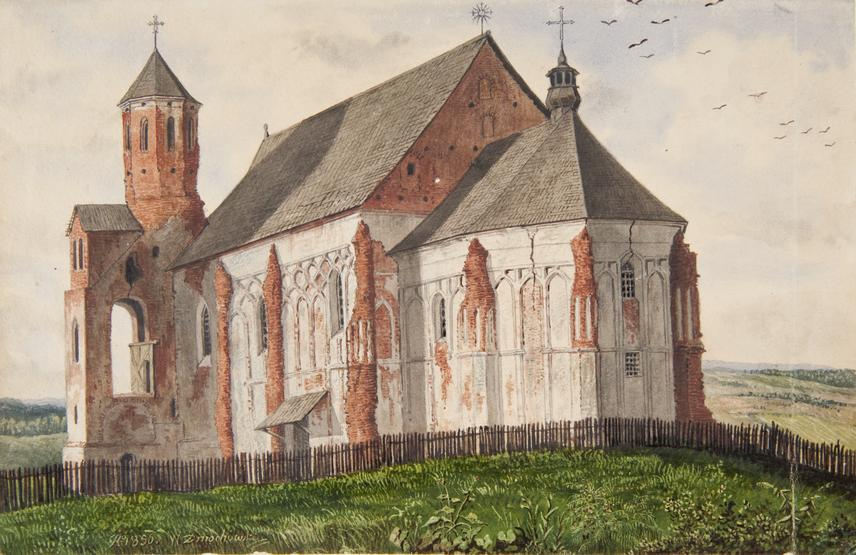
Кафедра Литовской православной митрополии В. Дмоховский, 1856 год. г.[50].
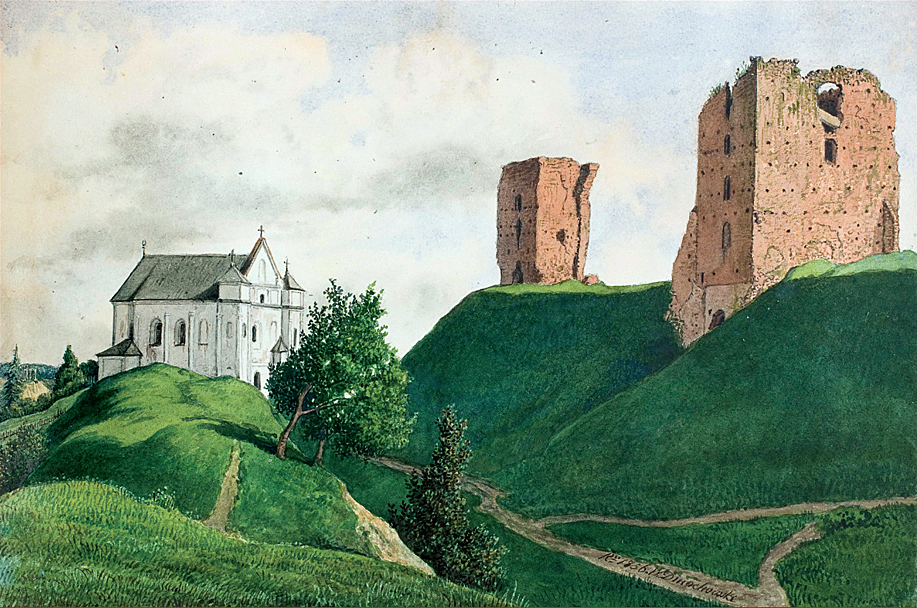
Фарный костёл и замок. В. Дмоховский, 1856 год.
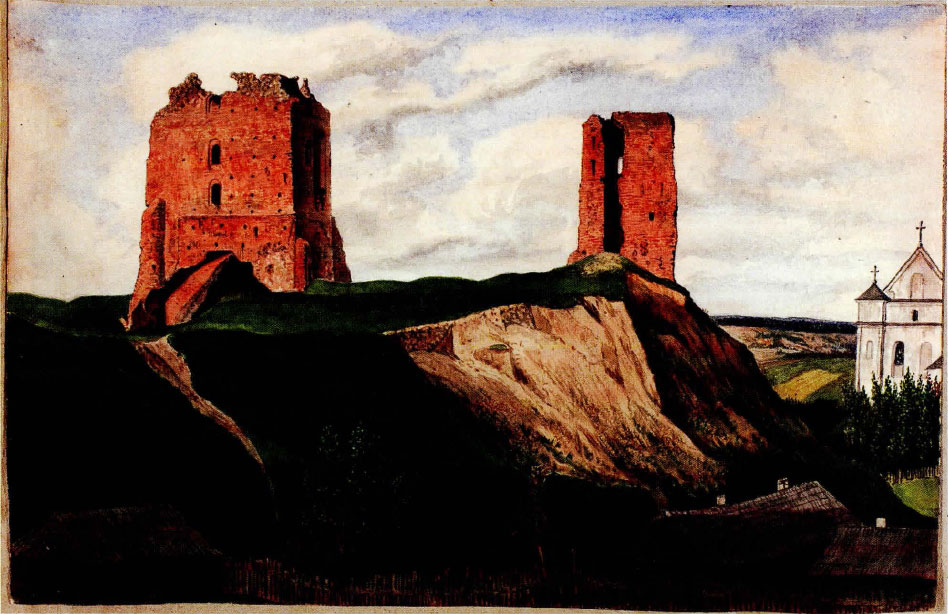
Замок. В. Дмоховский, 1856 год.
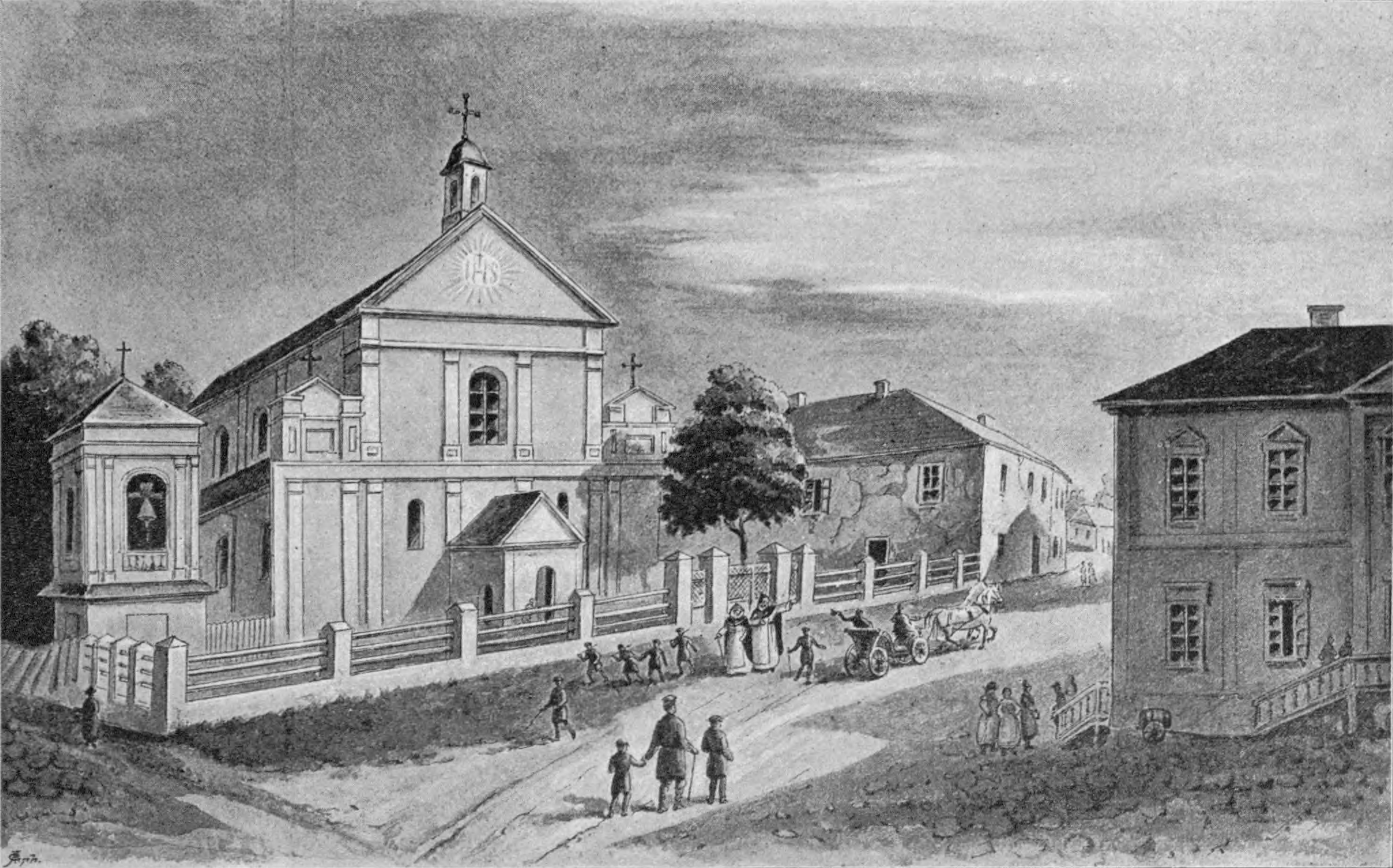
Угол Рыночной площади и улицы Слонимской. Костёл Михаила Архангела.

### Кубок святой Ядвиги
Во время археологических раскопок на Малом Замке в Новогрудке в период с 1955 по 1962 годы, проводившихся Ленинградским отделением Института археологии АН СССР, был найден артефакт, названный «стеклянный резной стакан», относящийся к группе стеклянных резных бокалов, известных в медиевистике под общим названием «Hedwig glass». На найденном в Новогрудке «Кубке Святой Ядвиги» (под таким названием сосуд числится в коллекции Эрмитажа, в Белоруссию этот кубок не был возвращен, несмотря на запросы белорусской стороны), вырезаны изображения льва, грифона и стилизованного древа жизни в виде двух змей, обвивающих чашу жизни. По версии Британского музея, сосуды данной группы входят в первую сотню выдающихся произведений материальной культуры общечеловеческой цивилизации.
Все известные в настоящее время кубки серии «Hedwig glass» как сохранившиеся целыми, так и отдельные фрагменты этих кубков, на протяжении многих веков хранились исключительно в столичных городах государств, либо входивших в средневековое государство Священная Римская империя, либо в столицах династий, имевших родственные связи с династиями, правившими этими государствами.

### В составеПольской Республики

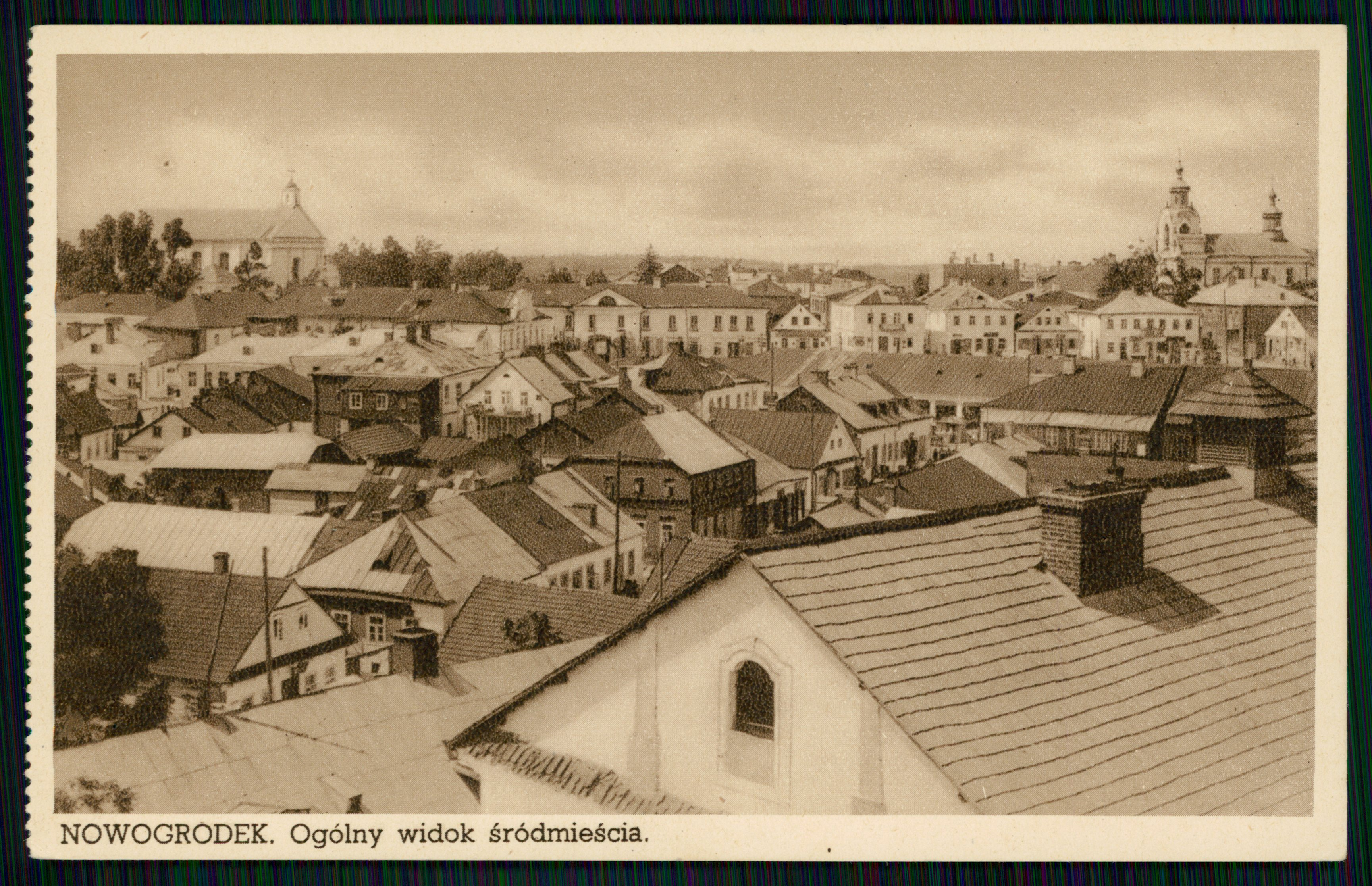
Центр города во времена межвоенной Польши.

25 марта 1918 года Новогрудок, как и вся этническая территория белорусов, провозглашался частью Белорусской Народной Республики. 1 января 1919 года в соответствии с постановлением и съезду КП(б) Беларуси он вошёл в состав Белорусской ССР. 25 мая 1919 года здесь открылась Новогрудская белорусская гимназия.

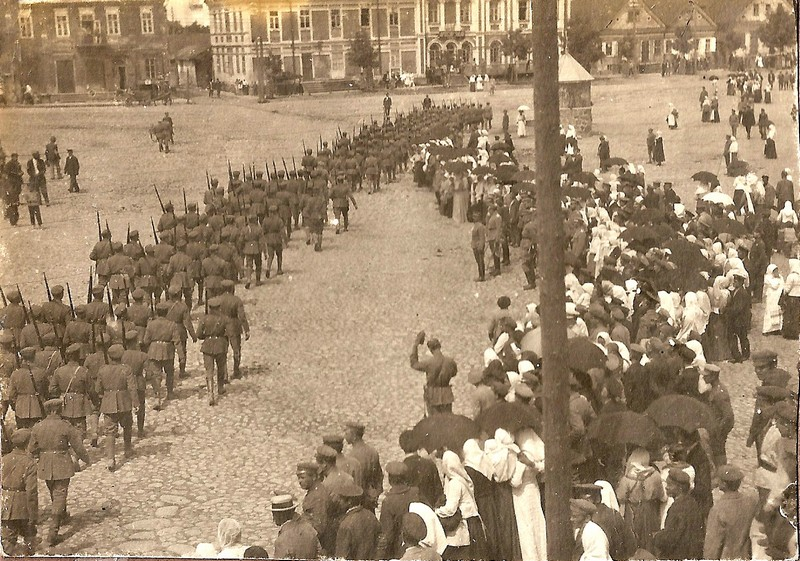
Эскадрон кавалерии 10 уланского Литовского полка в Новогрудке 1919 год.

С середины марта 1919 года в окрестностях Новогрудка начали появляться отряды Войска Польского. 18 апреля 1919 года на рассвете, после нескольких часов боя, солдаты 2-го Ковенского стрелкового полка майора Леона Лады-Завистовского и два эскадрона 10-го уланского полка захватили город. В боях на стороне Красной Армии принимало участие много поляков-коммунистов из Западной Дивизии Стрелков. В результате захвата города Войско Польское получило большие склады военной амуниции и боеприпасов, а также захватили около 300 пленных. Польско-большевистский фронт остановился на несколько месяцев вдоль линии бывших немецких окопов на реках Сервеч и Уши.
Утром 19 июля 1920 года Красная Армия вновь заняла Новогрудок, однако после её поражений в Варшавской битве и Неманской операции уже 1 октября 1920 года польские войска снова заняли город. Это были отряды 1 и 5 легионерских полков, 16 пехотного полка и 3 батареи 1 полка легионской артиллерии. Гражданские власти со старостой Иосифом Ельлиным во главе начали действовать 3 ноября. Традиции Литовского трибунала отчасти возродил Новогрудский воеводский суд, открытый 11 января 1921 года в здании бывшей русской уездной школы.
Рижский мирный договор 1921 года подтвердил то, что Новогрудок находится в составе Польской Республики. Новогрудок стал центром одноимённого воеводства, являясь самым маленьким воеводским центром Польской Республики. Транспортно-экономическим центром воеводства стал город Барановичи. Было построено много новых зданий, в том числе воеводская канцелярия, окружной суд, налоговая инспекция, театр, электростанция, городская баня и узкоколейная железнодорожная станция. Первым новогрудским воеводой (1921—1924) стал Владислав Рачкевич, позднее (1939—1947) президент Польши в изгнании. 13 мая 1922 году в Новогрудок приехал погостить старший сын Адама Мицкевича — Владислав, а 30 октября 1922 года сюда приезжал начальник государства маршал Юзеф Пилсудский. В последующие годы переоборудовали бывшую электростанцию на городской театр. Город посетили ещё несколько президентов Польши: Станислав Войцеховский (25—27 мая 1924 год) и Игнаций Мосцицкий (сентябрь 1929 года и конец июня 1931 года). В 1920—1930-е годы в городе выходило более 10 наименований периодических изданий, в октябре 1922 года начала издаваться первая в Новогрудке белорусскоязычная газета «Наша Бацькаўшчына». В 1924—1931 годах на Малом замке насыпали курган в честь Адама Мицкевича, 11 сентября 1938 года открылся музей в его честь. На 1931 год в городе было 1055 жилых зданий, действовали 2 костёла, 2 церкви, 3 синагоги и мечеть; кроме белорусской, работала польская гимназия. Кроме того, существовали 2 больницы, 7 отелей и 2 типографии.

Город на старых фотографиях
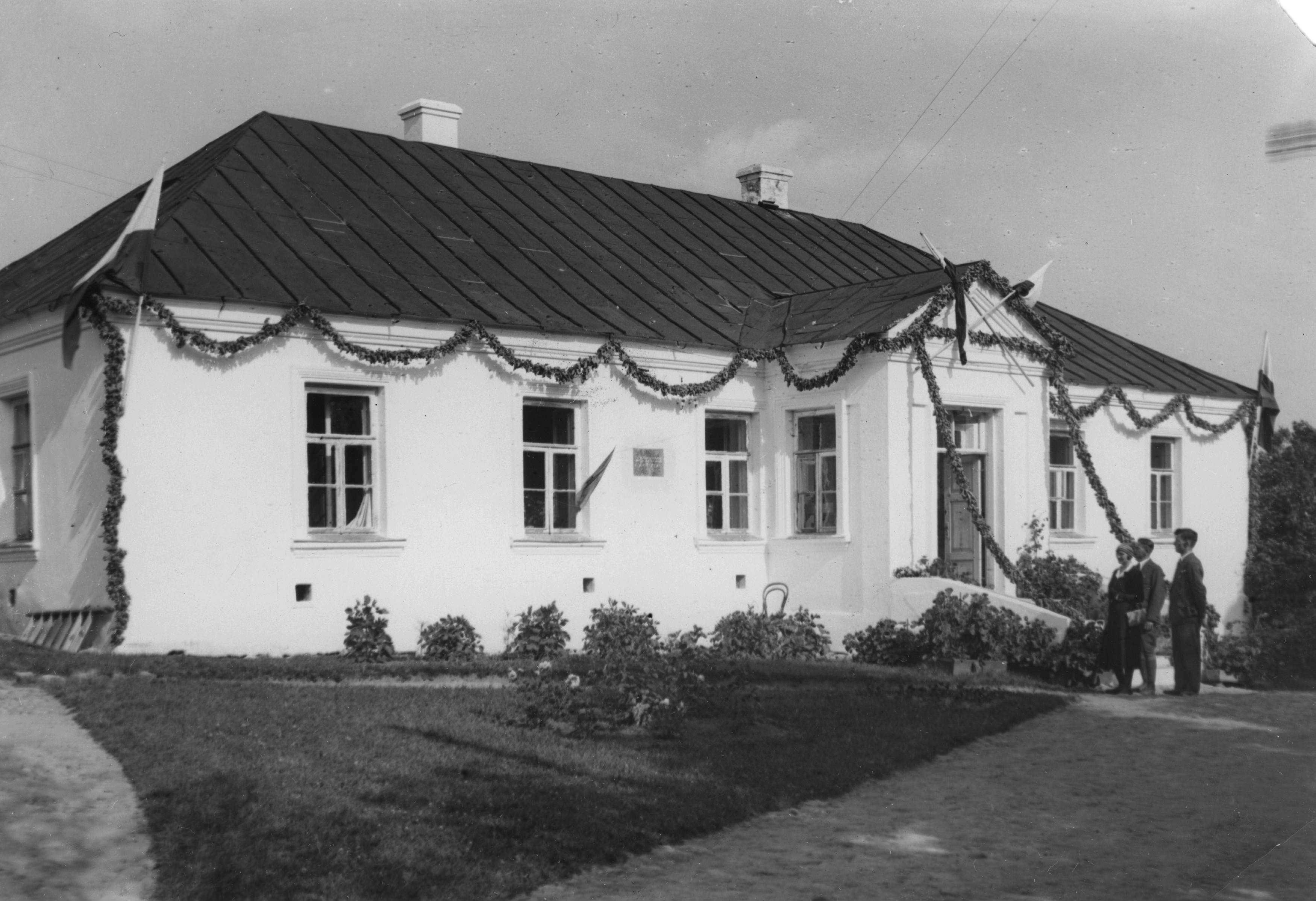
Дом Адама Мицкевича.
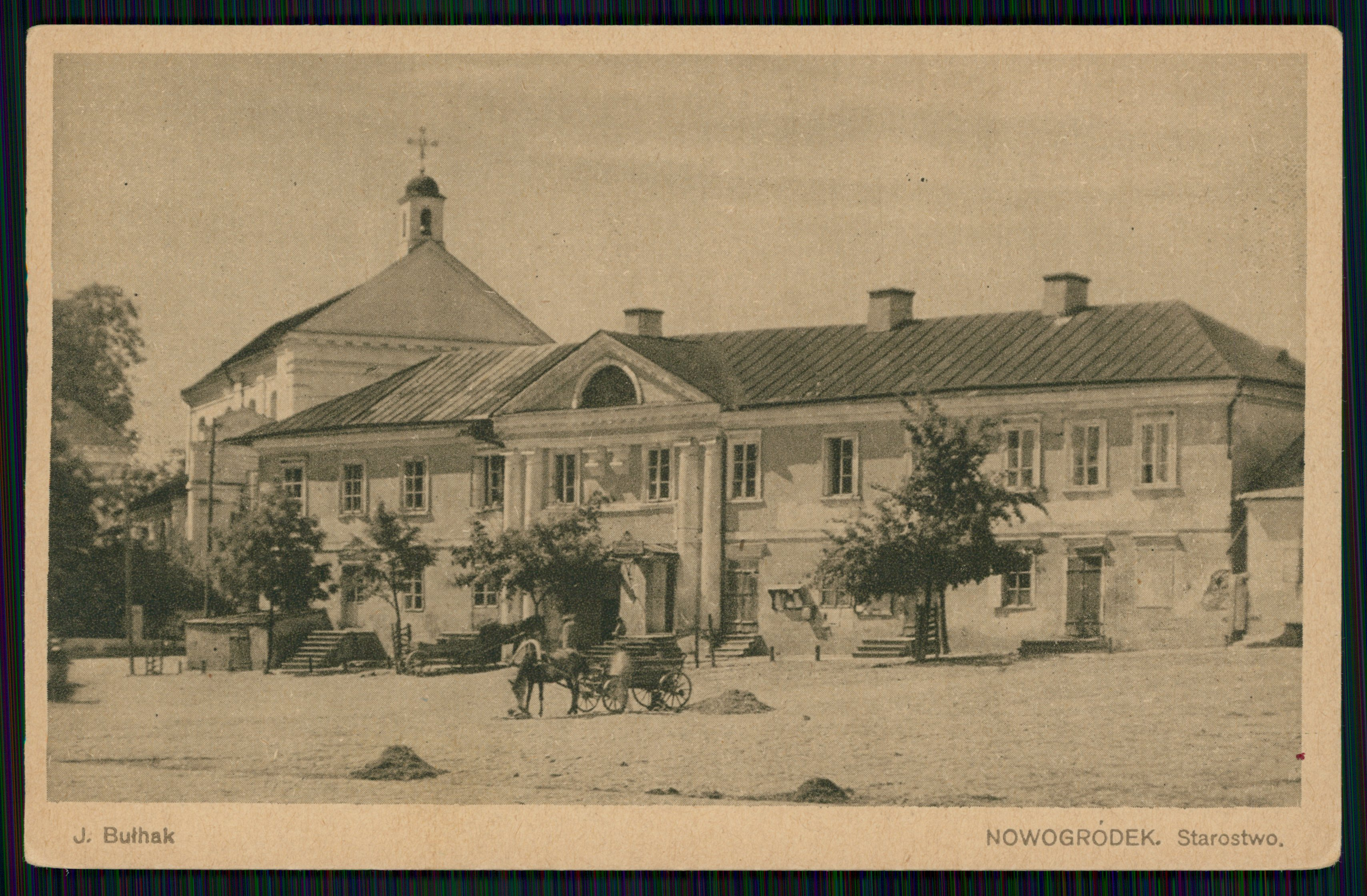
Староство (бывший дворец Радзивиллов).
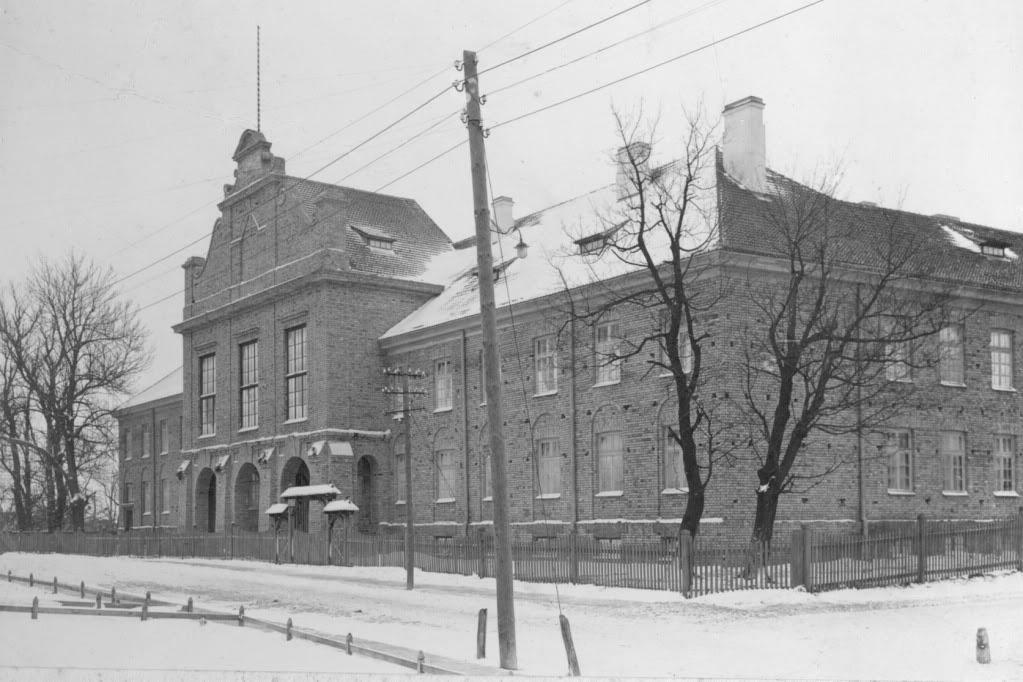
Канцелярия воеводы.
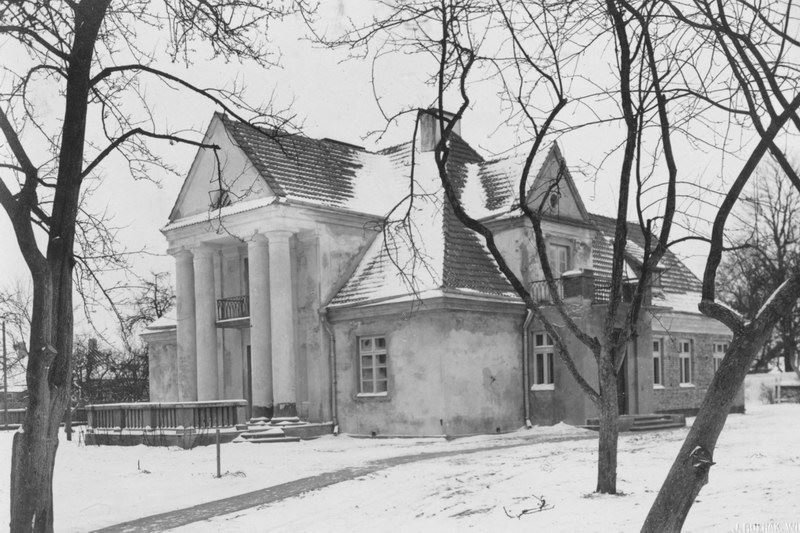
Дом воеводы.
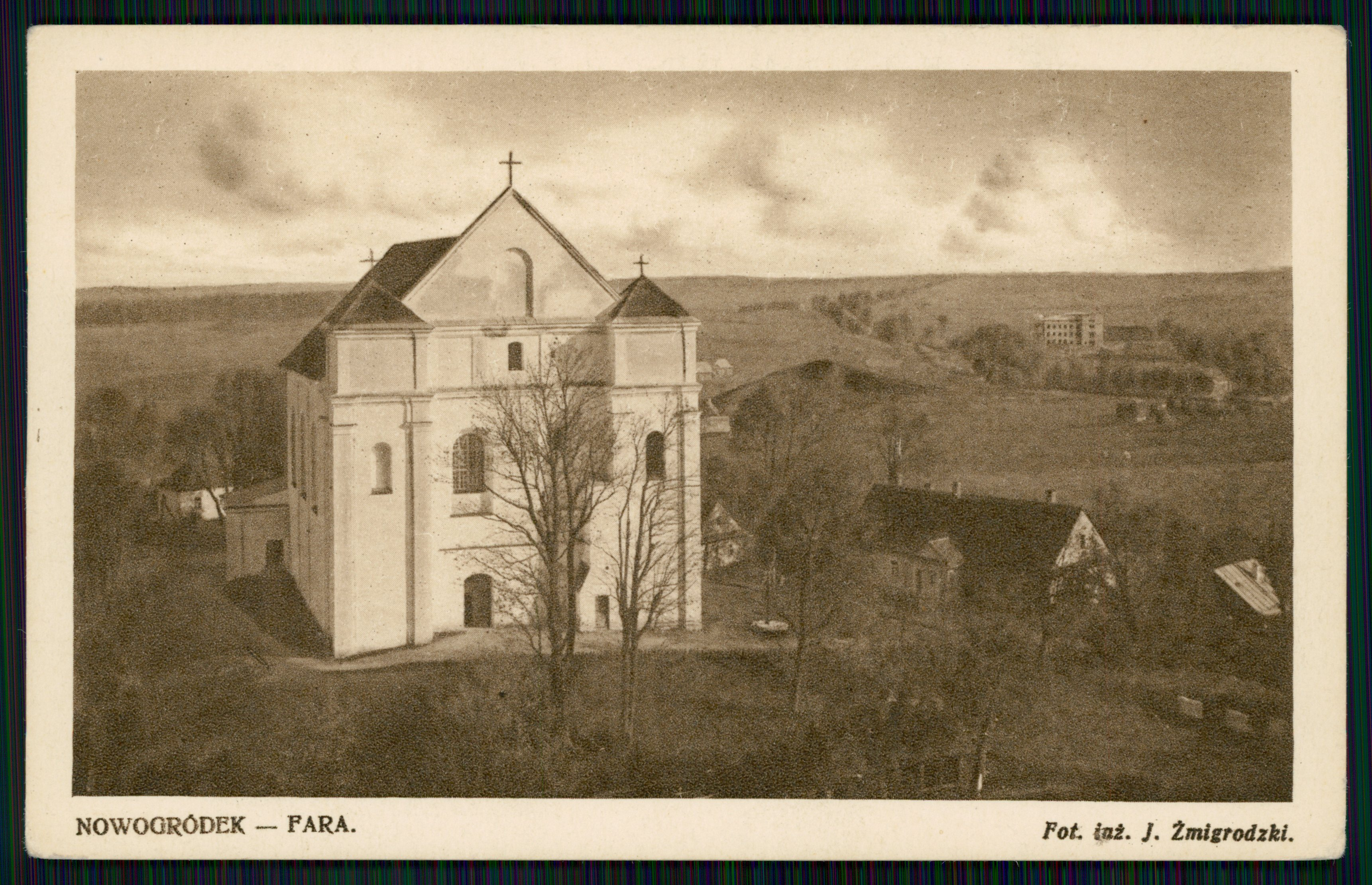
Фарный костёл.
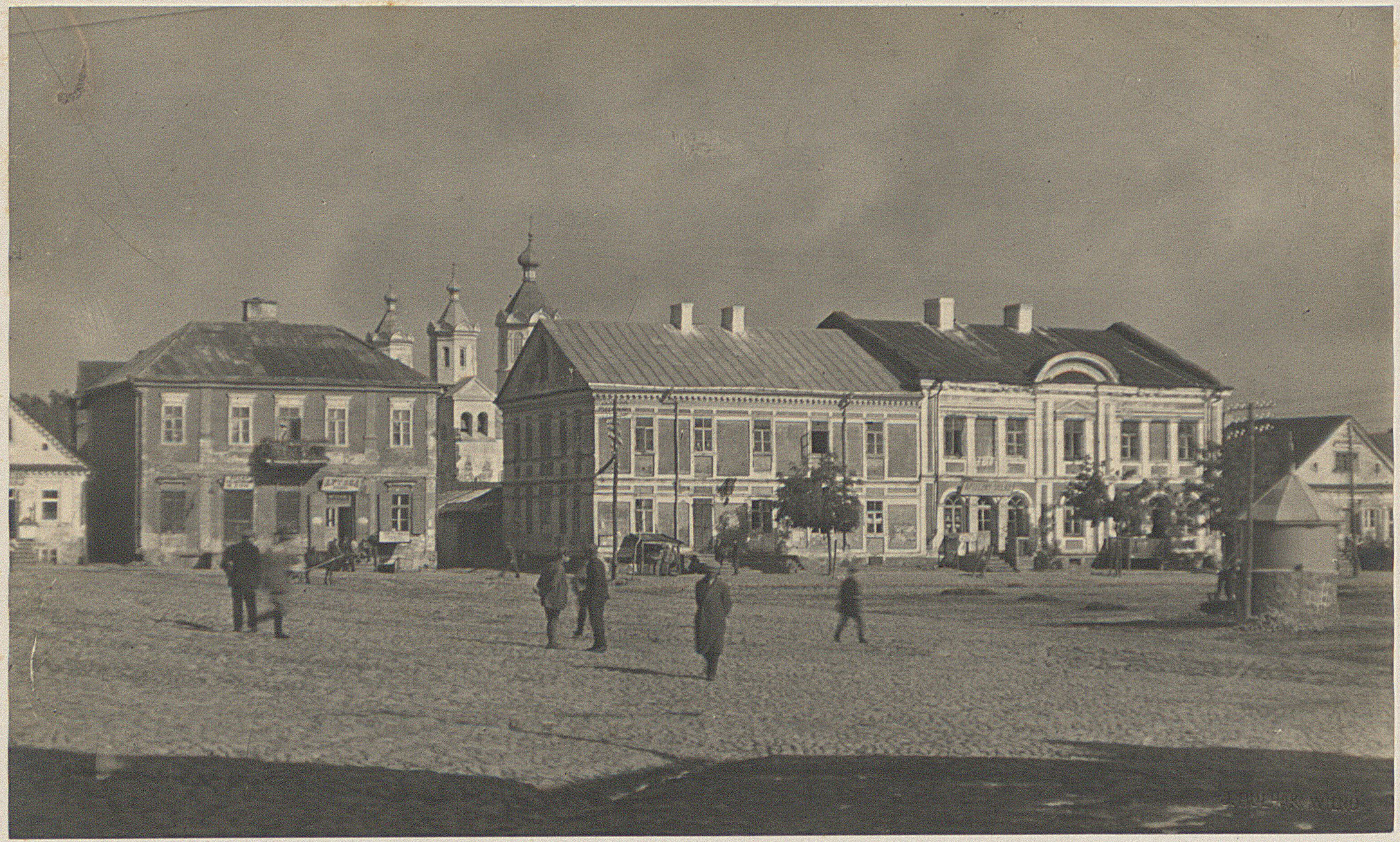
Рыночная площадь.
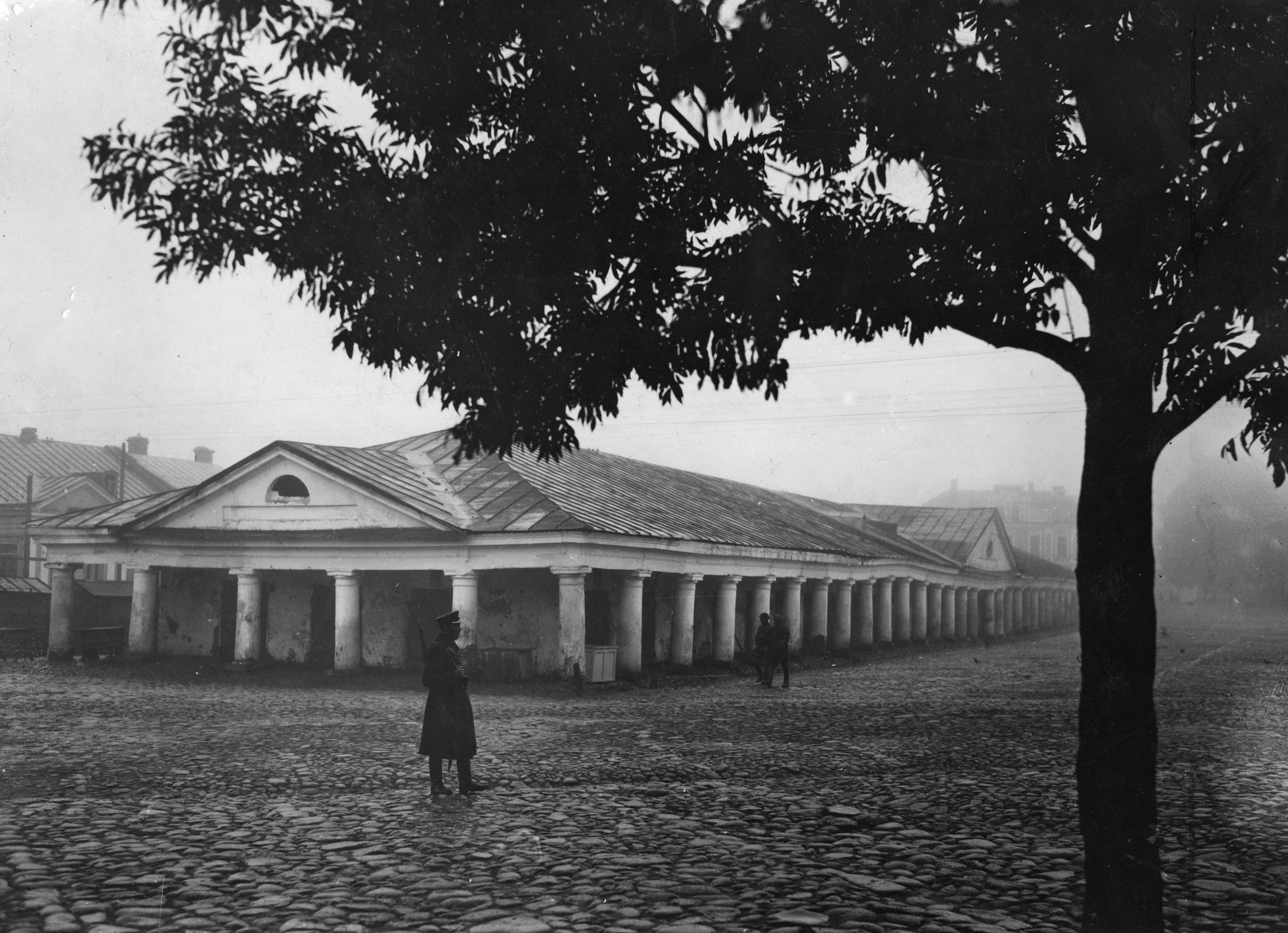
Торговые ряды.
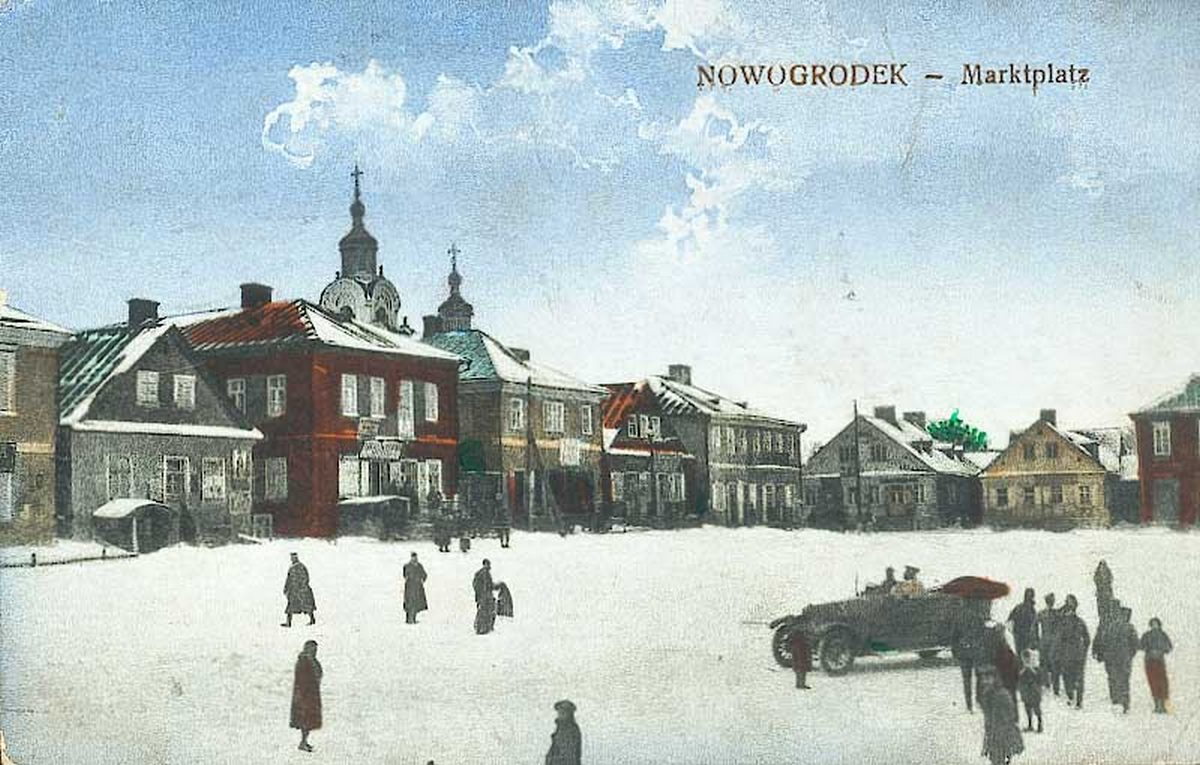
Бывшая Рыночная площадь 1917 год.
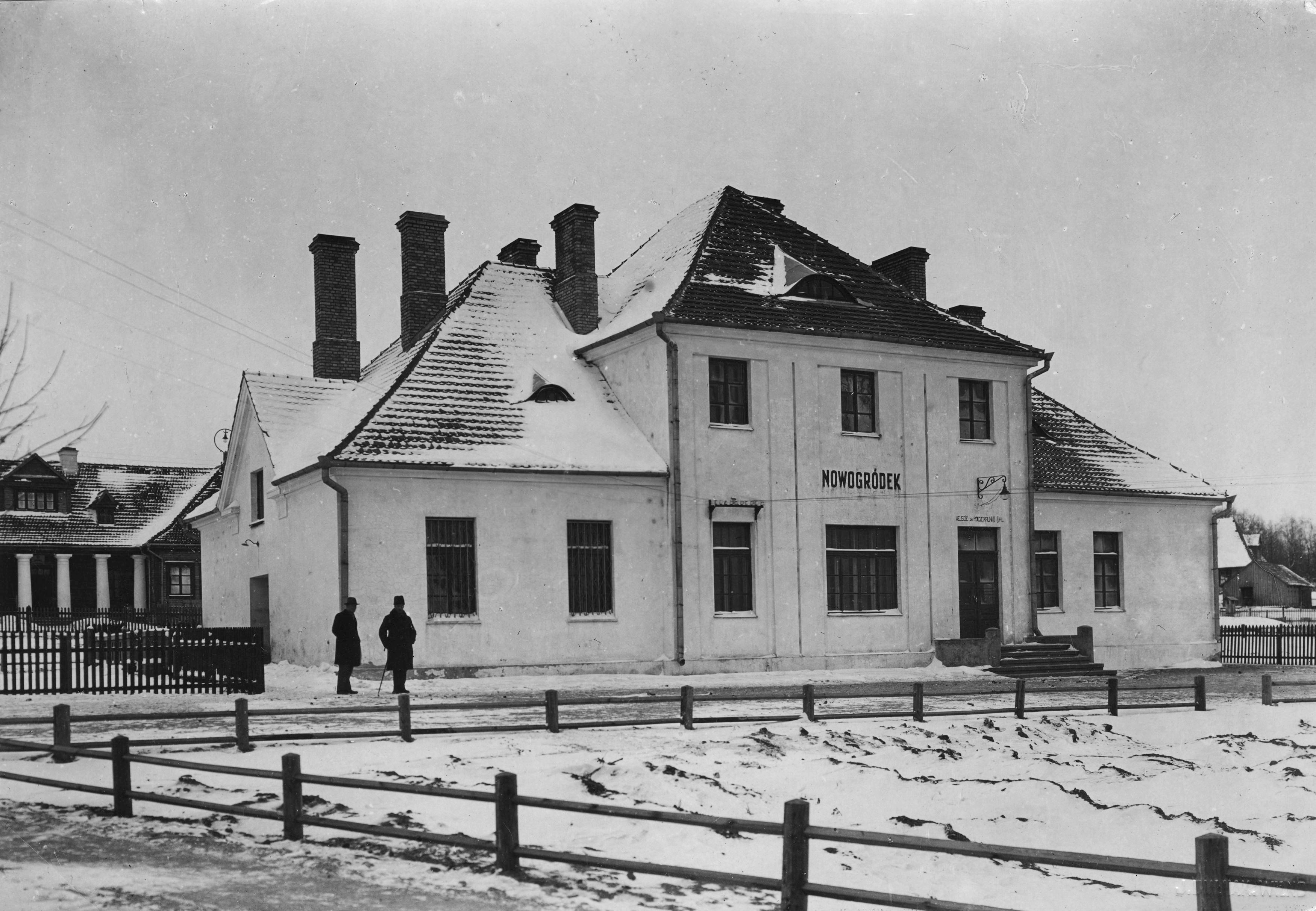
Железнодорожный вокзал.
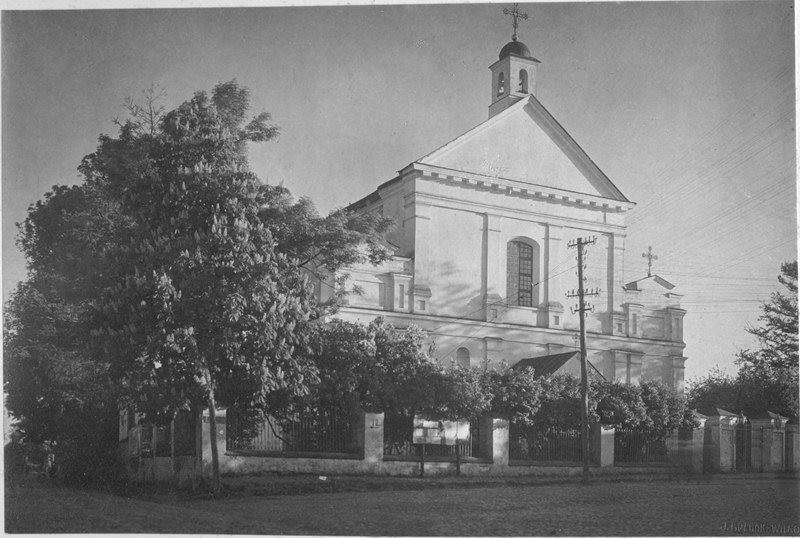
Костёл в честь Архангела Михаила.
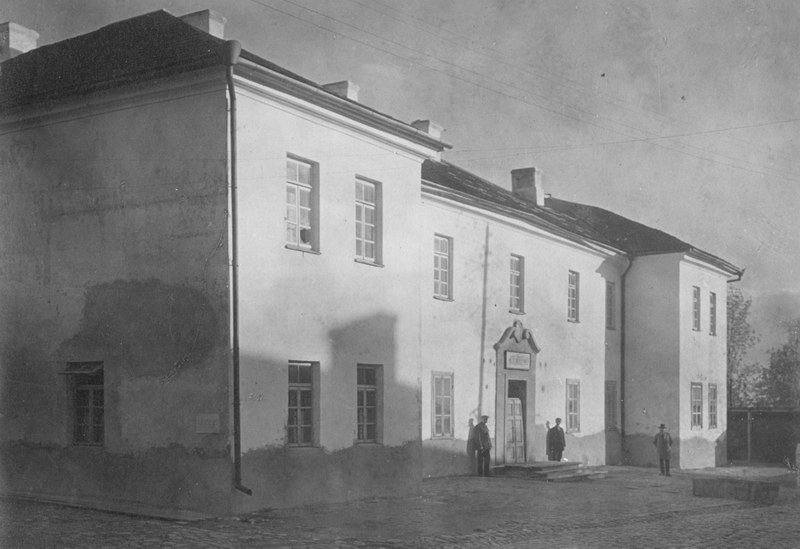
Бывший доминиканский монастырь.
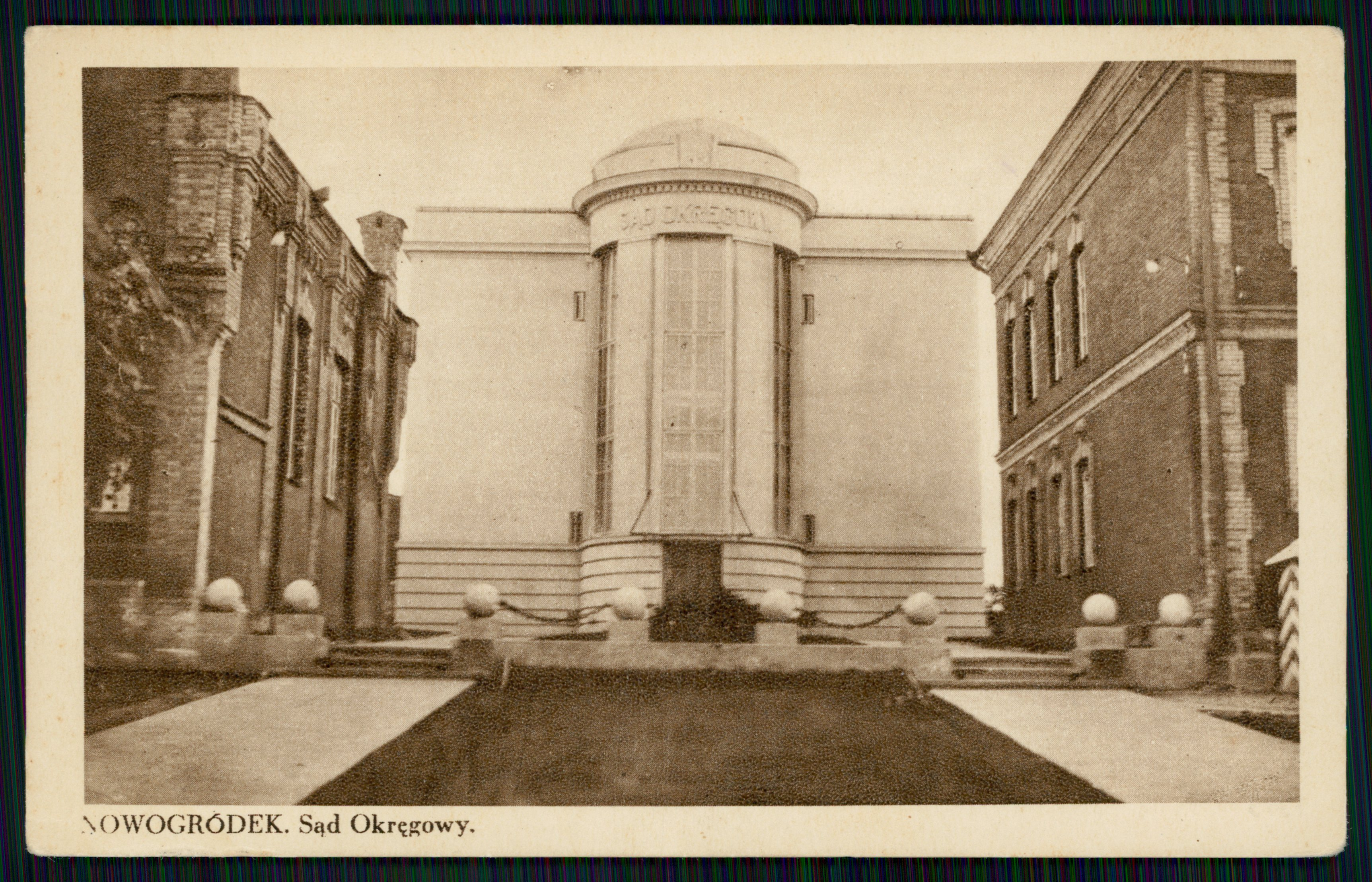
Окружной суд.
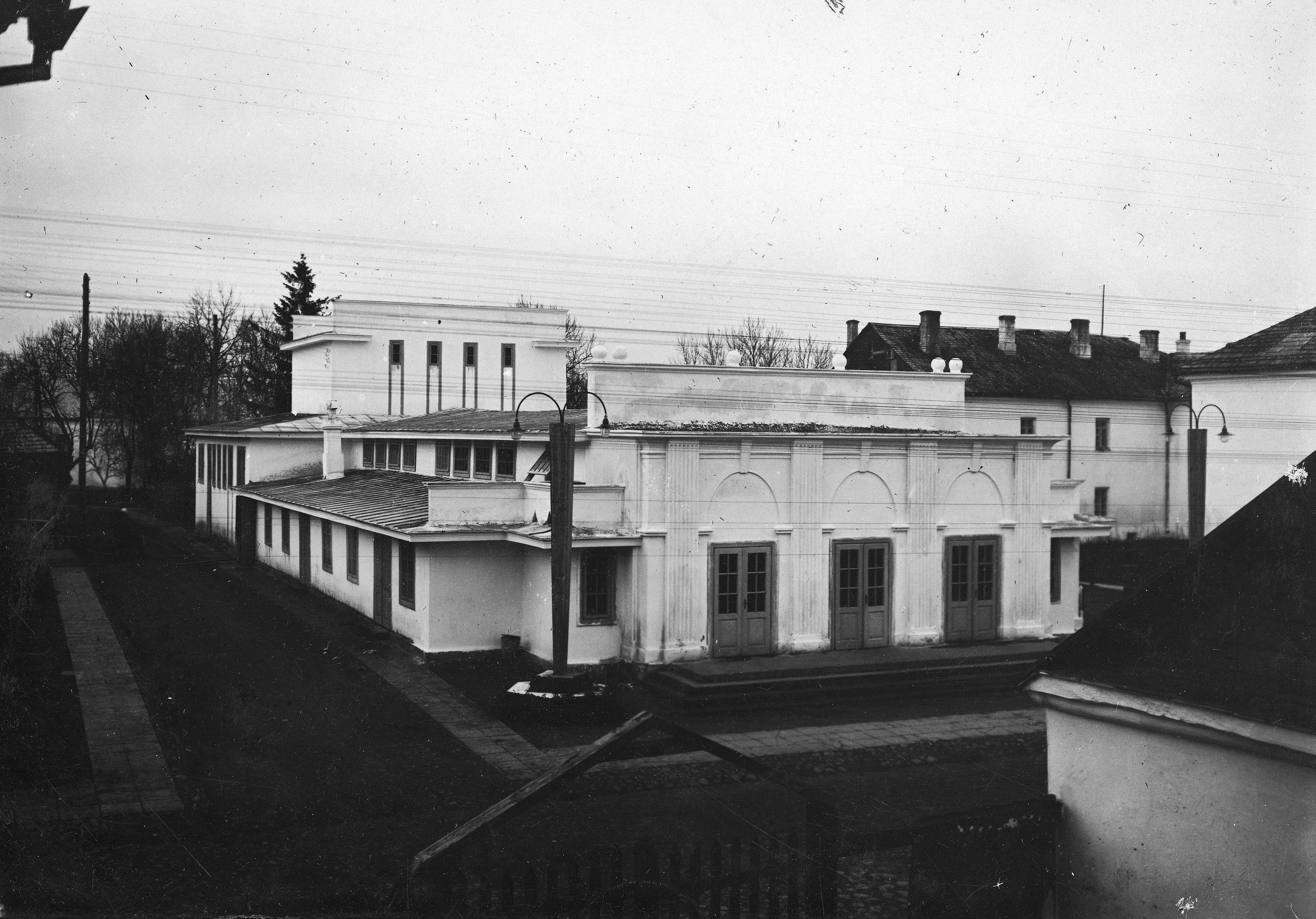
Здание бывшей электростанции, переоборудованное под театр и кинозал.
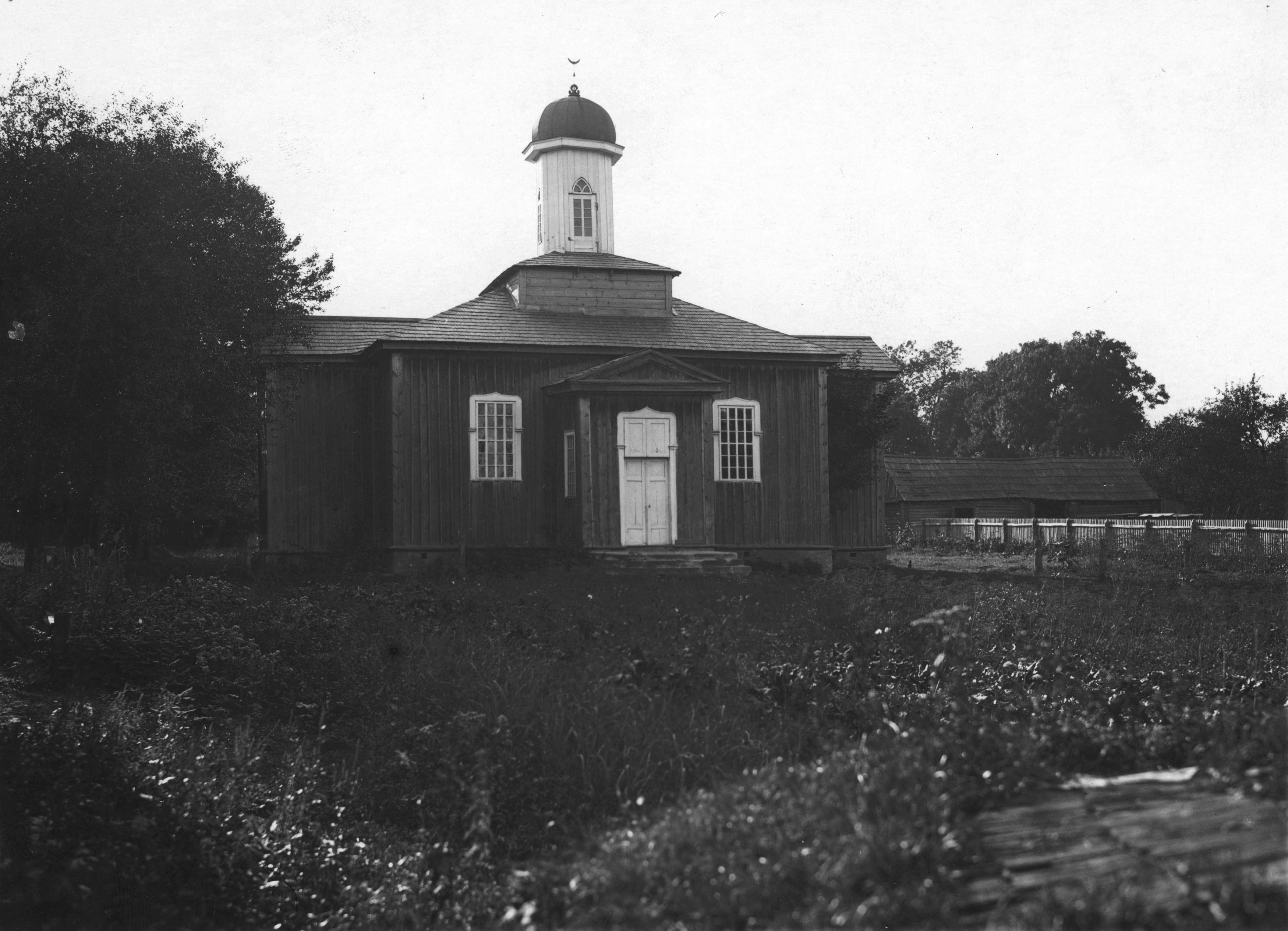
Новогрудская мечеть.
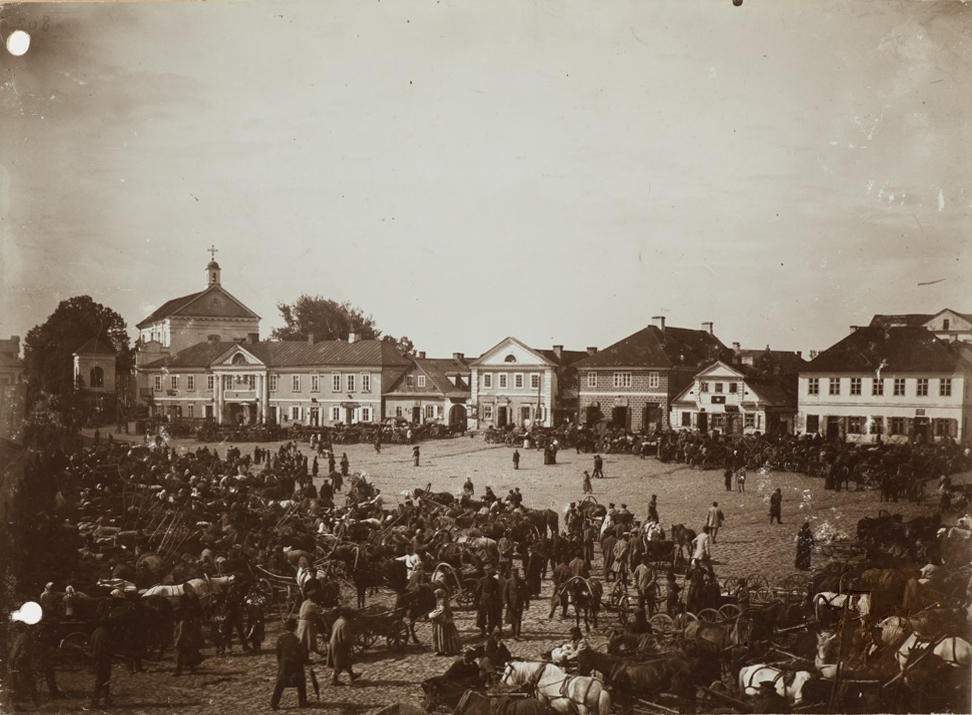
Рыночная площадь.
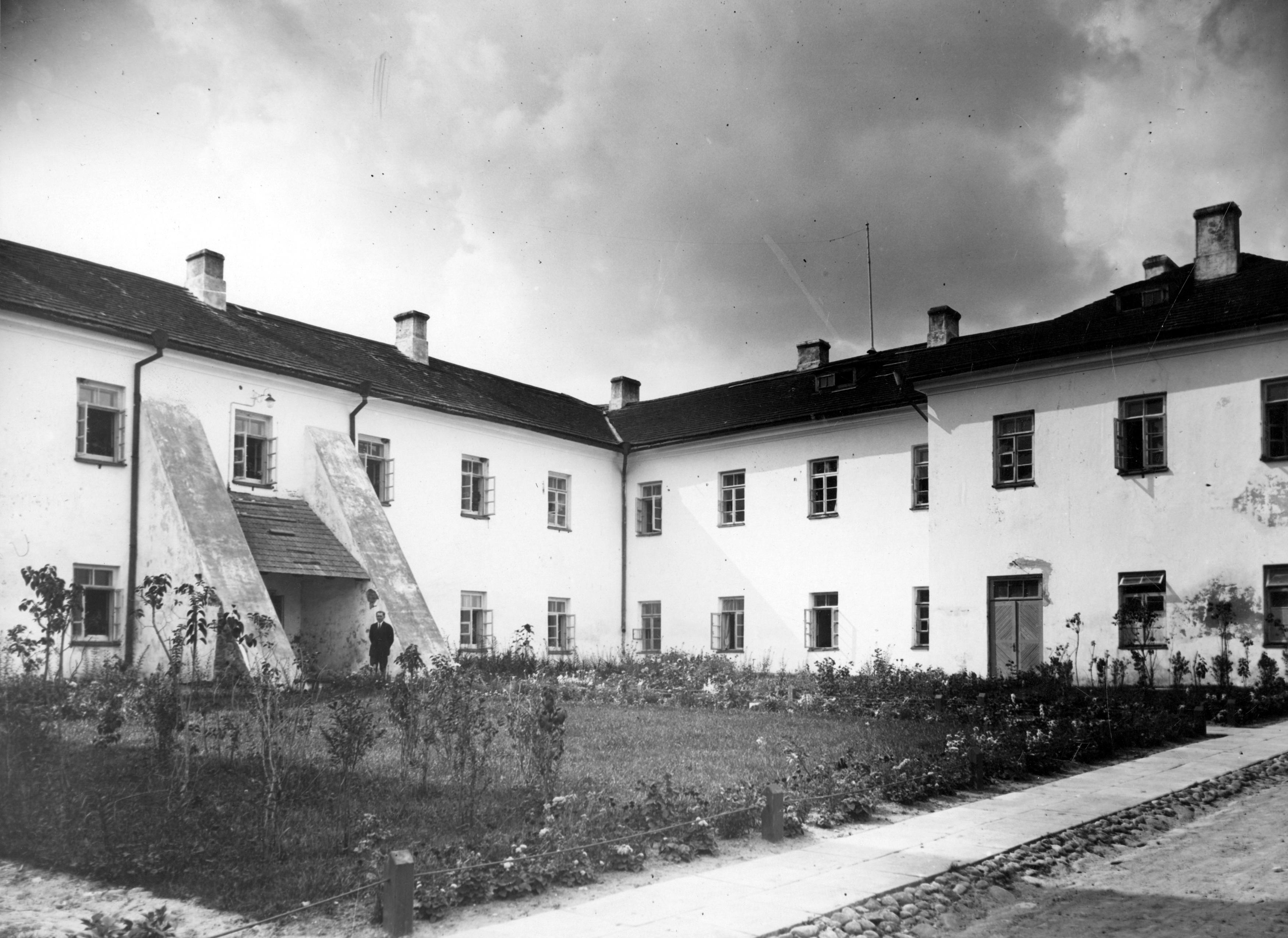
Монастырь доминиканок, 1929 г.
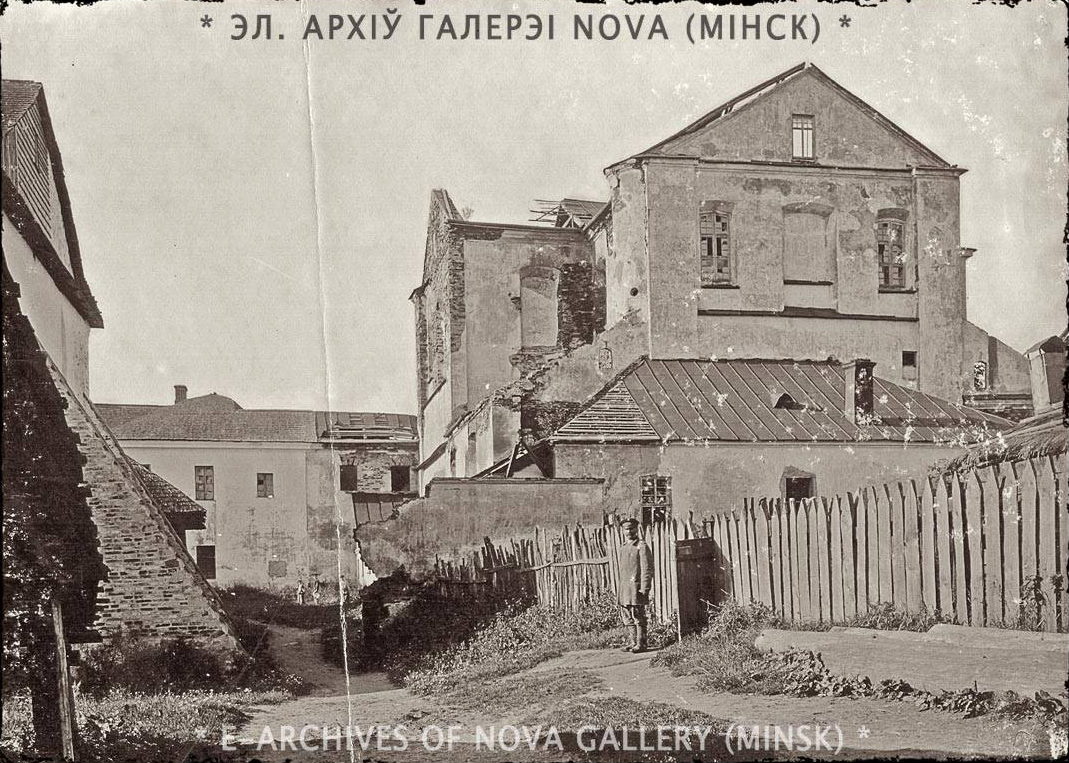
Костёл доминиканок во время уничтожения царскими властями.
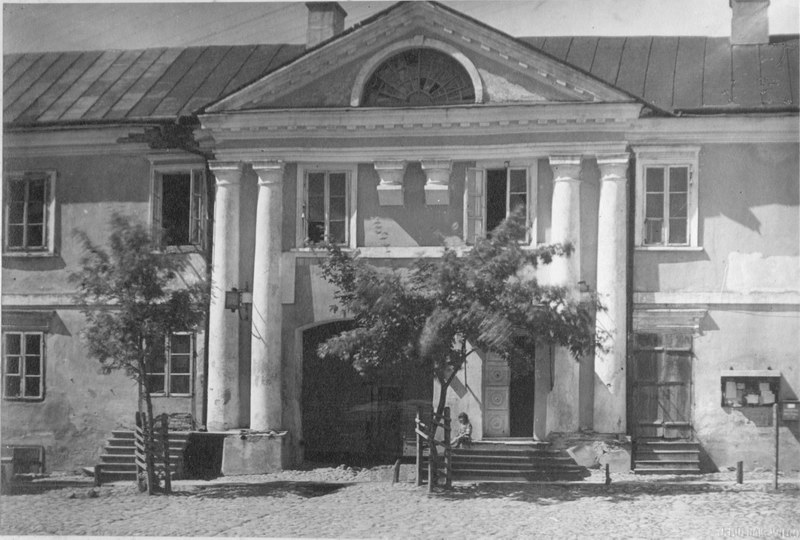
Дворец Радзивиллов. Снимок Я. Булгака, 1926 г.
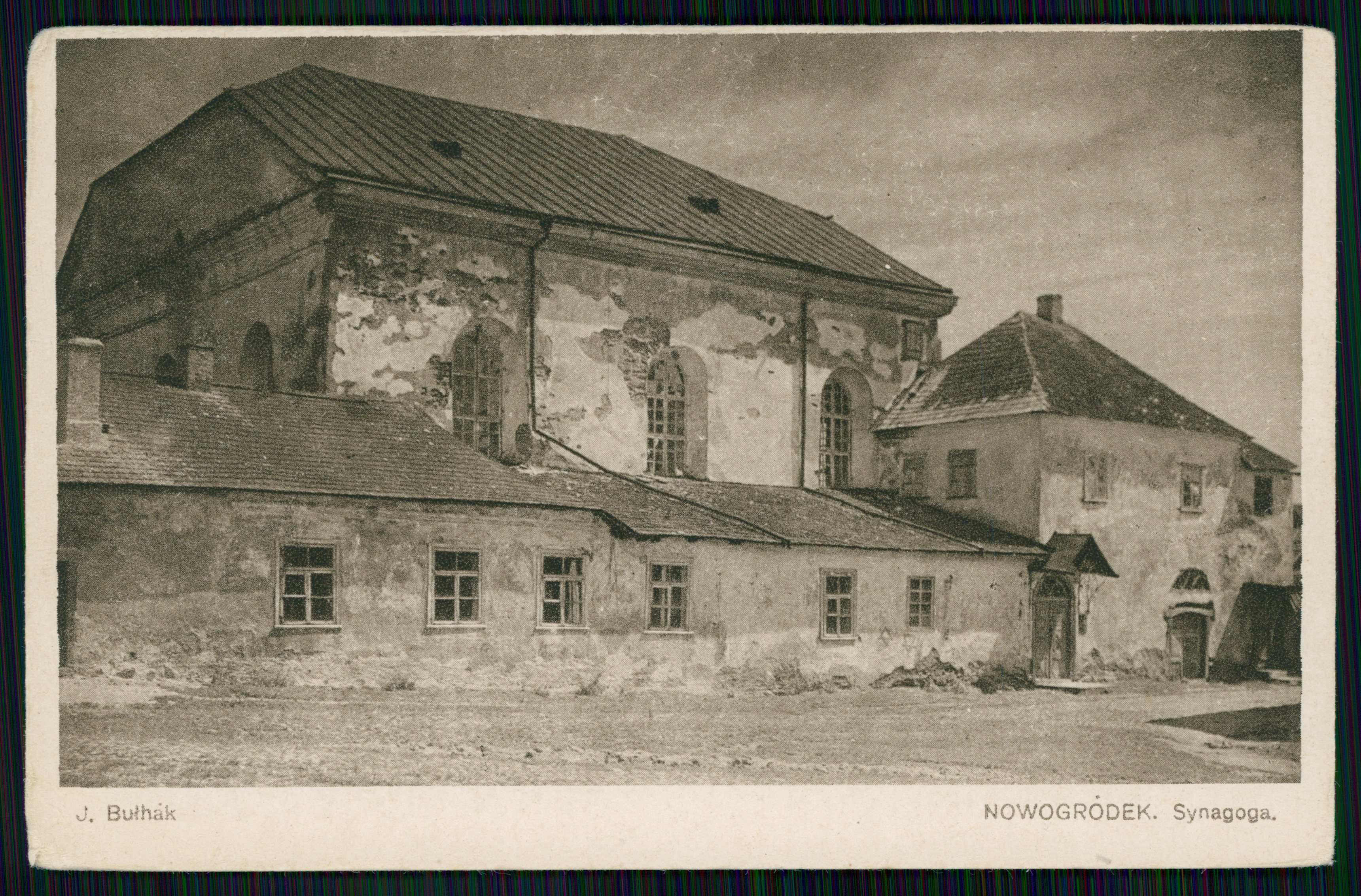
Большая синагога. Снимок Я. Булгака, около 1930 г.
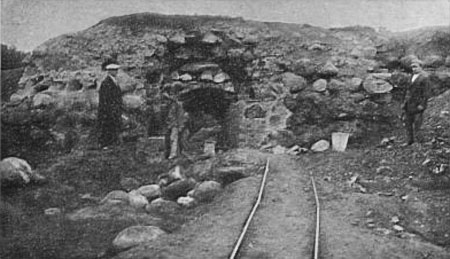
Руины Малых ворот.
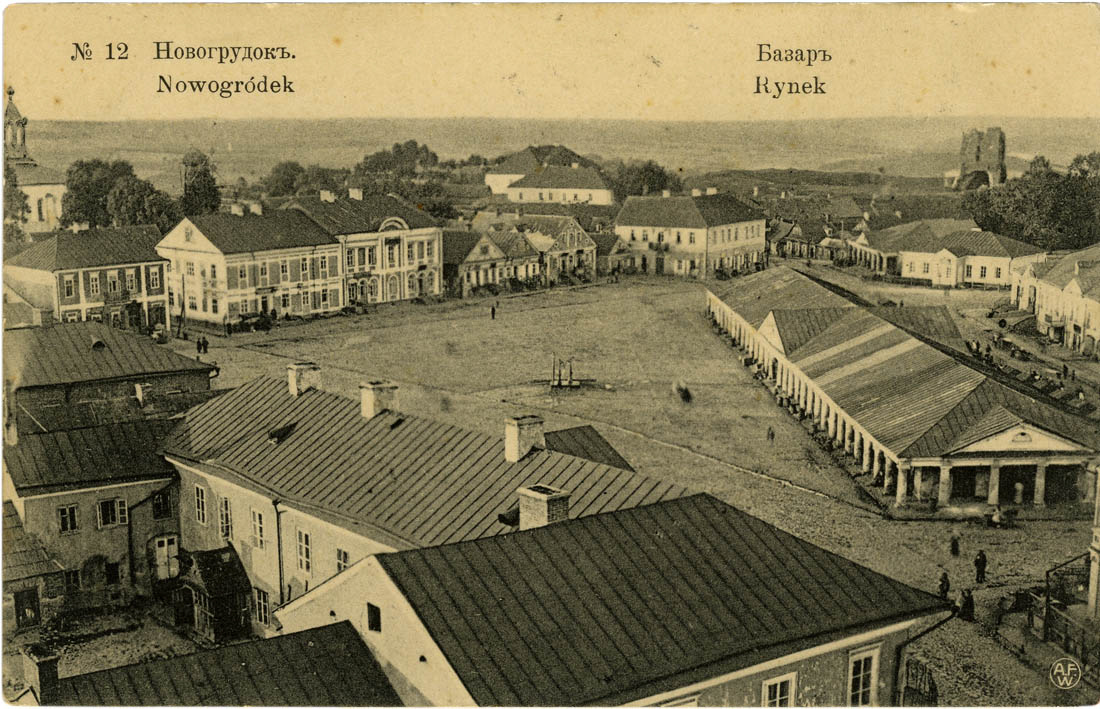
Рыночная площадь со стороны дворца Радзивиллов.

### Вторая мировая война

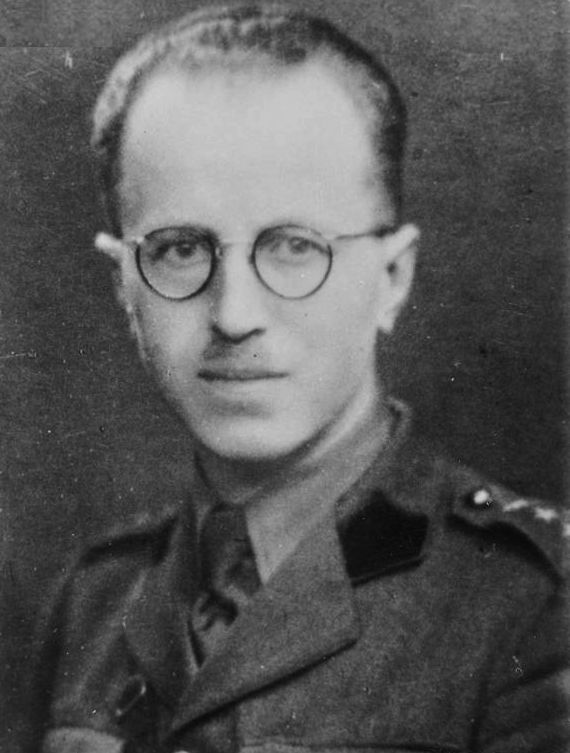
Командир Новогрудского партизанского округа АК, подполковник Мацей Каленкевич

В начале Второй мировой войны, после 17 сентября 1939 года, советские бомбардировщики начали сбрасывать над городом листовки написанные на ломаном польском языке, объявляющие о скором освобождении «от гнета панов» и других угнетателей. Затем началось советское вторжение в Польшу, после которого многие жители региона были репрессированы, а регион подвергнут советизации. Новогрудок стал частью БССР, где в 1940 году стал районным центром Барановичской области.

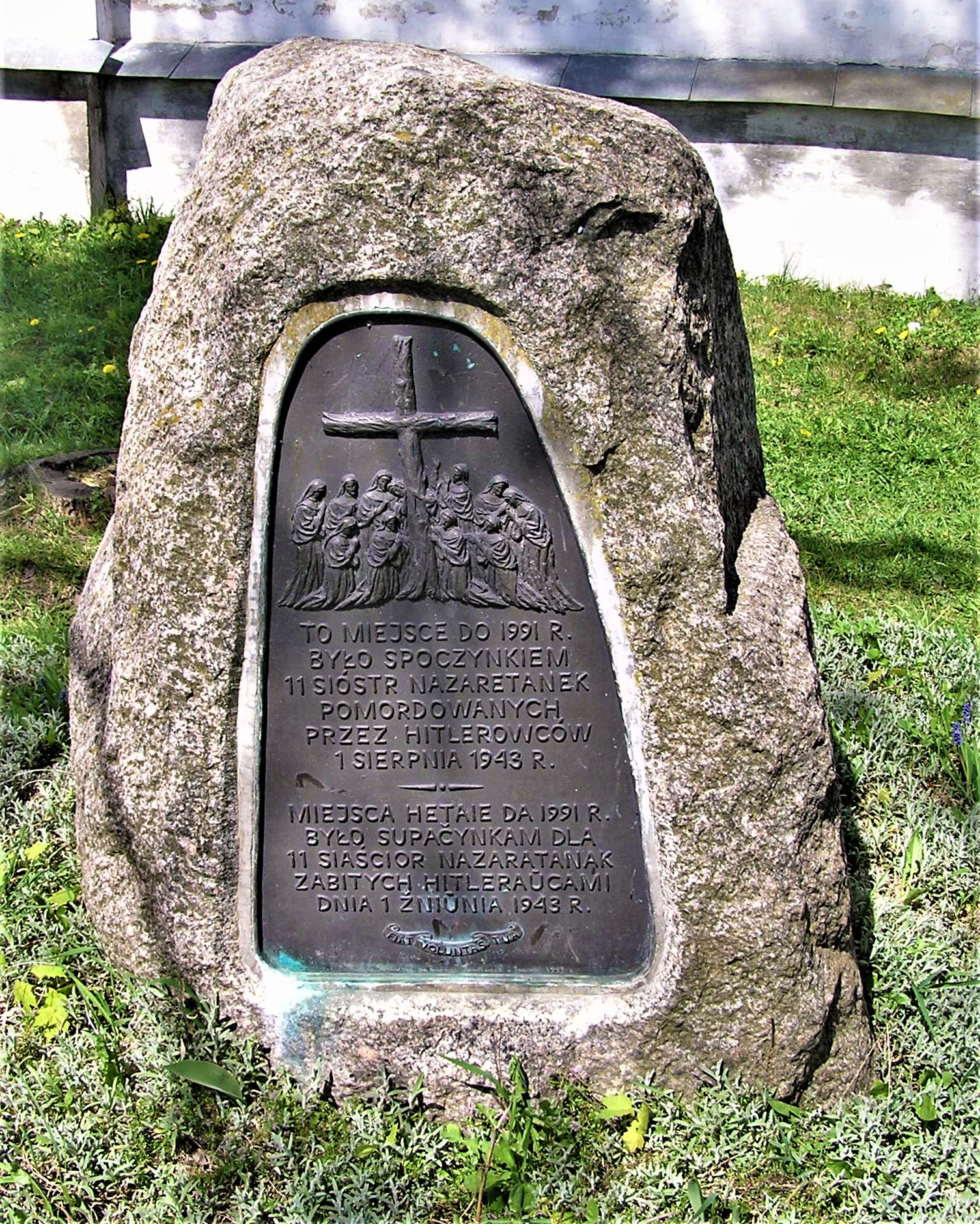
Памятный камень в честь монахинь, расстрелянных немцами в 1943 году

В начале Великой Отечественной войны город подвергся немецким бомбардировам, было уничтожено бывшее староство, ранее дворец Радзивиллов, и торговые ряды, 6 июля 1941 года Новогрудок был оккупирован немецкими войсками. Новогрудок оказался в границах рейхскомиссариата Остланд. Во время немецкой оккупации развернулось активное сопротивление нацистам. В середине декабря 1943 года польским сопротивлением был выделен из Белостокского округа Новогрудский округ Армии Крайовой. Штаб-квартира округа Армии Крайовой находилась в Лиде. Также в районе города стали организовываться советские партизанские отряды, в первое время состоявшие из солдат красной армии не успевших отступить во время вторжения нацистов в СССР. Сначала у партизанских отрядов не было необходимого количества вооружения, опыта, людей, а также организационной структуры. Но постепенно отряды стали представлять собой грозную силу с которой нужно было считаться нацистам. Советские и польские партизаны первые годы действовали сообща против общего врага. Однако позже после закрытого письма «О военно-политических задачах работы в Западных областях Белоруссии» П. Пономаренко союзнические отношения начали быстро исчезать переходя к конфликтной стадии.
Нацисты в ходе Холокоста убили в Новогрудском гетто, Новогрудке и близлежащих деревнях около 4500 евреев. Однако в середине мая 1943 года последние уцелевшие узники гетто начали рыть подземный ход длиной 250 метров, выходящий за территорию гетто, и через пять месяцев, 26 сентября 1943 года, через него был осуществлён побег. Всего через туннель бежали 232 человека. Часть бежавших евреев присоединилось к еврейскому партизанскому отряду братьев Бельских, который активно боролся против нацистов на территории новогрудчины.
Во время немецкой оккупации в Новогрудке монахини-назаретанки организовали по просьбе родителей польских детей подпольное обучение польскому языку и истории. 18 июля 1943 года по городу прокатилась очередная волна репрессий, было арестовано 120 жителей Новогрудка и священник Зенкевич. Монахиня Мария Стелла обратилась к нацистам с просьбой отпустить арестованных, заменив их собой. 31 июля 1943 года нацисты арестовали 11 монахинь, которые на следующий день, 1 августа 1943 года, в том числе главный организатор школы, были расстреляны в лесу недалеко от Новогрудка. После этого подпольная школа прекратила своё существование. В 2000 году они были причислены к лику блаженных святым престолом и стали известны как новогрудские мученицы.
В феврале-марта 1944 года, по приказу немецкого комиссара Новогрудского повета Вильгельма Траубе, бывший подпоручик войска польского Борис Рогуля сформировал белорусский Новогрудский конный эскадрон для борьбы с партизанами. В феврале 1944 года в Новогрудке был сформирован 65-й гвардейский батальон белорусской полиции. В начале июля 1944 года Борис Рогуля свернул деятельность эскадрона.
8 июля 1944 года Новогрудок был освобождён солдатами Красной армии от нацистов во время военной операции «Багратион». Останки монахинь-назаретянок были эксгумированы 19 марта 1945 года и перезахоронены в общей могиле возле Фарного костёла.
Летом 1944 года подразделения Новогрудского партизанского округа Армии Крайовой принимали участие в операции «Острая Брама», сражаясь вместе с Красной армией за освобождение Вильнюса от нацистов. Однако после освобождения всей Западной Белоруссии от немцев недавние союзники стали врагами. Так 21 августа 1944 года в деревне Сурконты в бою с десятикратно превосходящими отрядами НКВД погиб командир Новогрудского партизанского округа Армии Крайовой, подполковник Мацей Каленкевич по прозвищу «Котвич» (1906—1944 годы) из отряда Хубала.
После войны на территории новогрудчины действовала организация «Чёрный Кот», которая ставила своей целью борьбу против советской власти, так существует спорная, не имеющая исторического подтверждения, история о том, что якобы в марте 1948 года объединённая группа отрядов организации «Чёрный кот» при помощи нескольких отрядов «бульбовцев» (общее количество 200 человек) напала на Новогрудок, чтобы освободить арестованных участников своей организации. В городе находилась база Спецотдела МГБ, занимавшегося борьбой с антисоветскими партизанами. Антисоветское партизанское движение продолжало существовать до начала 1960-х пока полностью не прекратило своё существование. Во время войны в городе и его окрестностях погибло более 45 065 человек, а более 60 % строений было уничтожено.
С 8 января 1954 года Новогрудский район после упразднения Барановичской области находится в Гродненской области. В январе 1963 года Новогрудок был передан в ведение промышленного облисполкома, а в марте 1963 года получил статус города областного подчинения.

### Новейшая история

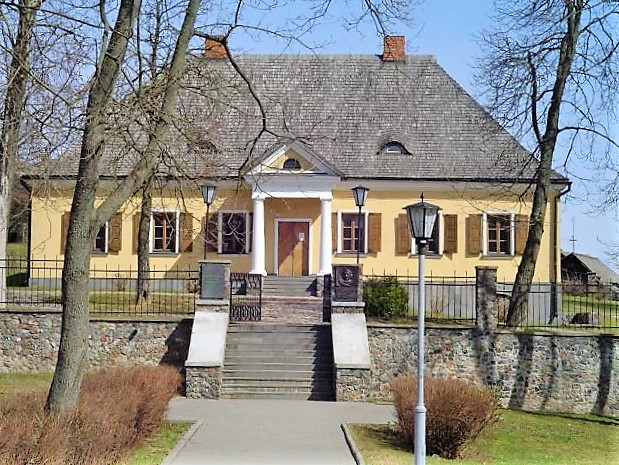
Дом Адама Мицкевича в Новогрудке

22 августа 1997 года административные единицы Новогрудский район и город Новогрудок, имеющие общий административный центр, объединены в одну административную единицу — Новогрудский район с административным центром город Новогрудок.
Город имеет связи с городами-побратимами Эльблонгом, Крыница-Морска и Ляйменом.
10 сентября 2011 года в честь 500-летия получения столицей Великого княжества Литовского магдебургского права (освобождало от феодальных повинностей, власти воевод, давало право на создание магистрата — органа самоуправления, своей печати и герба — изображение архангела Михаила) в центре города как память об истории и былом величии древнего города установлен памятный знак.
Согласно госпрограмме «Замки Беларуси», в 2012-15 годах планировалась консервация руин Новогрудского замка с восстановлением его композиционной структуры и исторической застройки, приспособлением к современным социально-культурным потребностям.
Был сделан вывод, что восстанавливать здания, хранящие артефакты от XIII до XVI веков, нецелесообразно. Была утверждена концепция «прочные руины», разработанная и рассмотренная на Республиканском научно-методическом совещании, целью которого являлось раскрытие всех семи башен Новогрудского замка, а также прясло стен. Таким образом будет обозначен замок в размерах XVI века.
Металлическая конструкция и пригруз из кирпича сохранят руины Костельной башни, стабилизируют её и завершат консервацию объекта, со временем, когда учёные будут убеждены в том, что стабилизация произошла успешно, пригруз будет убран.
Также будут частично восстановлены потери, которые понесла Щитовка. Башня будет накрыта крышей, однако останется незавершенной. В ней планируется открыть музей, основу фонда которого будут составлять экспонаты, которые сейчас хранятся в Новогрудском историко-краеведческом музее.
Церковь XIII века, остатки которой сейчас находятся под землёй, будет показана аппликацией. На уровень около 50 сантиметров будет раскрыта кладка дворца. Понижать всю паперть не планируется. Валы, бывшие по периметру, также частично будут открыты. На самой паперти никаких построек возводиться не будет.
Планируется также сделать горизонтальный дренаж, чтобы организовать отвод воды и приостановить размывание грунта южного склона.
Согласно постановлению Совета Министров от 3 июня 2016 года № 437 Новогрудский замок был включен в число 27 объектов, расходы на сохранение которых (в части капитальных расходов) могут финансироваться из республиканского бюджета.

## Геральдика
18 марта 1595 года король Польши и великий князь литовский Сигизмунд III Ваза утвердил герб Новогрудка: «в красном поле фигура архангела Михаила в воронёных доспехах с крыльями за спиной; в правой руке меч, в левой — весы».
Выдержка из королевского и великокняжеского привилегия:

…печати местской на ратуш Архангела Михаила в одной раце меч, а в другой вага.— Привилей короля Польши и великого князя литовского Сигизмунда III Вазы
Современные герб и флаг города Новогрудка и Новогрудского района утверждены решением Новогрудского районного Совета депутатов от 16 мая 2001 года №70.
Официальное описание:

«В красном поле барочного щита Святой Архангел Михаил в воронёных доспехах с мечом и весами стоит на зелёной земле.».
— Решение сессии Новогрудского районного Совета депутатов от 16 мая 2001 года №70
Герб и флаг зарегистрированы в Гербовом матрикуле Республики Беларусь 30 ноября 2001 года № 74.

## Население

### Демография
На протяжении разных эпох население Новогрудка постоянно менялось. Национальный состав тоже был различным в разные эпохи. Начиная с первой задокументированной переписи в 1500 году, в Новогрудке насчитывалось 3—4 тысяч человек. В 1550 году в городе насчитывалось 2—5 тысяч человек. В 1795 году произошла убыль населения и в городе насчитывалось 3 тысяч человек.
В XIX веке начинается более планомерный и точный подсчёт населения. Так начиная с 1817 года в городе было 1 571 человек, в том числе 726 евреев и 319 татар; в 1837 году было 3 679 человек; в 1860 году 5 844 человек; 1861 год — 6 379 человек; 1 886 год — 13 656 человек (6 965 мужчин и 6 691 женщина, в том числе по религиозному признаку: католиков 2 976, православных 1 788, протестантов 83, иудеев 8 137, мусульман 545, других 65; что касается сословий, то в городе было: 948 шляхтичей, 42 духовного лица, почетных граждан и купцов 58, мещан 12 135 человек, военных 311, других 52; 1897 год — 7 887 человек, своим родным языком назвали белорусский 1 676, польский 401, русский 319, украинский 16, идиш 4 992, татарский 475, немецкий 5 жителей; по религиозному признаку: православных 1 573, католиков 790, протестантов 14, иудеев 5 015, мусульман 494.
В XX веке в Новогрудке было: 1910 год — 8 414 человек; 1921 год — 6 367 человек; 1931 год — 9 567 человек; 1939 год — 11 335 человек; 1974 год — 21 тыс. человек; 1991 год — 30 5 тыс. человек; 1995 год — 31 тыс. человек; 1998 год — 30 7 тыс. человек. До середины XX века Новогрудок был преимущественно еврейским городом.
Начиная с XXI века численность населения в городе остаётся практически неизменной: 2004 год — 30 803 человек; 2006 год — 30 7 тыс. человек; 2009 год — 29 336 человек; 2016 год — 29 594 человек; 2017 год — 29 459 человек; 2018 год — 29 424 человек.
Численность населения — 27 624 человек (на 1 января 2025 года).

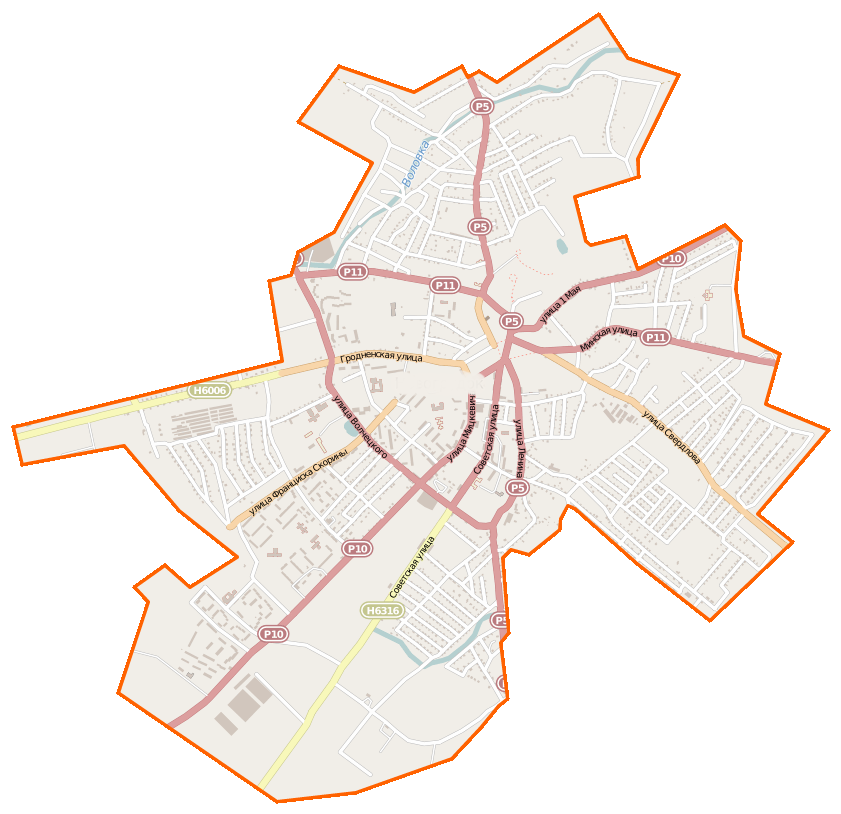
Карта города

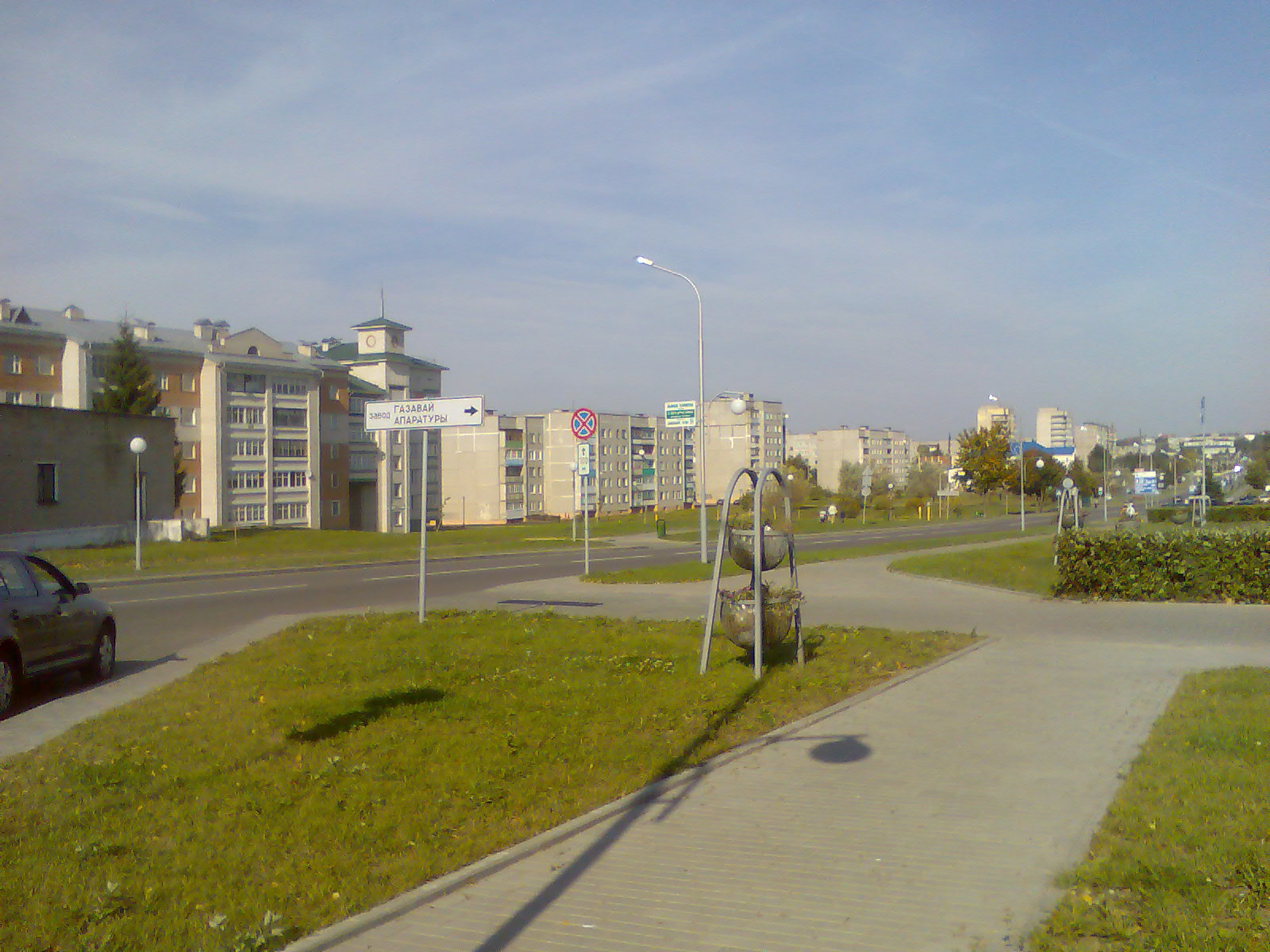
Новогрудок, ул. Мицкевича.

| Численность населения: |
| График не отображается по техническим причинам. Чтобы исправить это, воспроизведите график в новом формате, если это возможно. |

| Год            | 1897 | 1931  | 1959   | 1970   | 1979   | 1989   | 2006   | 2018   | 2019   | 2020   | 2022   | 2023   | 2024   | 2025    |
| -------------- | ---- | ----- | ------ | ------ | ------ | ------ | ------ | ------ | ------ | ------ | ------ | ------ | ------ | ------- |
| Население чел. | 7900 | ▲9567 | ▲12624 | ▲19374 | ▲22423 | ▲29506 | ▲29803 | ▼29424 | ▼29525 | ▼28361 | ▼28014 | ▲28021 | ▼27936 | ▼27 624 |

| Национальный состав по переписи 2009 года | Национальный состав по переписи 2009 года | Национальный состав по переписи 2009 года |
| ----------------------------------------- | ----------------------------------------- | ----------------------------------------- |
| Белорусы                                  | 25 987                                    | 88,58 %                                   |
| Русские                                   | 1487                                      | 5,07 %                                    |
| Поляки                                    | 1217                                      | 4,15 %                                    |
| Украинцы                                  | 285                                       | 0,97 %                                    |
| Татары                                    | 210                                       | 0,72 %                                    |
| Азербайджанцы                             | 23                                        | 0,08 %                                    |
| Армяне                                    | 19                                        | 0,06 %                                    |
| Евреи                                     | 17                                        | 0,06 %                                    |
| Литовцы                                   | 12                                        | 0,04 %                                    |

## Экономика

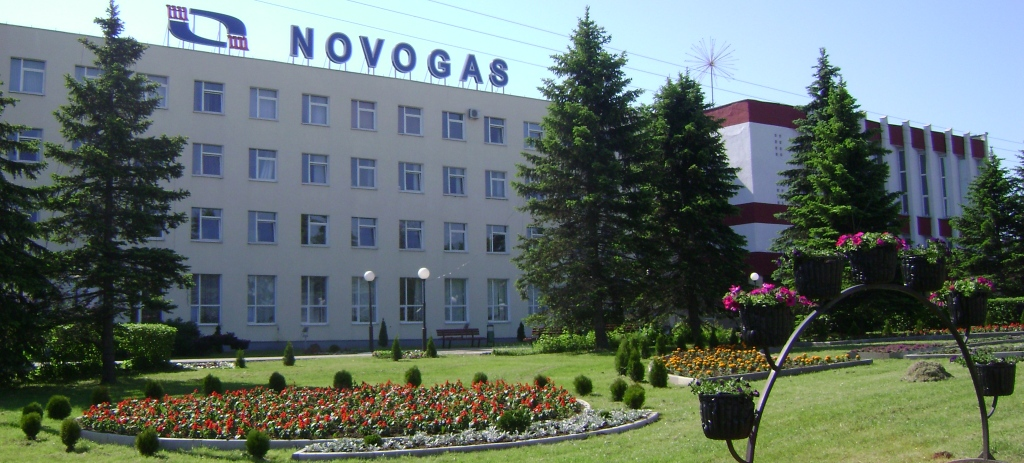
Новогрудский завод газовой аппаратуры

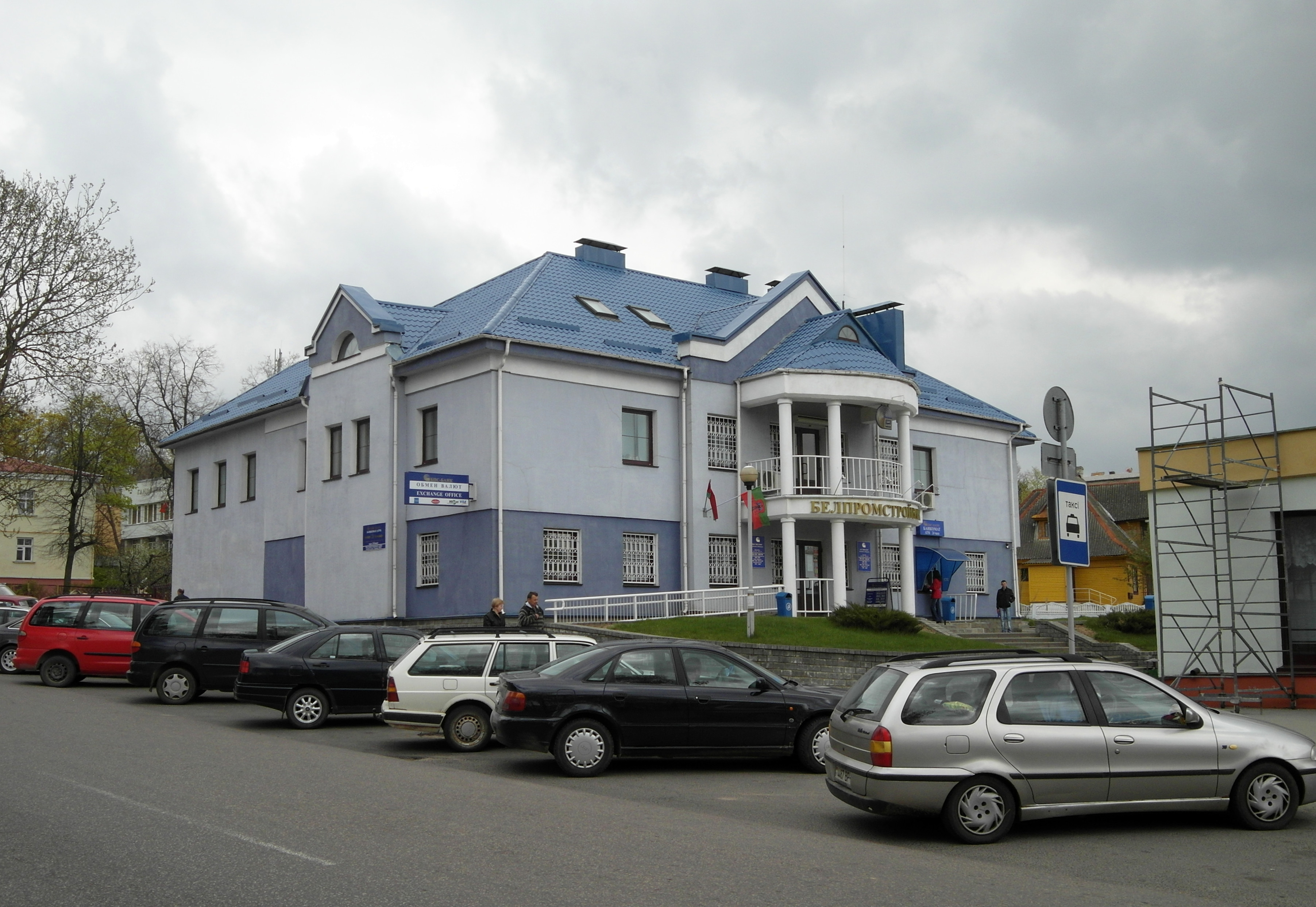
Здание «Сбер Банка» (ныне «БПС-Сбербанка»), ул. Мицкевича, 17/А

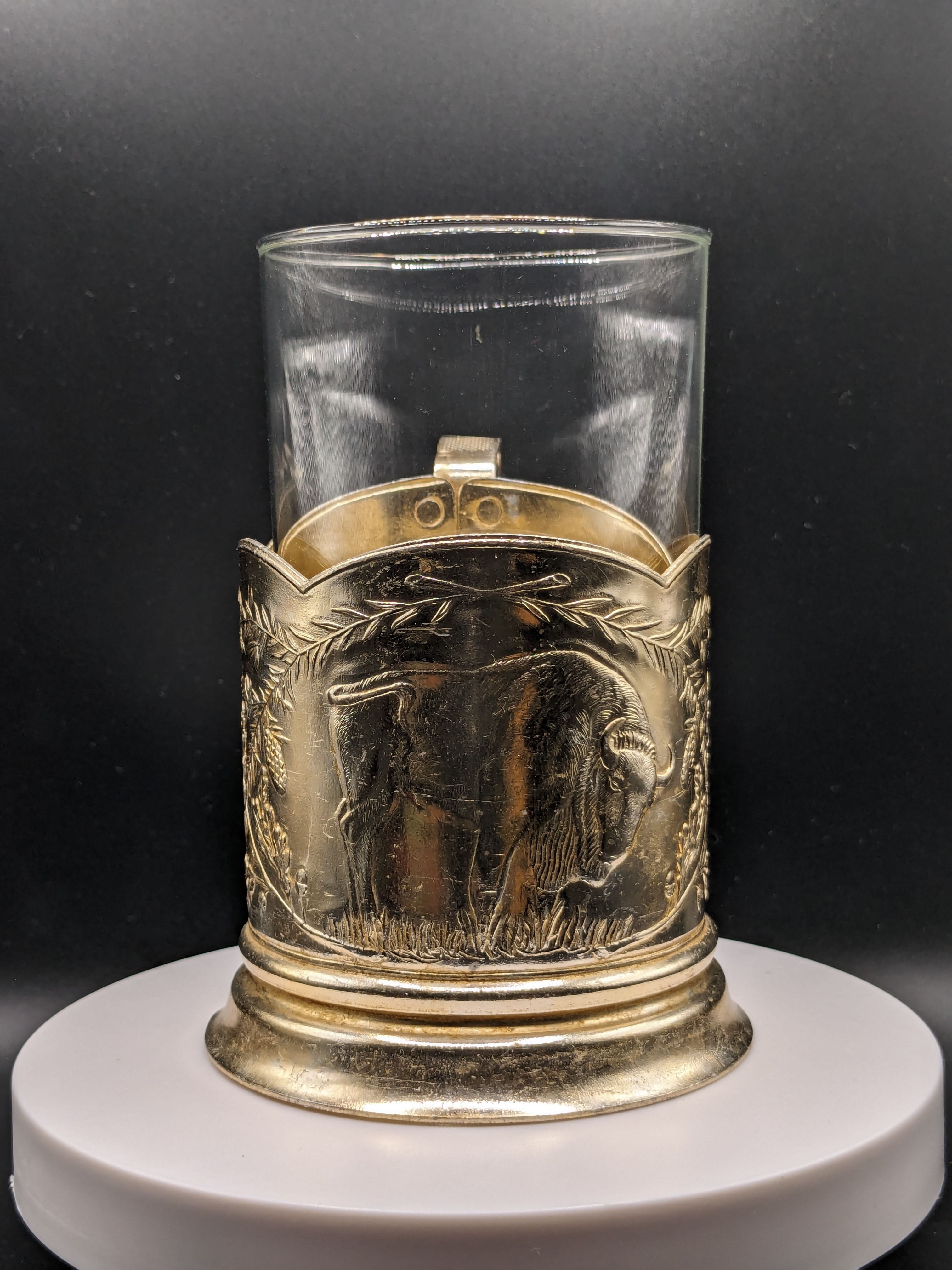
Алюминиевый подстаканник «Зубр», производства Новогрудского завода металлоизделий

В Новогрудке сконцентрированы все промышленные предприятия района:
- ОАО «Новогрудский завод газовой аппаратуры» (NOVOGAS) — производит бытовые газовые баллоны от 5 до 79 л, различные виды запорно-редуцирующей и газобаллонной аппаратуры, счётчики газа, порошковые огнетушители, туристические газовые плиты, автоклавы;
- ОАО «БелКредо» — верхняя одежда;
- СП «Леор Пластик» ООО — рыбные пресервы, салаты;
- ОАО «Молочная компания Новогрудские Дары» — масло, сыры, сухое молоко, сыворотка, казеин;
- ОАО «Новогрудский завод металлоизделий» — металлическая сетка, шкафы, стеллажи, гвозди, вешалки, прочие металлические изделия;
- Новогрудский филиал УП «Фильтр» ОО «БелТИЗ» — топливные, масляные, воздушные фильтры;
- ООО «Провит Бел» — замороженные мясные и овощные полуфабрикаты;
- Новогрудский хлебозавод — филиал ОАО «Гроднохлебпром»;
- ООО «Новогрудская фабрика спецодежды»;
- Новогрудский винзавод — филиал ОАО «Дятловский ликеро-водочный завод „Алгонь“» — плодовое вино, настойки, слабоалкогольные и безалкогольные напитки, квас;
- КУП «Новогрудский комбинат бытового обслуживания населения».

За 1-е полугодие 2010 года промышленными организациями района произведено продукции в фактических отпускных ценах, включая стоимость давальческого сырья, на сумму 182,6 млрд рублей, или 107,7 % в сопоставимых ценах к соответствующему периоду прошлого года.
Новой продукции произведено на 43,7 млрд рублей или 24,9 % к общему объёму производства. Объём производства продукции в сравнении с соответствующим периодом прошлого года увеличился во всех промышленных организациях района. За 1-е полугодие 2010 года отгружено продукции на сумму 175,7 млрд рублей или 100,9 % к объёму произведённой за этот период. Запасы готовой продукции на 1 июля 2010 г. составили 14,8 млрд рублей или 50,5 % к среднемесячному объёму производства. Среднесписочная численность промышленно-производственного персонала за январь-июнь 2010 года составила 4178 человек или 96,1 % к соответствующему периоду прошлого года. Темп роста производительности труда за 1-е полугодие 2010 г. составил 112,0 %. За январь-июнь 2010 г. произведено потребительских товаров на сумму 113,6 млрд рублей, или 99,3 % к соответствующему периоду прошлого года. Темп роста объёма производства потребительских товаров за 1-е полугодие 2010 года составил по продовольственным товарам — 94,0 %, непродовольственным — 113,8 %, товарам легкой промышленности — 107,9 %, винно-водочным изделиям — 109,6 %. Объём внешней торговли товарами за январь-май 2010 года составил 34,1 млн долл. США, темп роста 106,3 %, в том числе экспорт 25,6 млн долл. США, темп роста 115,4 %, импорт — 8,5 млн долл. США, темп роста 85,8 %. Внешнеторговое сальдо положительное в сумме 17,1 млн долл. США.

## Транспорт

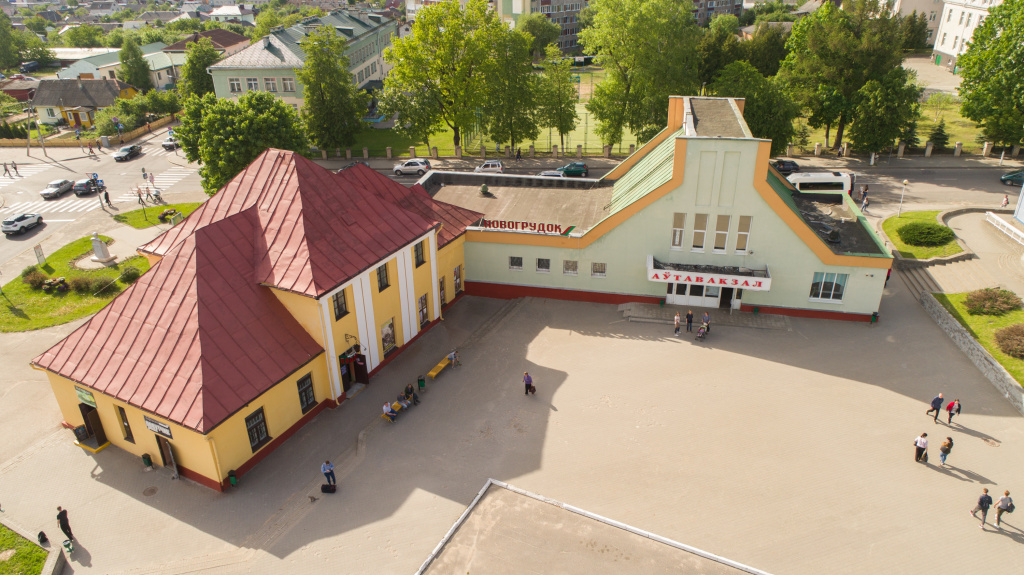
Здание автовокзала. Слева здание бывшей железнодорожной станции

Новогрудок — крупный узел автомобильных дорог. Город имеет четкую радиальную планировку и на центральной площади сходятся следующие автодороги: Р5 (Барановичи — Новогрудок — Ивье), Р10 (Любча — Новогрудок — Дятлово), Р11 (Поречаны (от М6) — Новогрудок — Несвиж). С восточной, южной и западной стороны города имеется кольцевая объездная автодорога.
Железнодорожного сообщения в Новогрудке нет. ОАО «Гроднооблавтотранс» Филиал «Автобусный парк № 5 г. Новогрудка» обслуживает городские, пригородные и междугородние автобусные перевозки.

### Велодвижение
Через город проходит трансъевропейский веломаршрут EuroVelo-2.

## Здравоохранение
Медицинское обслуживание населения осуществляют «Новогрудская центральная районная больница» и 4 поликлиники.

## Образование
С первой четверти XVII века основным образовательным учреждением в городе был Новогрудский иезуитский коллегиум, созданный и действовавший по образцу других иезуитских школ в Европе. Кроме изучения языков, математики, философии и логики, учащиеся делали театральные постановки и многое другое. После ликвидации в 1773 году ордена иезуитов, школа с библиотекой и содержимым кабинетов физики и химии перешло к доминиканцам, которые имели свою школу в Новогрудке. Новогрудская доминиканская школа была закрыта царскими властями в 1834 году.
В здании бывшей доминиканской школы 1 апреля 1834 году в Новогрудке было открыто пятиклассное Дворянское Уездное Училище. При нём было учреждён благородный пансион, который начал свою работу с 1 сентября этого же года. С 1858 года, на базе пятиклассного училища, была открыта новогрудская гимназия, одним из учителей этой гимназии был знаменитый художник Эдуард Павлович.
В Новогрудке с 1896 года действовала одна из известнейших иешив в довоенной Европе. Иосефом-Юзлом Горовицем в городе было основано одно из самых известных еврейских высших учебных религиозных заведений, носившее название города, а именно Новогрудская иешива, она была одним из крупнейших и наиболее важных иешив и мощной силой в Мусарском движении. Преемницы которой до сих пор действуют в разных частях мира.
В Новогрудке работают 7 средних школ; 1 лицей. Кроме этого в Новогрудке работают два колледжа:
- Новогрудский государственный торгово-экономический колледж — одно из престижных средних специальных учебных заведений Гродненской области. Колледж предлагает следующий ряд специальностей: банковское дело; бухгалтерский учёт, анализ и контроль; экономика и организация производства (специализация: экономика и организация производства на предприятиях торговли); коммерческая деятельность. Также работают подготовительные курсы.
- Новогрудский государственный аграрный колледж — учреждение образования в структуре Министерства сельского хозяйства и продовольствия Республики Беларусь. Колледж обеспечивает подготовку специалистов среднего звена и работает по интегрированной непрерывной системе обучения с Гродненским государственным аграрным университетом. Учреждение имеет четыре учебных корпуса, два общежития на 570 мест, богатую библиотеку с читальным залом. Физической культурой учащиеся Новогрудского аграрного колледжа занимаются в оборудованном спортивном зале, в тренажерном зале и на открытых площадках. Важным объектом также является клуб с актовым залом на 500 посадочных мест. За всё время его существования учреждение имеет более 14 тыс. выпускников. Колледж предлагает следующие специальности: Агрономия; Предупреждение и ликвидация чрезвычайных ситуаций; Промышленное и гражданское строительство; Охрана окружающей  среды и рациональное использование природных ресурсов; коммерческая деятельность.

## Спорт
В городе и районе функционируют 4 ДЮСШ: специализированная детско-юношеская школа олимпийского резерва № 1, ДЮСШ № 2, комплексная ДЮСШ профсоюзов и ДЮСШ СПК «Коммунар-агро», в которых занимается 1017 учащихся, с которыми работают 26 штатных тренеров. Культивируется 6 видов спорта — лёгкая атлетика, лыжные гонки, биатлон, футбол, греко-римская борьба, конный спорт (преодоление препятствий).

## Культура

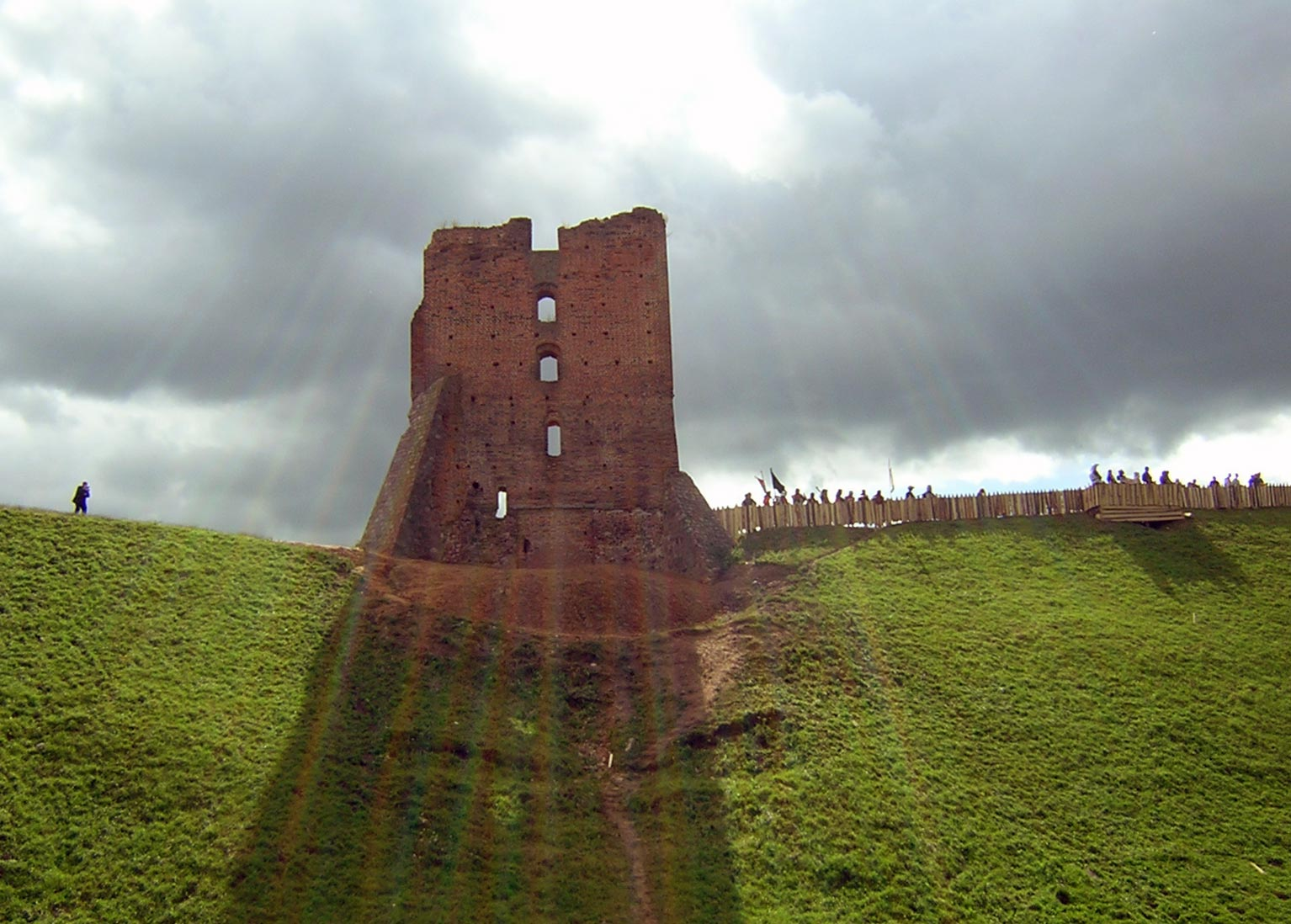
Внешний вид Новогрудского замка со стороны рва у парка (башня «Щитовка»), 2004

История Новогрудчины даёт немало интересных примеров культурного наследия этой земли. Традиционно здесь развивались гончарство, соломо- и лозоплетение, художественная обработка дерева, ткачество, вышивка. Высокой была и книжная культура: иллюминированное Лавришевское Евангелие (ок. 1329 года), Новогрудский пролог, книжная продукция Любчанской типографии XVII века. Далеко за пределами Новогрудчины была известна библиотека Хрептовичей в Щорсах.
Богатство культурного наследия Новогрудчины отображено и в многочисленных памятниках архитектуры. С Новогрудчиной связаны имена многих выдающихся деятелей культуры: великого поэта Адама Мицкевича, поэтов Яна Чечета, Винцента Коротынского, первого белорусского мемуариста Фёдора Евлашовского, первого белорусского фольклориста Соломона Рысинского, художника Язэпа Дроздовича, фотографа Яна Булгака и многих других.

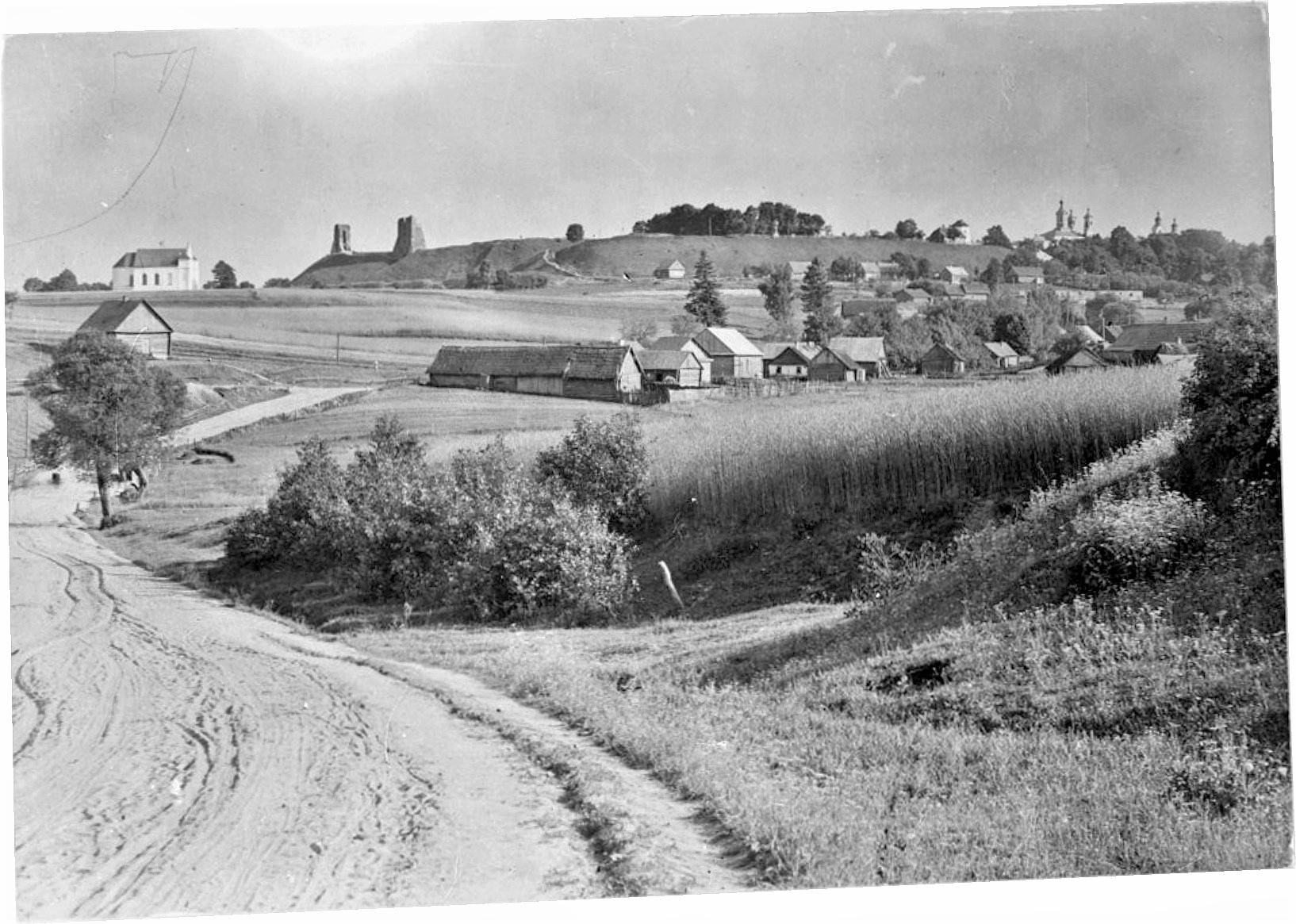
Дорога в город с севера. В центральной части находится замковая гора с двумя оставшимися башнями замка. (Ян Булгак 1910 год.)

Традиции культурного наследия продолжаются и развиваются. В районе насчитывается 26 клубных учреждения культуры. Работает 31 библиотека. Книжный фонд насчитывает свыше 424,8 тыс. экземпляров. Работают 2 детские школы искусств, 1 детская музыкальная школа, 1 кинотеатр, 21 киноустановка, видеосалон, 2 автовидеопередвижки, видеопрокат, 5 музеев, в том числе: Дом-музей Адама Мицкевича; Новогрудский историко-краеведческий музей; Черешлянский клуб-музей; Музей Любчанского края в г. п. Любча; Валевский народный историко-краеведческий музей в д.Валевка. Широко известны в Белоруссии и за её пределами деятельность Дома-музея Адама Мицкевича и историко-краеведческого музея. В районе насчитывается 8 коллективов, носящих звание «народный»: цирк районного Дома культуры; театр-студия игры «Гульнёвая скарбонка»; ансамбль песни и танца «Свитязь»; хор ветеранов войны и труда «Радость»; военно-исторический клуб «Мэта»; ансамбль народных инструментов «Гумарэска» преподавателей Новогрудской ДШИ; драматический коллектив «Театрал» Любчанского ЦДК; вокальная группа «Рэчанька» Новогрудской ДШИ. Двум коллективам художественной самодеятельности присвоено звание «образцовый»: театр кукол «Шчарсунок», хор Новогрудской ДШИ. Всего в районе насчитывается 116 коллективов художественной самодеятельности, в которых занято 1609 участников, 27 любительских объединений и клубов по интересам с 409 участниками.
Активно занимается финансированием проектов по поддержанию и развитию духовного и культурного потенциала Новогрудка известный белорусский бизнесмен и меценат Алексей Викторович Пыт. Благодаря его усилиям начата работа по созданию уникальной краеведческой экспозиции в деревне Ладеники (Новогрудский район).

### Музеи
- Дом-музей Адама Мицкевича[100]. В 2016 году музей посетили 21,3 тыс. человек (по этому показателю музей занимает 6-е место в Гродненской области)[101].
- Новогрудский историко-краеведческий музей[102] с экспозицией «Музей еврейского сопротивления в Новогрудке» (Новогрудского гетто)[103][104]. В 2016 году музей посетили 13 тыс. человек (по этому показателю музей занимает 9-е место в Гродненской области)[101].
- Музей еврейского сопротивления с постоянной экспозицией
- Исторический музей «Назад в СССР» ГУО «Средняя школа № 7 г. Новогрудка»
- Музей Боевой Славы ГУО "Средняя школа № 3 г. Новогрудка имени В. Г. Гахович"
- Музей чаепития ГУО «Новогрудская спецшкола-интернат».

## События и мероприятия

### События
- 23 августа 2024 года Новогрудок отмечает 980-летие первого летописного упоминания[11]

### Мероприятия
- 6 августа 1996 года прошёл III День белорусской письменности
- 21 мая 2019 года Новогрудок принял эстафету огня II Европейских игр[105]
- 17-18 июня 2022 года прошёл культурно-спортивный фестиваль «Вытокі. Крок да Алiмпу»[106][107]
- 20 августа 2023 года в Новогрудке прошёл заключительный этап велогонки «Тур Беларуси-2023»[108]

### Фестивали
- фестиваль средневековой культуры «Наваградскі замак»
- Фестиваль исторической реконструкции «Меч короля»[109]

## Достопримечательности

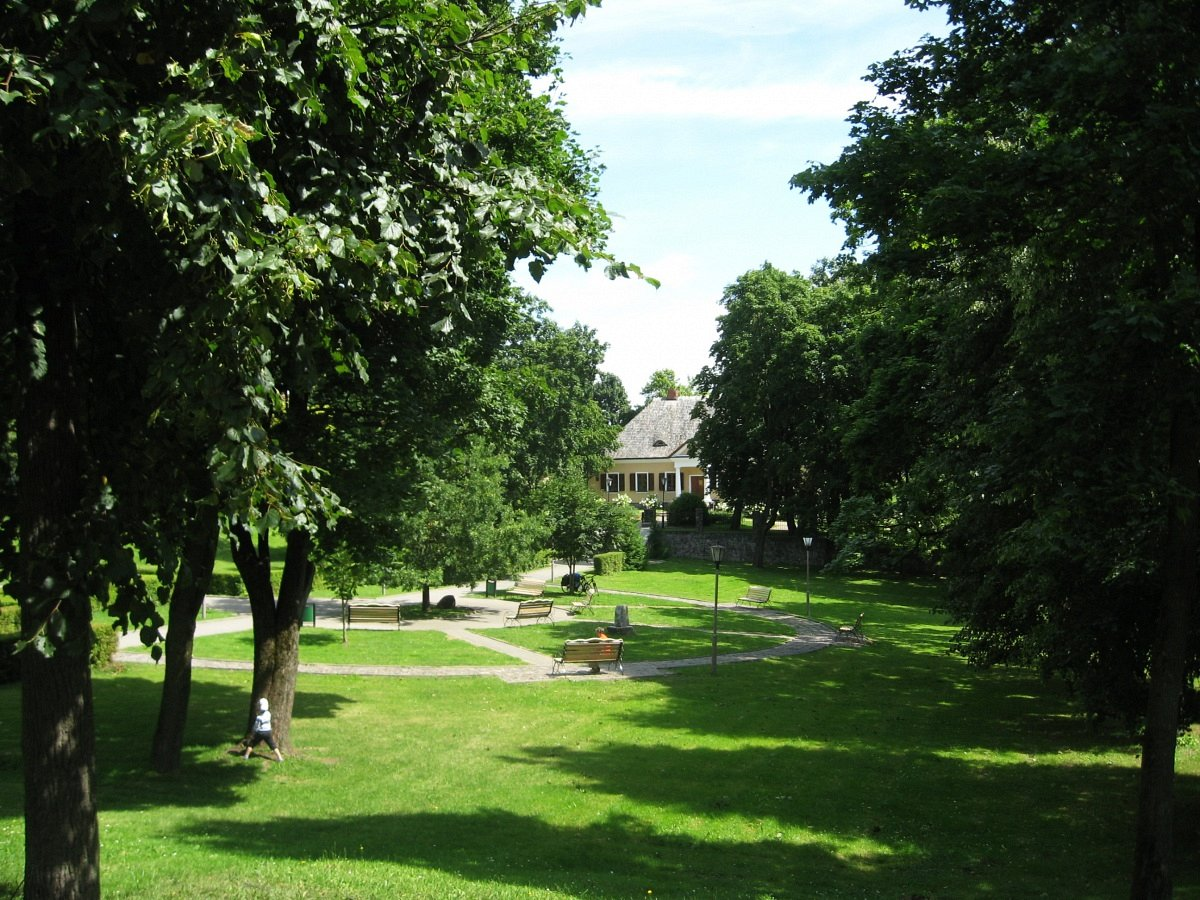
Парк

- Руины Новогрудского замка (XIII—XVII века)
- Курган Бессмертия Адама Мицкевича (1924—1931)
- Гора Миндовга
- Фарный костёл Преображения Господня (XIV век), в котором в 1422 году князь Ягайло венчался со своей последней (четвёртой) женой Софьей Гольшанской
- Церковь Михаила Архангела (бывший доминиканский костёл), школу при котором окончил Адам Мицкевич (1724 год)
- Николаевский кафедральный собор (бывш. францисканский костёл св. Антония) (1780 год)
- Борисоглебская церковь (XVI век)
- Деревянная татарская мечеть (1855 год)
- Дом-музей Адама Мицкевича (XIX век)
- Здания на Рыночной площади (XVIII—XIX века)
- Торговые ряды (1812 год)
- Новогрудский историко-краеведческий музей

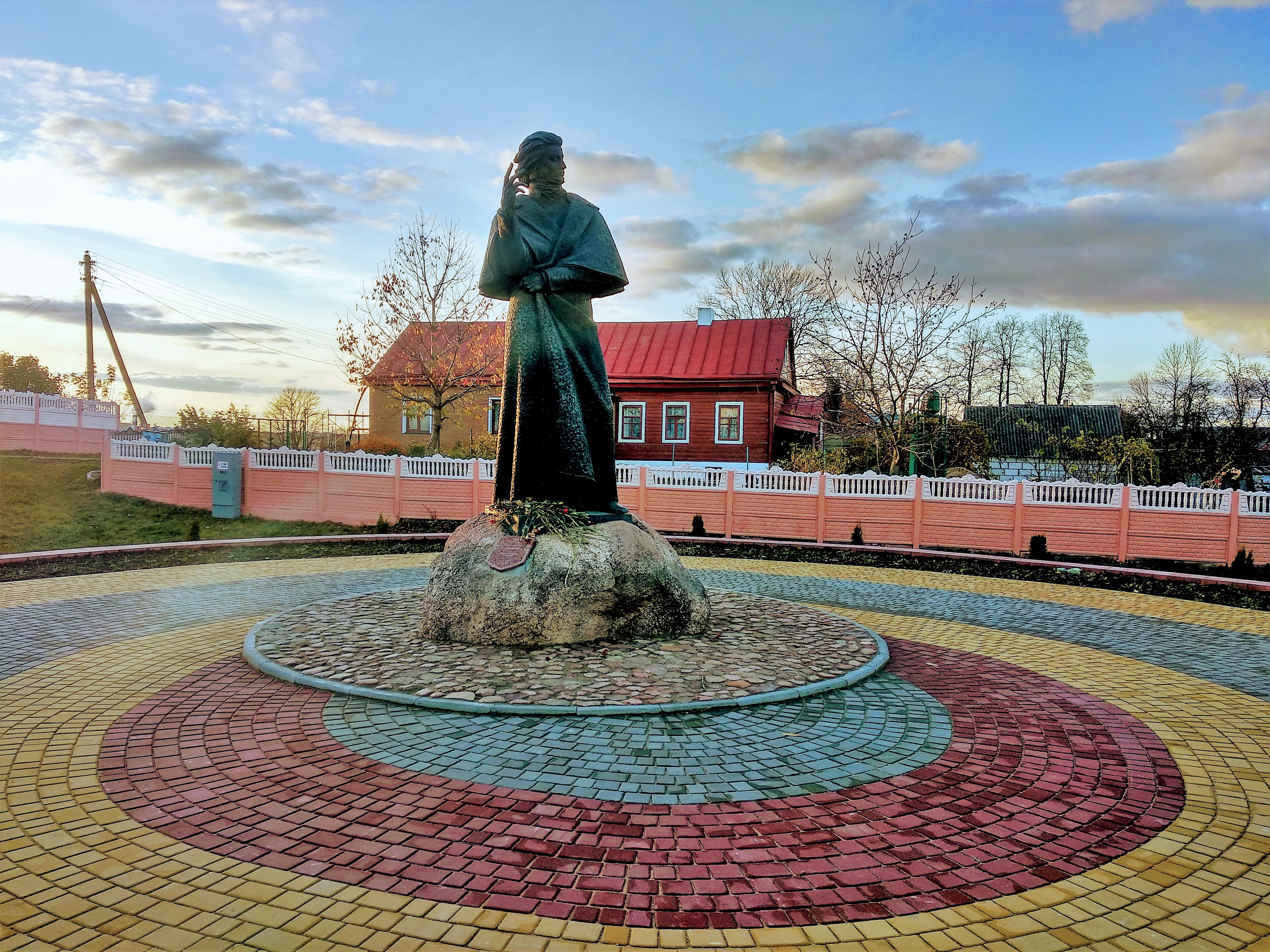
Памятник Адаму Мицкевичу

- Памятник Адаму МицкевичуДом воеводы и здание воеводства на ул. Мицкевича (1920—30-е годы)
- Вокзал (ранее ж/д, ныне автобусный) (1915 год)
- Здание бывшей новогрудской белорусской гимназии
- Каплица-усыпальница Альбрехта Заборского (1890-е)
- Кладбища: старое христианское; татарское (Мизар); иудейское (XV—XX века)
- Городской парк (1930-е годы)

### Памятник, скульптура
- Памятник Адаму Мицкевичу
- Памятный знак к 500-летию получения Новогрудком Магдебургского права
- Памятник преподобному Елисею Лавришевскому
- Памятник погибшим землякам воинам – интернационалистам (в годы афганской войны погибли 6 уроженцев Новогрудчины)
- Бюст Владимира Высоцкого
- Памятник Якубу Коласу
- Памятник танку T-72
- Памятный знак Праведникам народов мира[110] в честь семьи Бобровских. Установлен на выезде из Новогрудка, на месте, где жила семья Бобровских, в километре от города по дороге, ведущей к месту убийства на Литовке. Семья Бобровских поддерживала связь с партизанами еврейского отряда Бельских и помогала узникам гетто найти дорогу к партизанам.
- Скульптурная композиция, посвящённая погибшим в гетто. Скульптурная композиция представляет собой фигуру девочки в костюме ангела (прообраз девочки — Михле Сосновская) и дерево жизни с обрубленными ветвями. Установлена около Музея еврейского сопротивления[111]
- Памятный знак, посвящённый истории узкоколейной железной дороги. Открыт 17 сентября 2023 года в День народного единства. Установлен около автовокзала[112].

### Утраченное наследие
- Большая синагога (XVII век)
- Коллегиум иезуитов (XVII век)
- Новогрудская иешива
- Монастырь бонифратров (XVII век)
- Монастырь доминиканок (XVIII век)
- Монастырь доминиканцев рядом с церковью Архангела Михаила (XVIII век)
- Дворец Радзивиллов (XVIII век)
- Ратуша (XVII век)
- Церковь Успения Пресвятой Богородицы (Замковая гора; XIV век)

## Галерея

Фотогалерея города
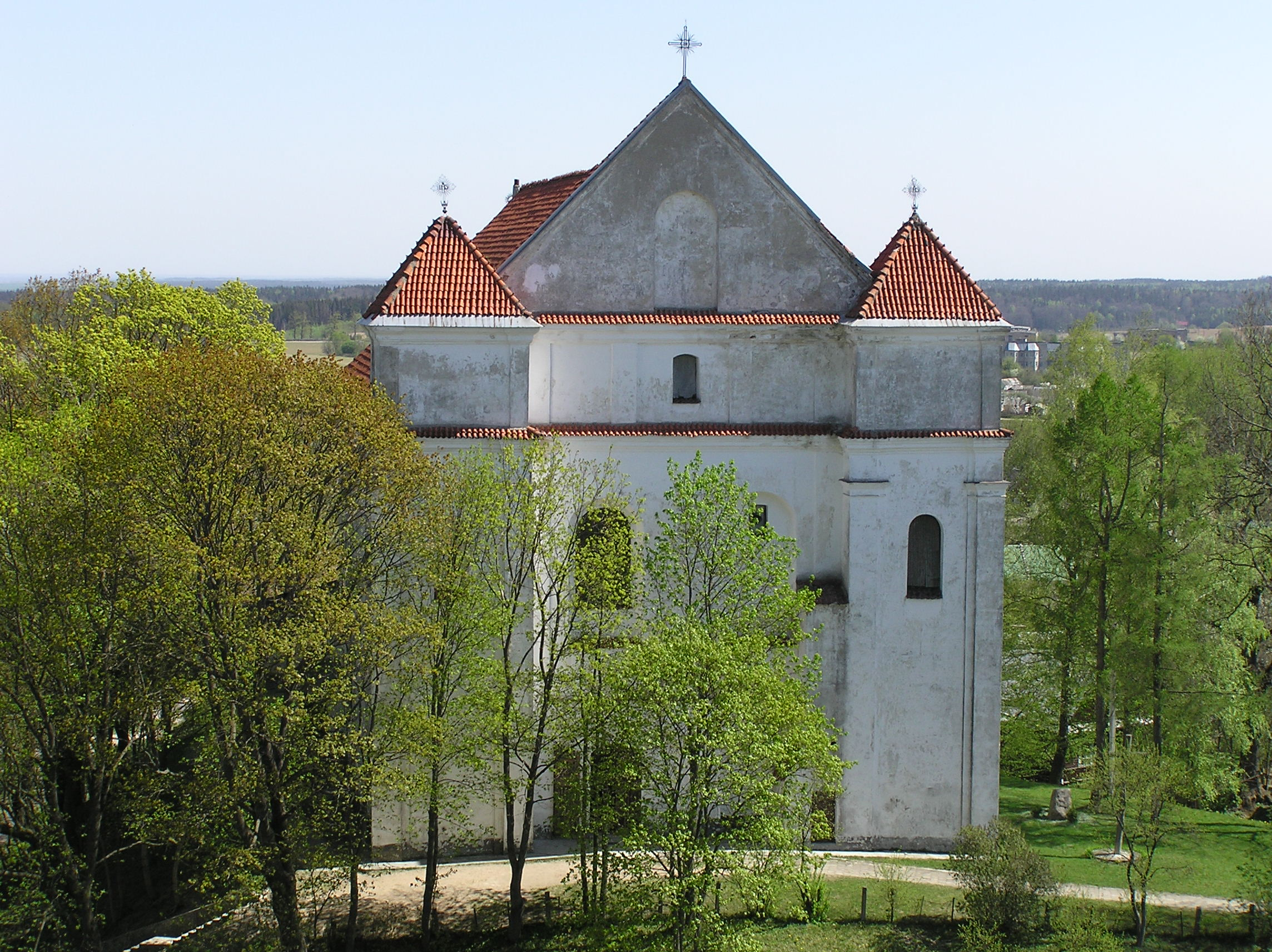
Фарный костёл Преображения Господня.
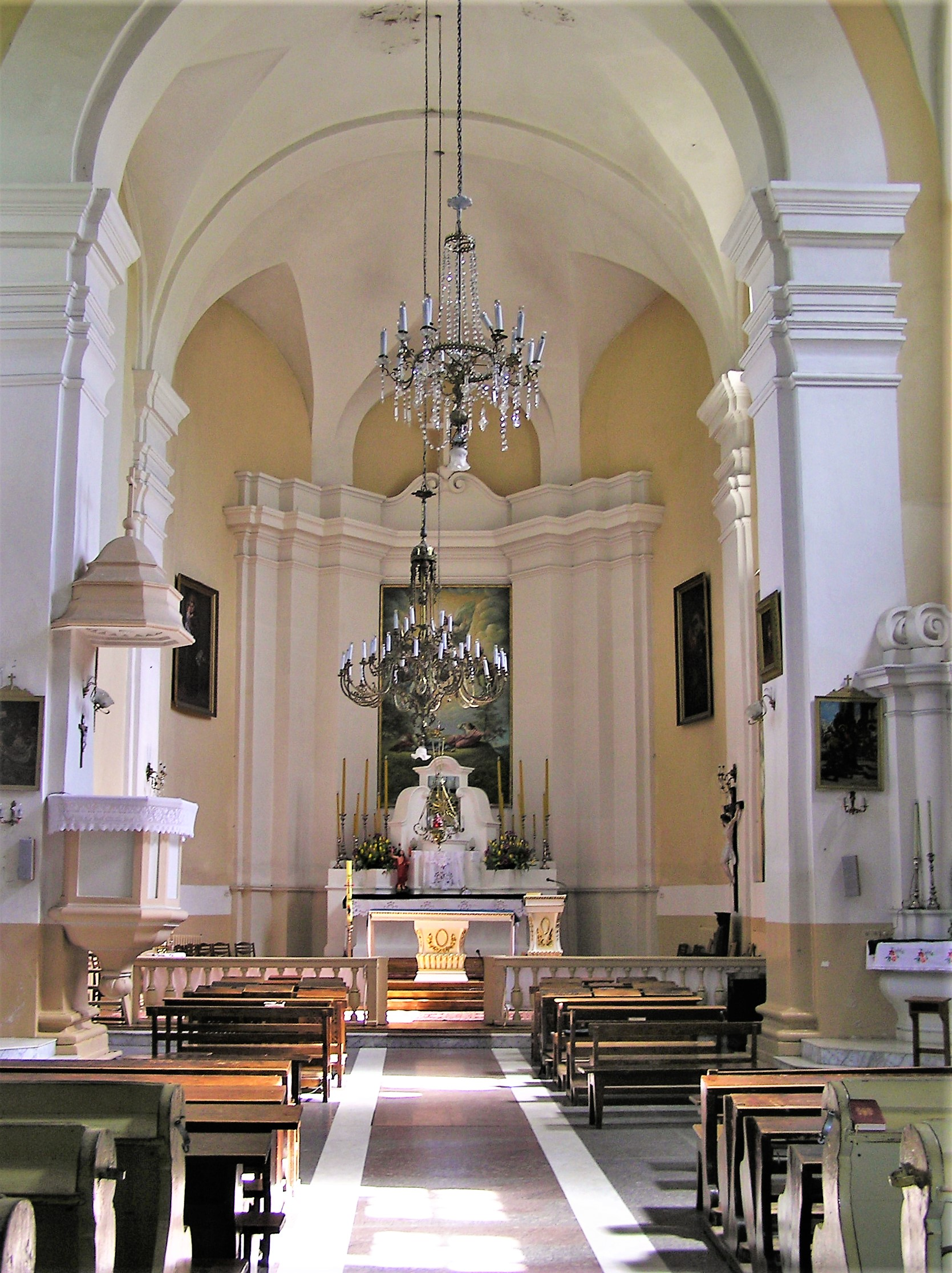
Фарный костёл, интерьер.
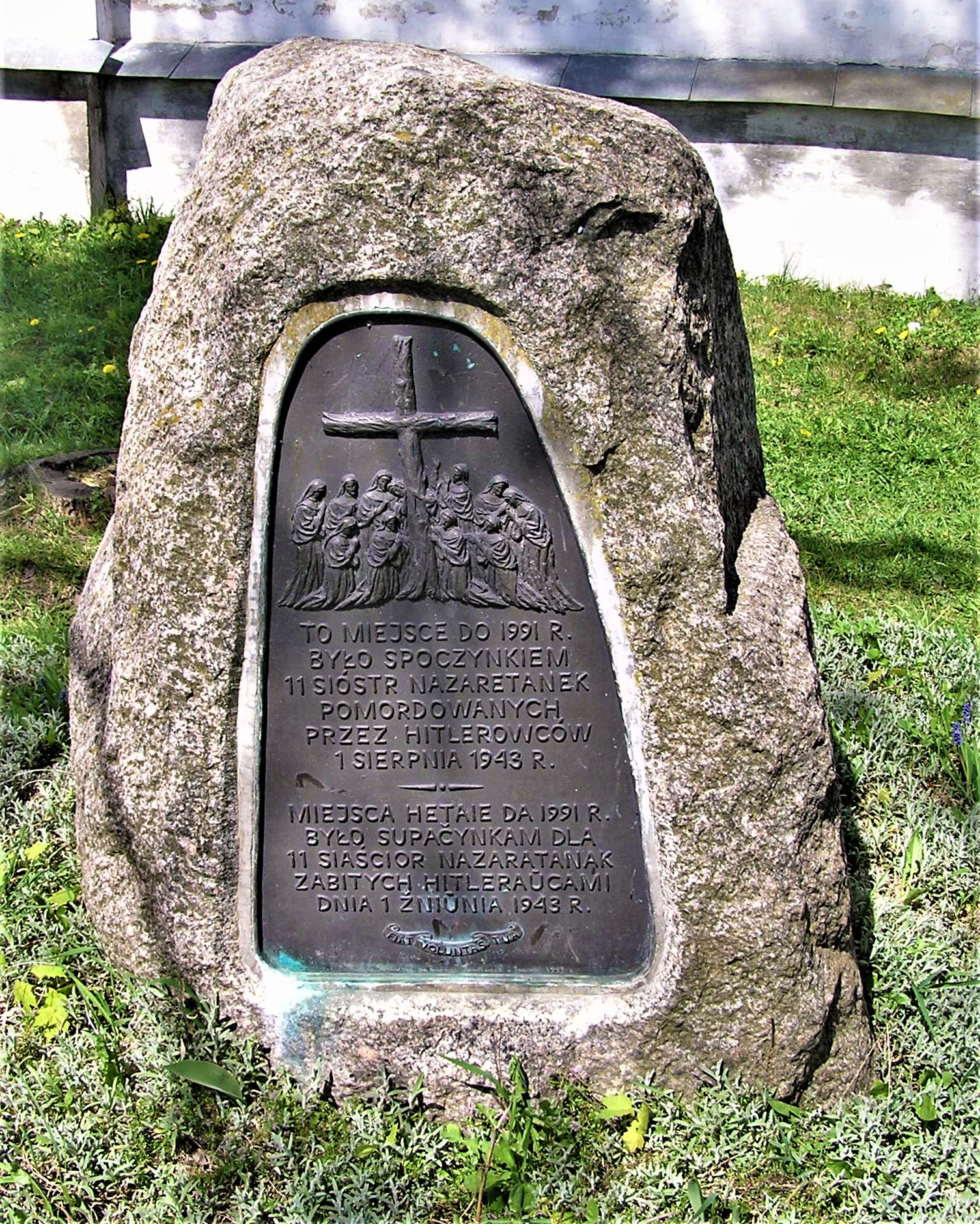
Памятник убитым в 1943 году сестрам-назаратанкам возле Фарного костёла.
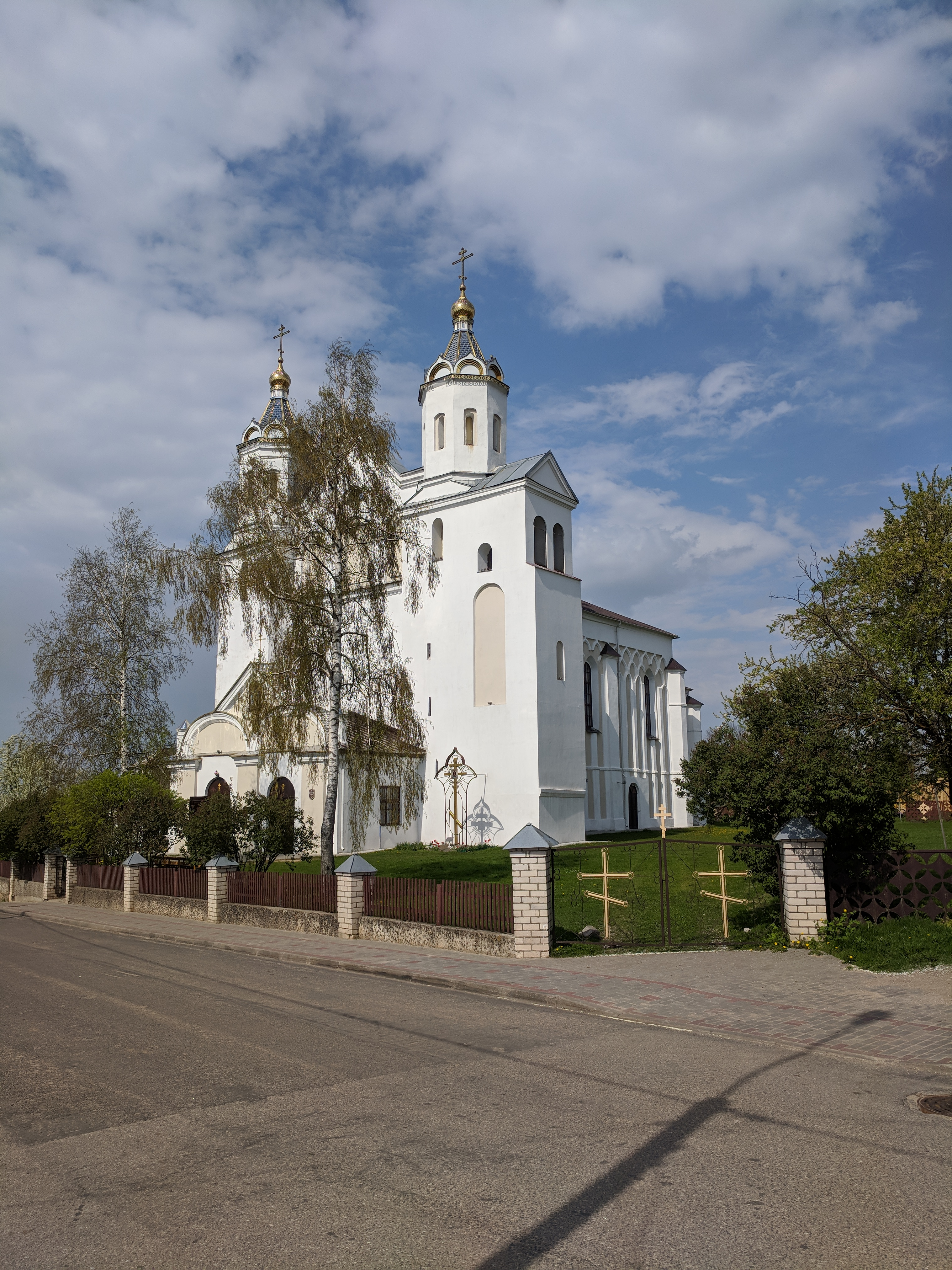
Борисоглебская церковь.
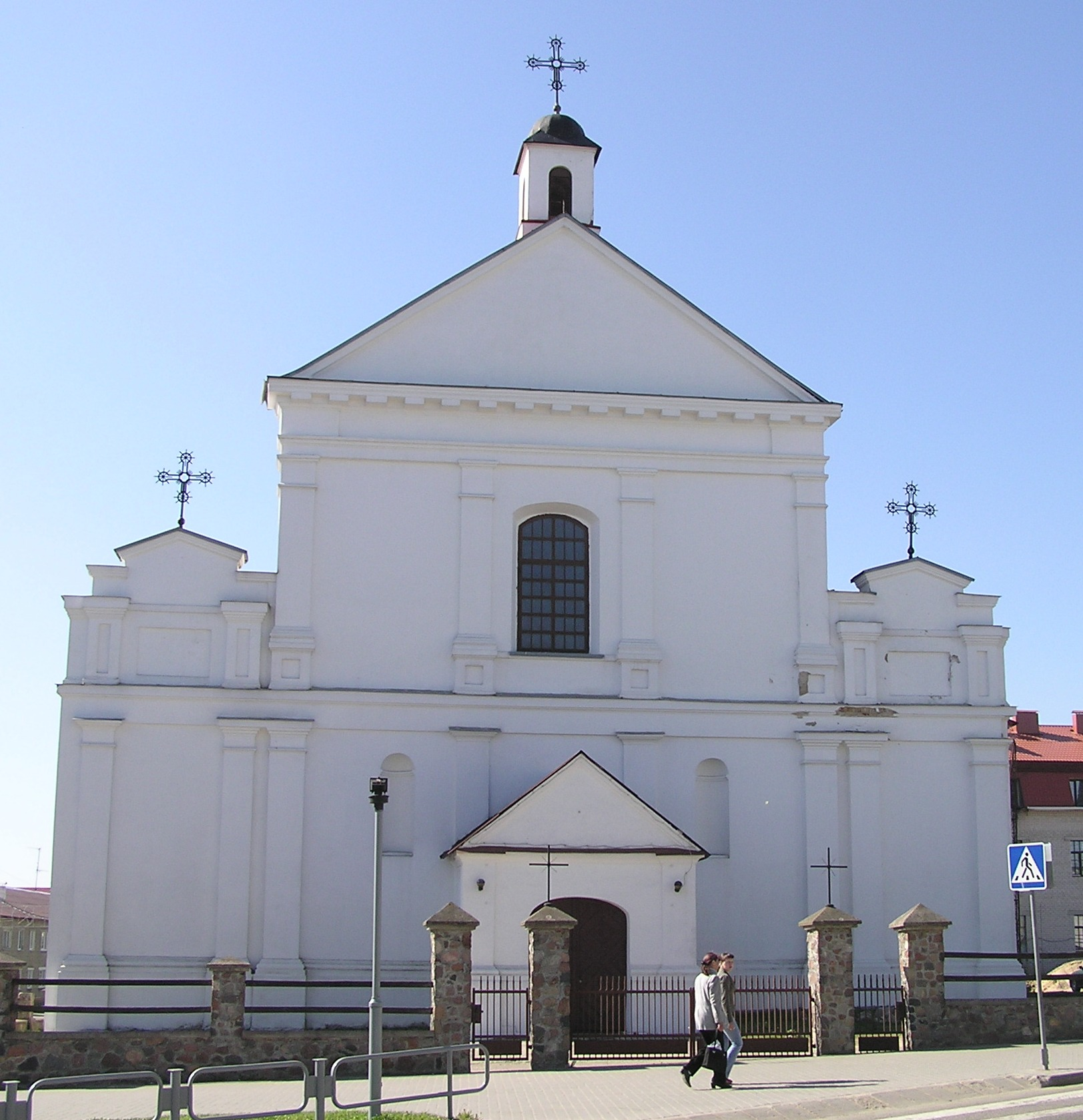
Костёл Архангела Михаила.
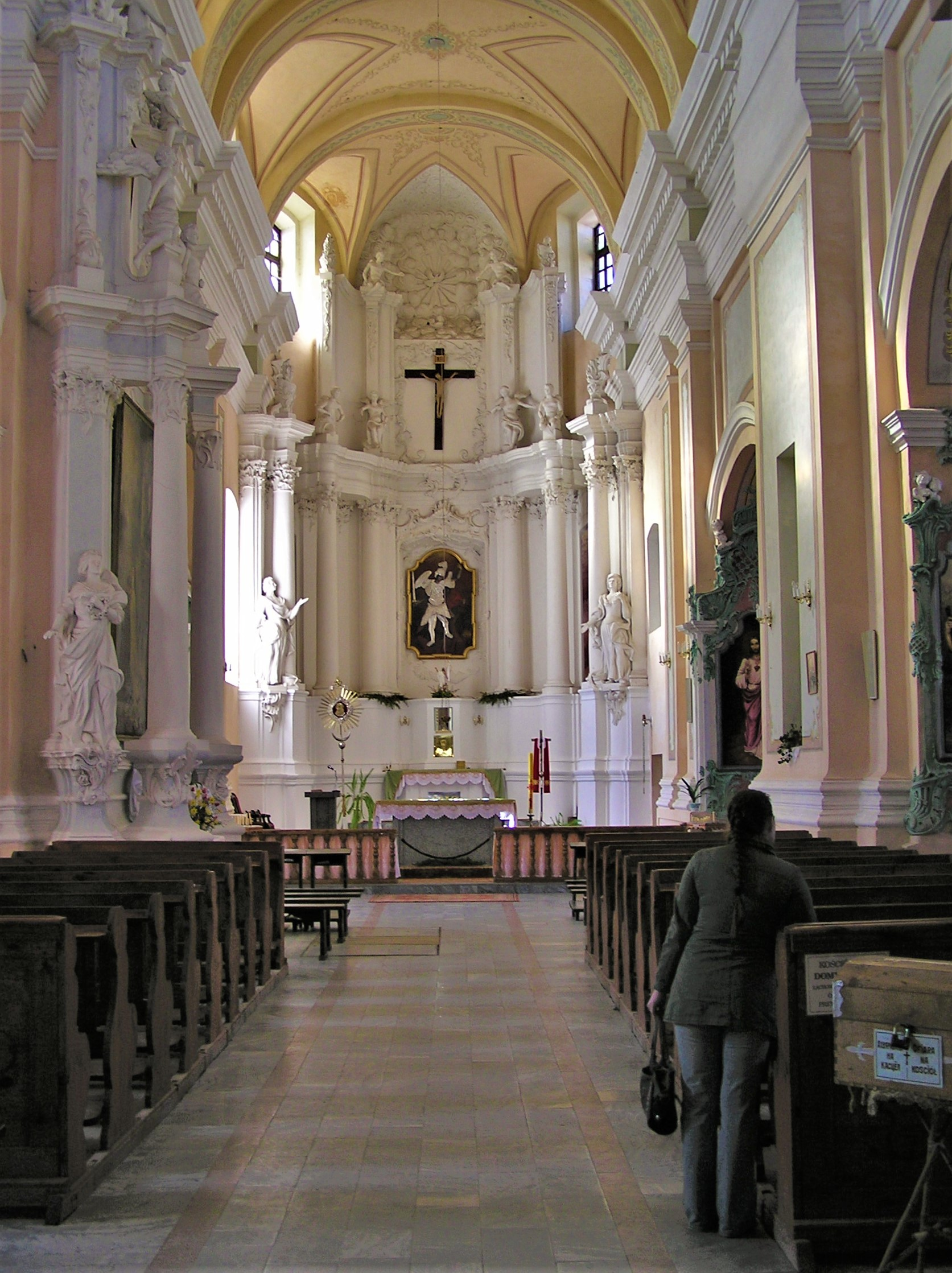
Костёл Архангела Михаила, интерьер.
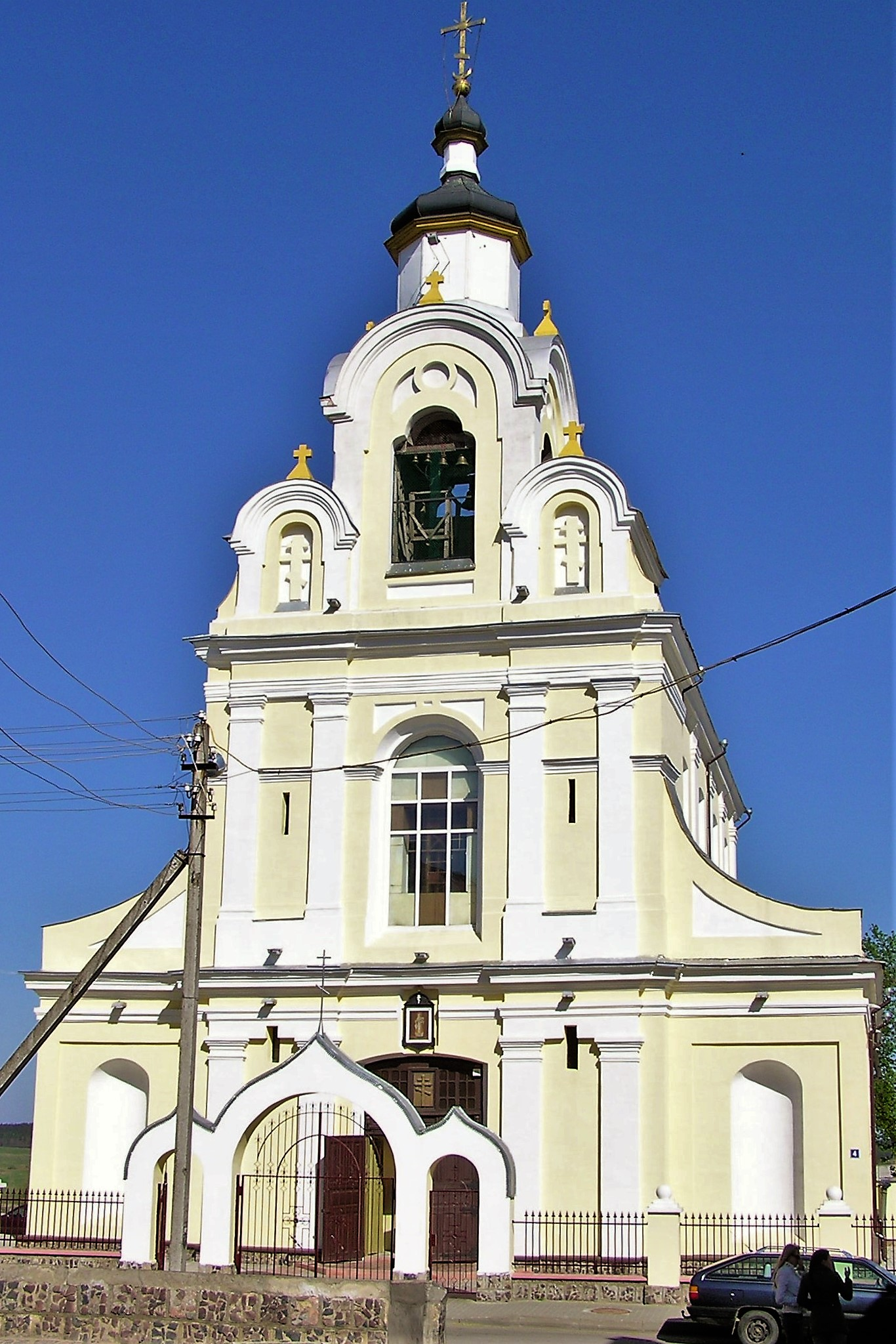
Николаевский кафедральный собор (бывший францисканский костёл св. Антония).
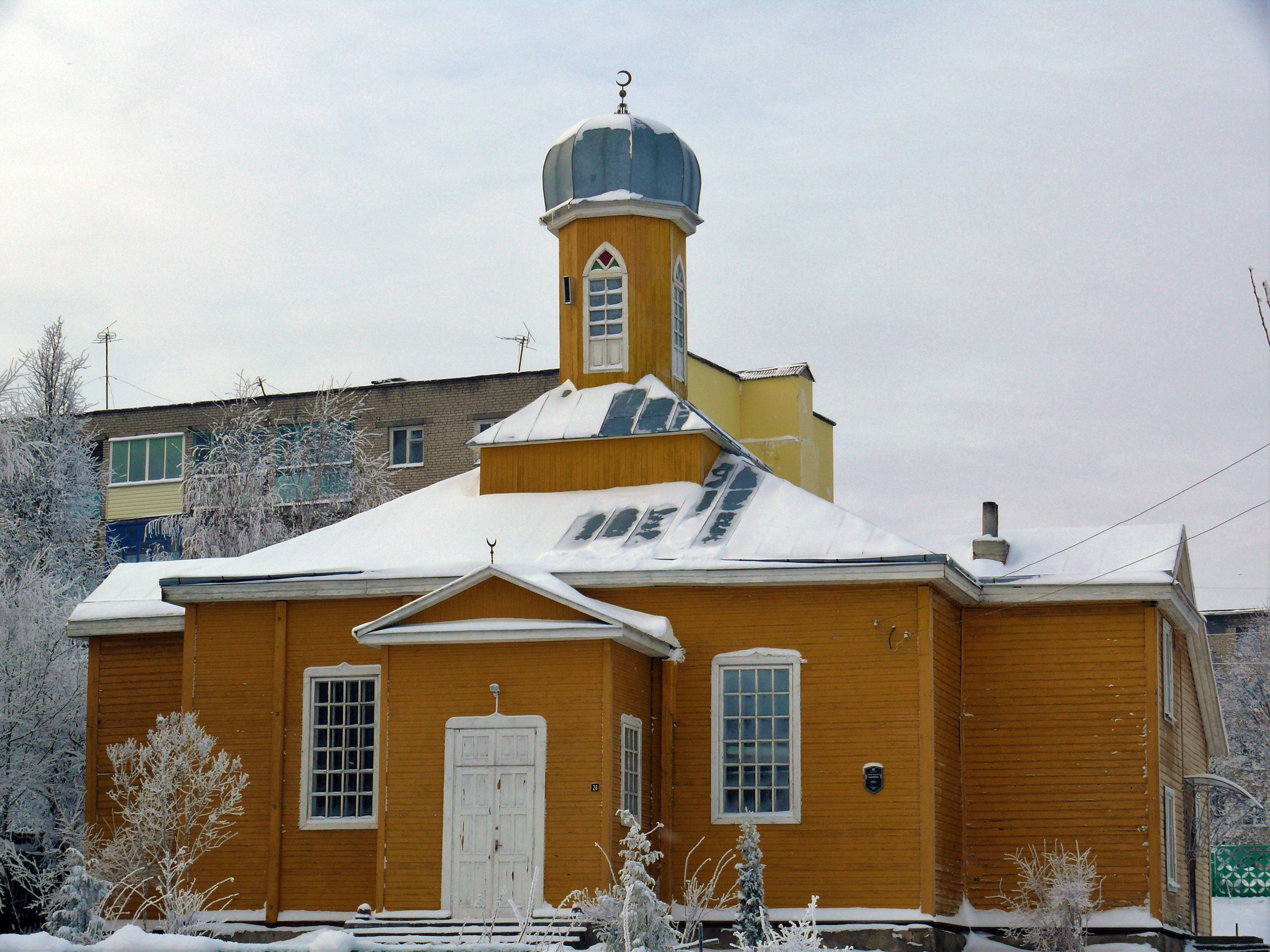
Деревянная татарская мечеть (1855 год.)
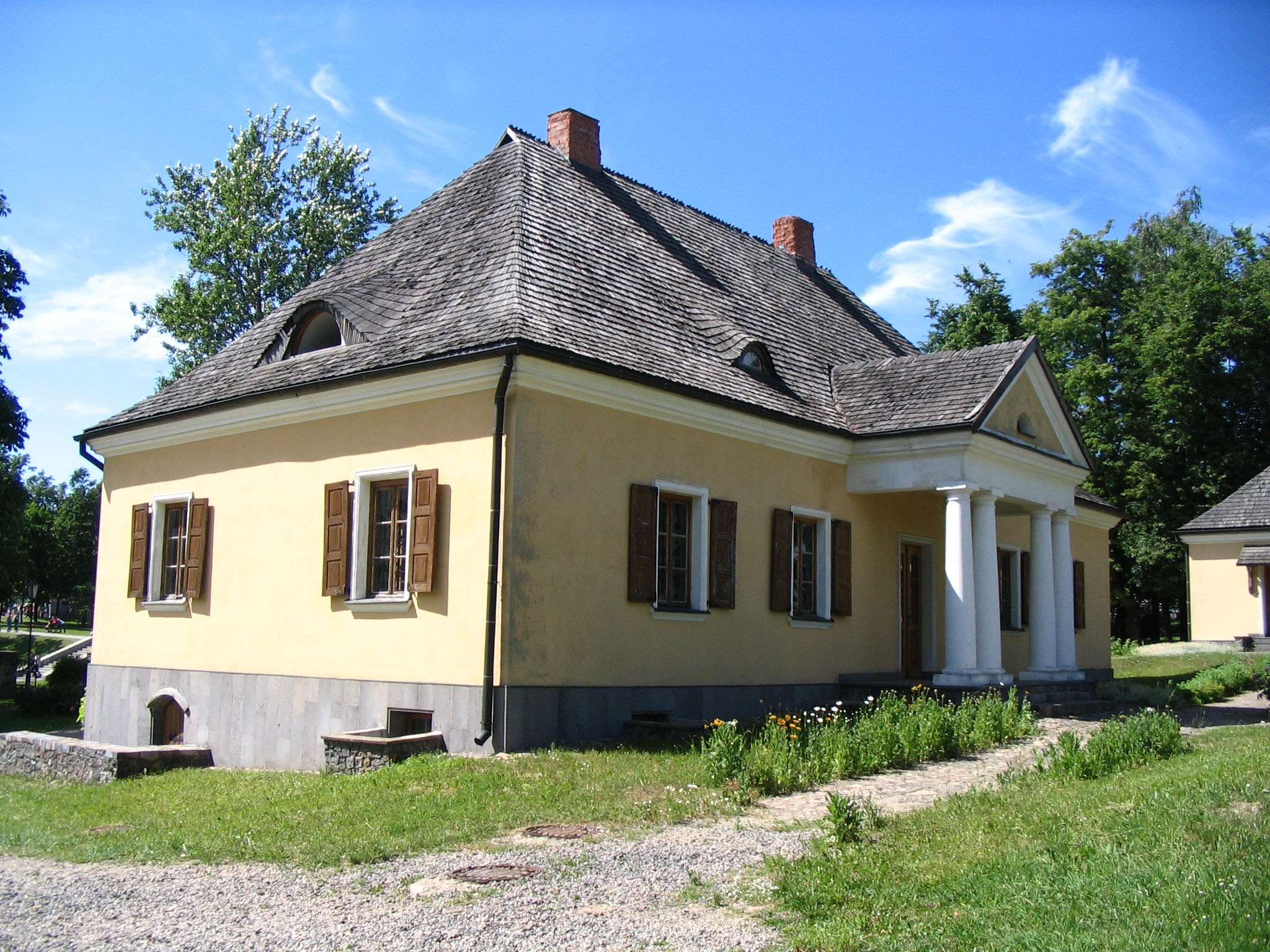
Дом-музей Адама Мицкевича.
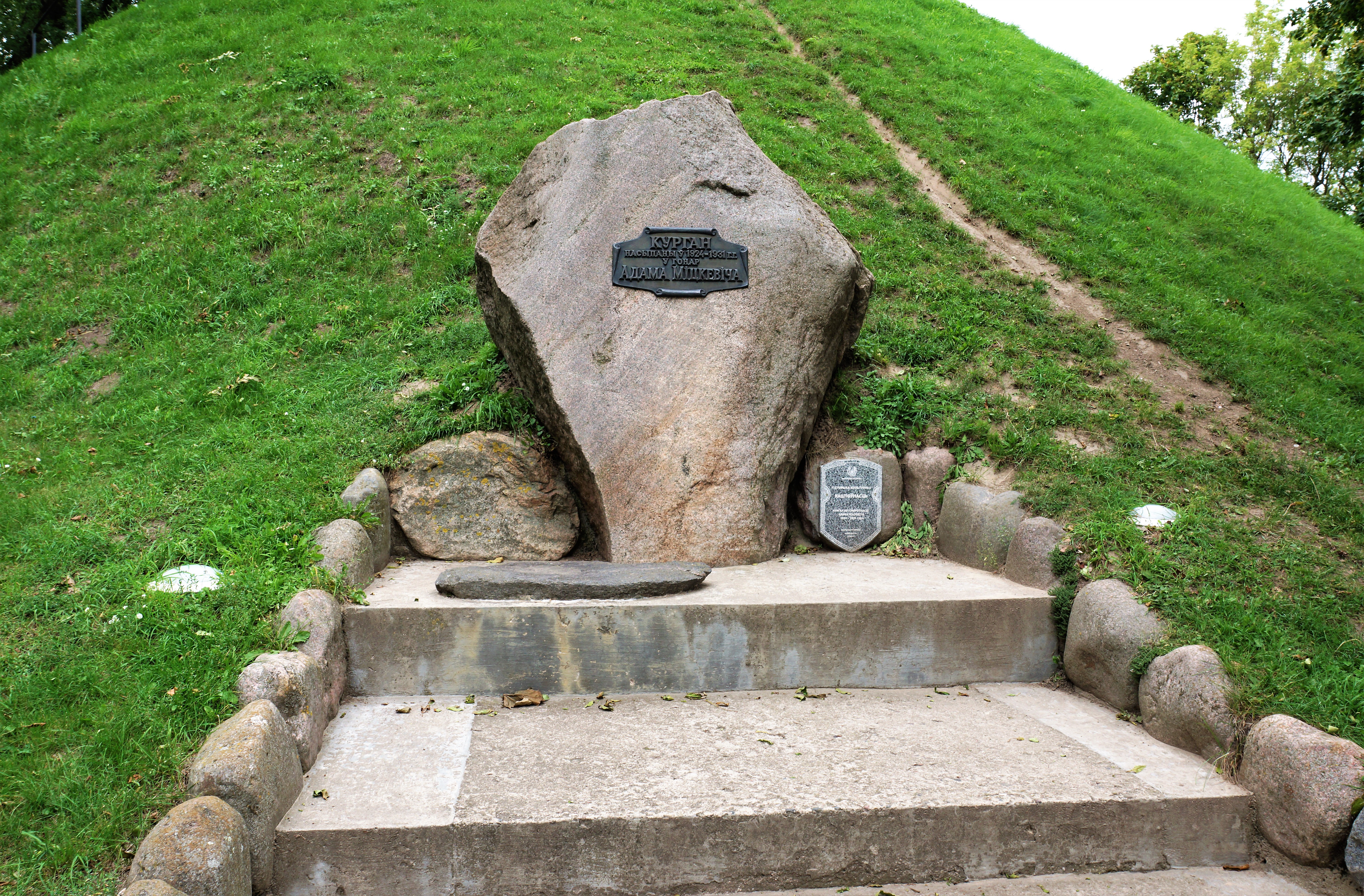
Курган Бессмертия Адама Мицкевича.
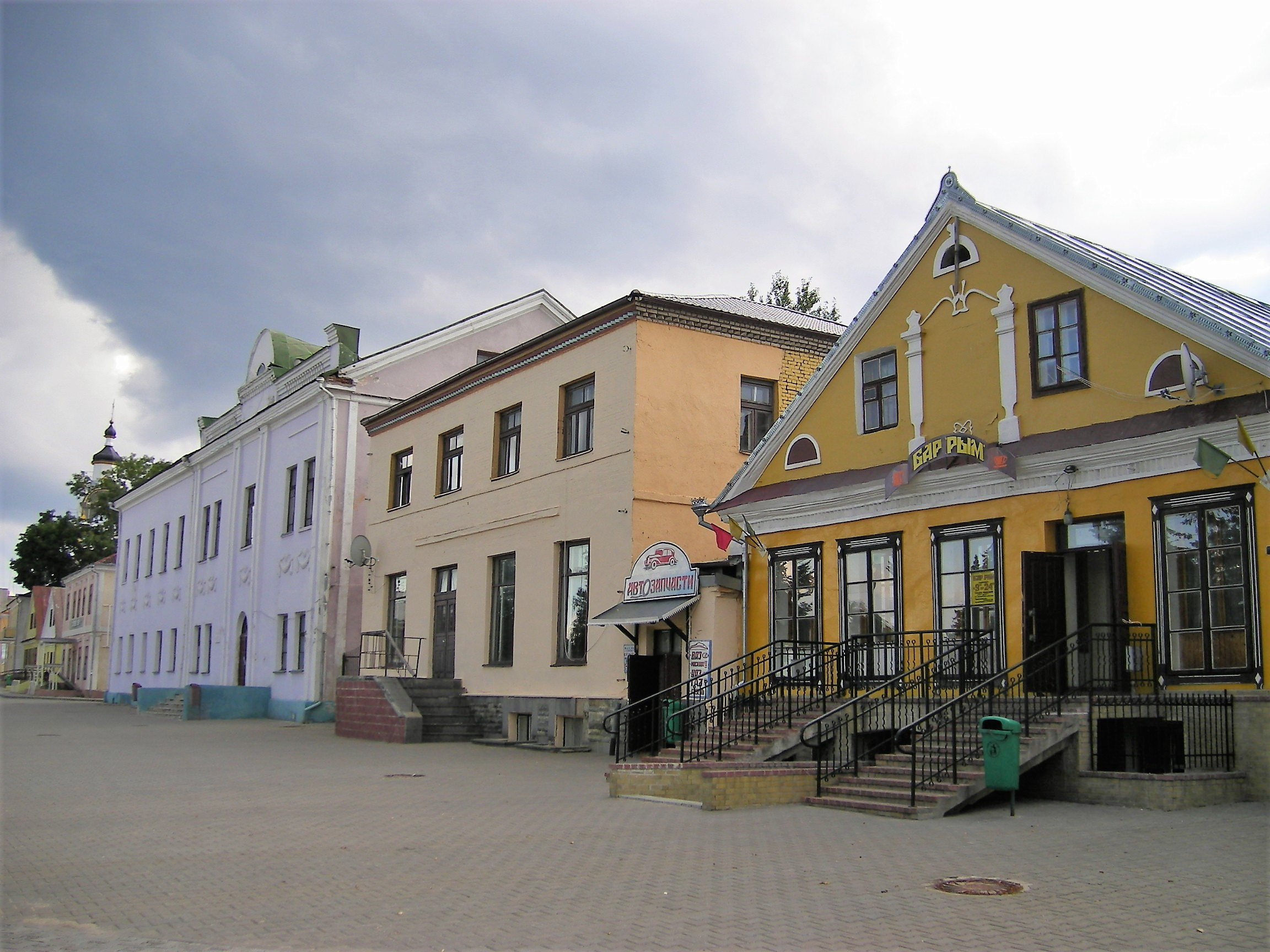
Бывшая рыночная площадь, ныне площадь Ленина.
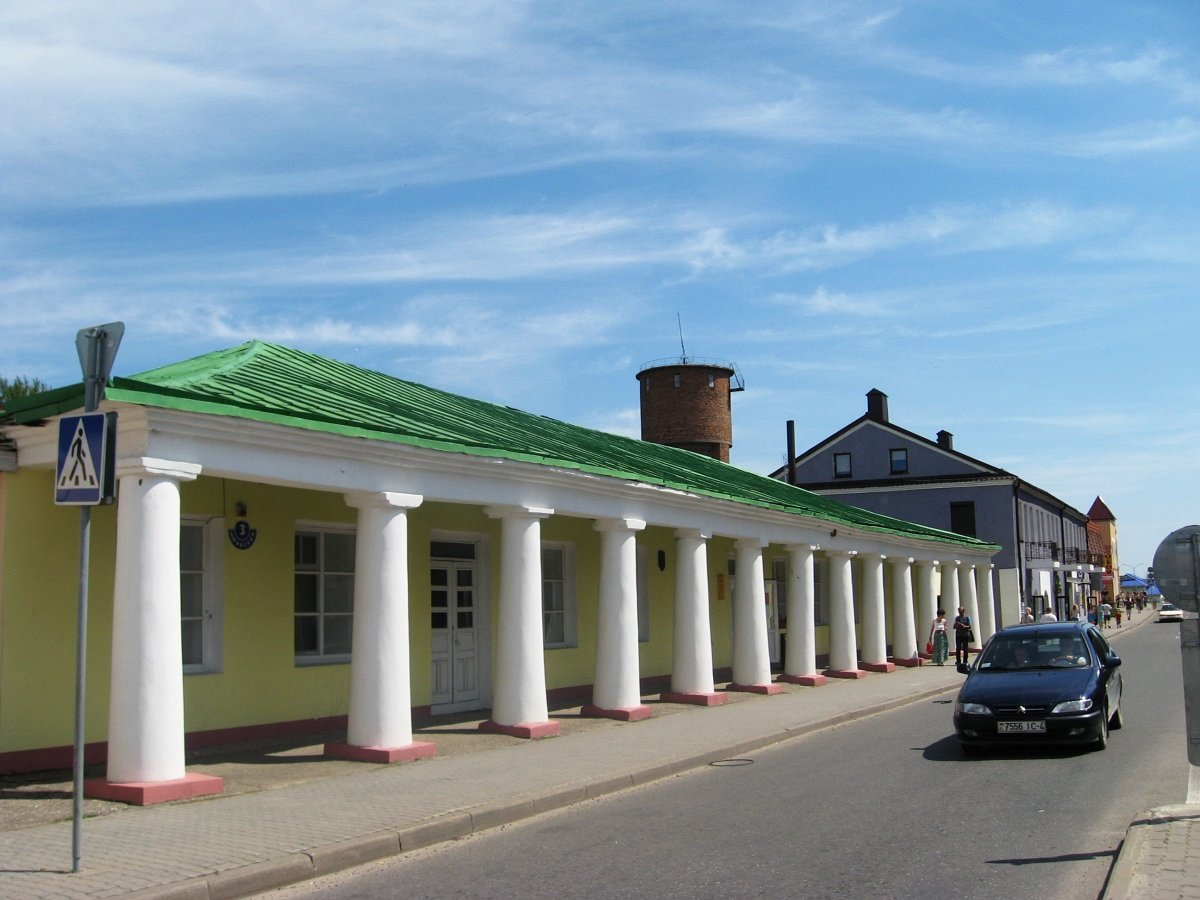
Рыночные ряды.
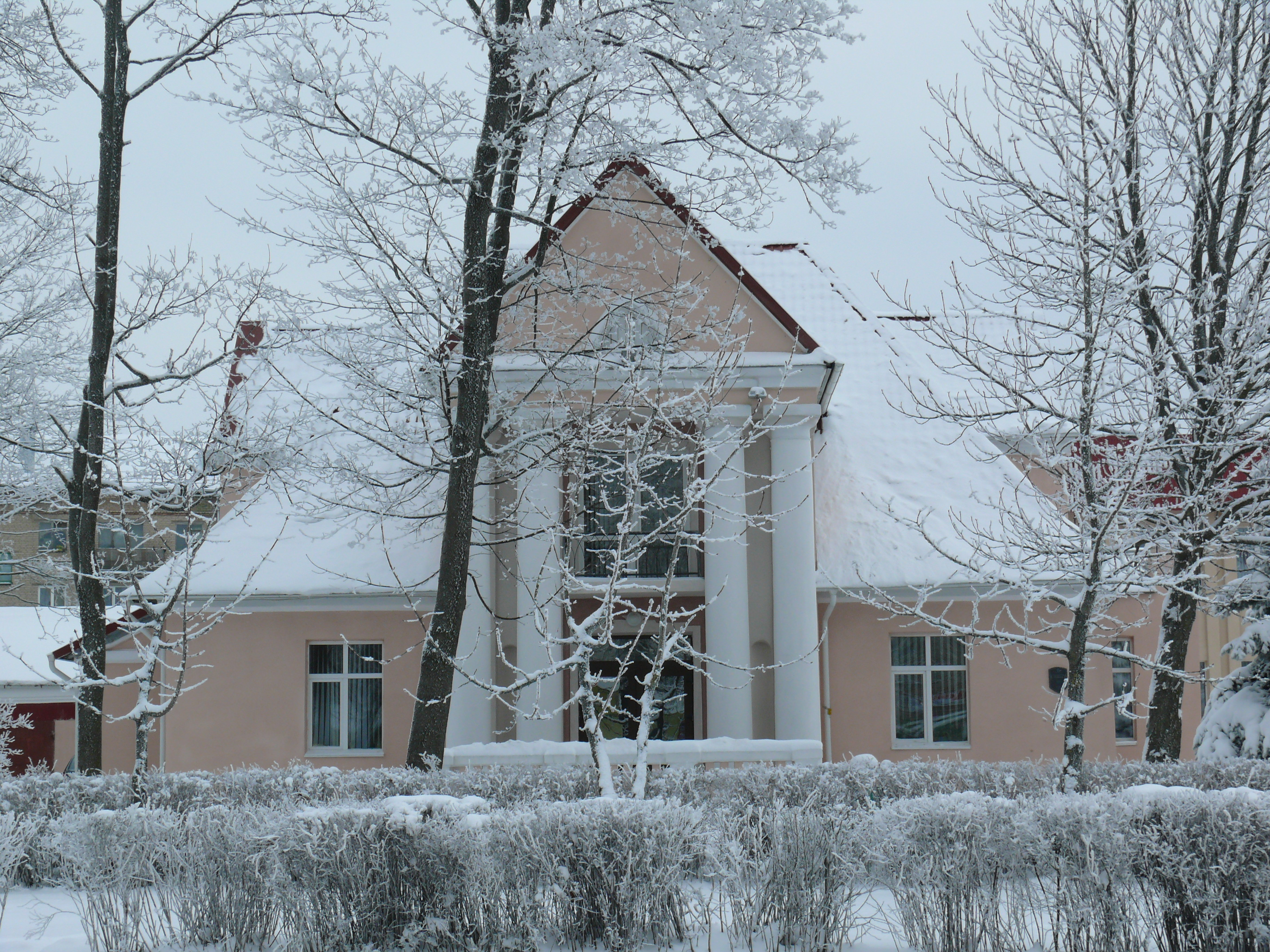
Дом воеводы.
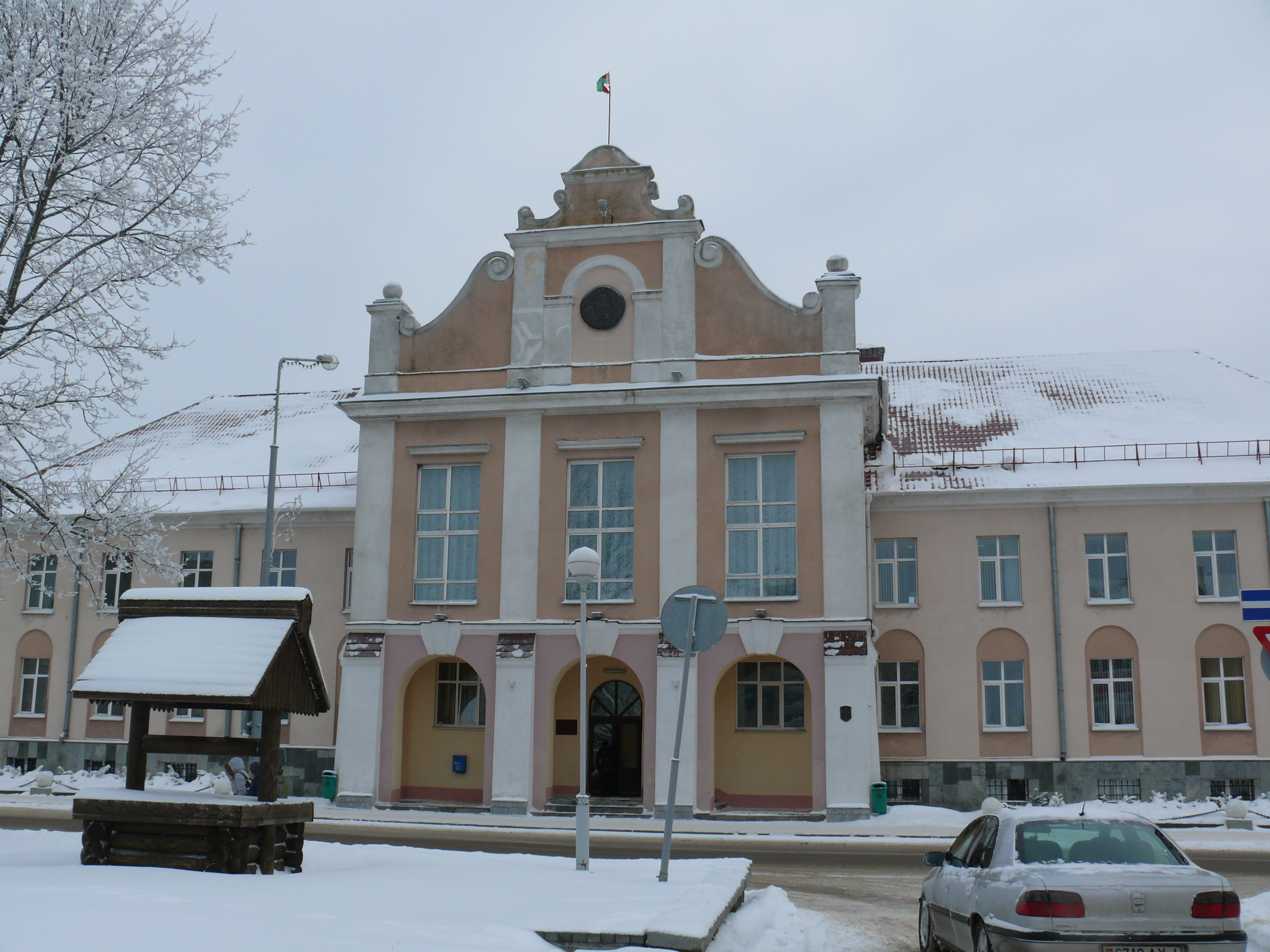
Бывшее воеводство, ныне райисполком.
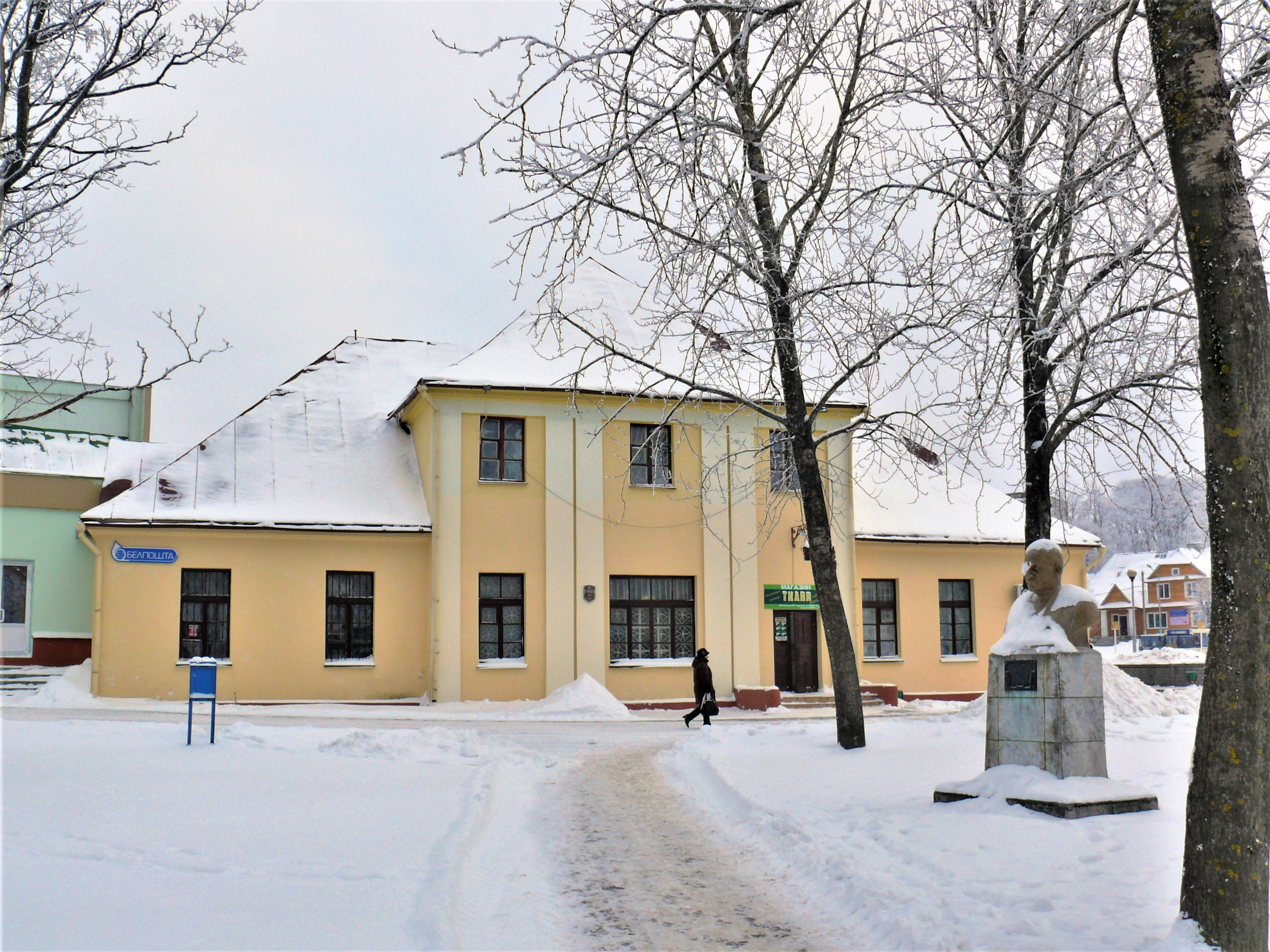
Бывший железнодорожный вокзал, ныне вокзал межгородских автобусов.
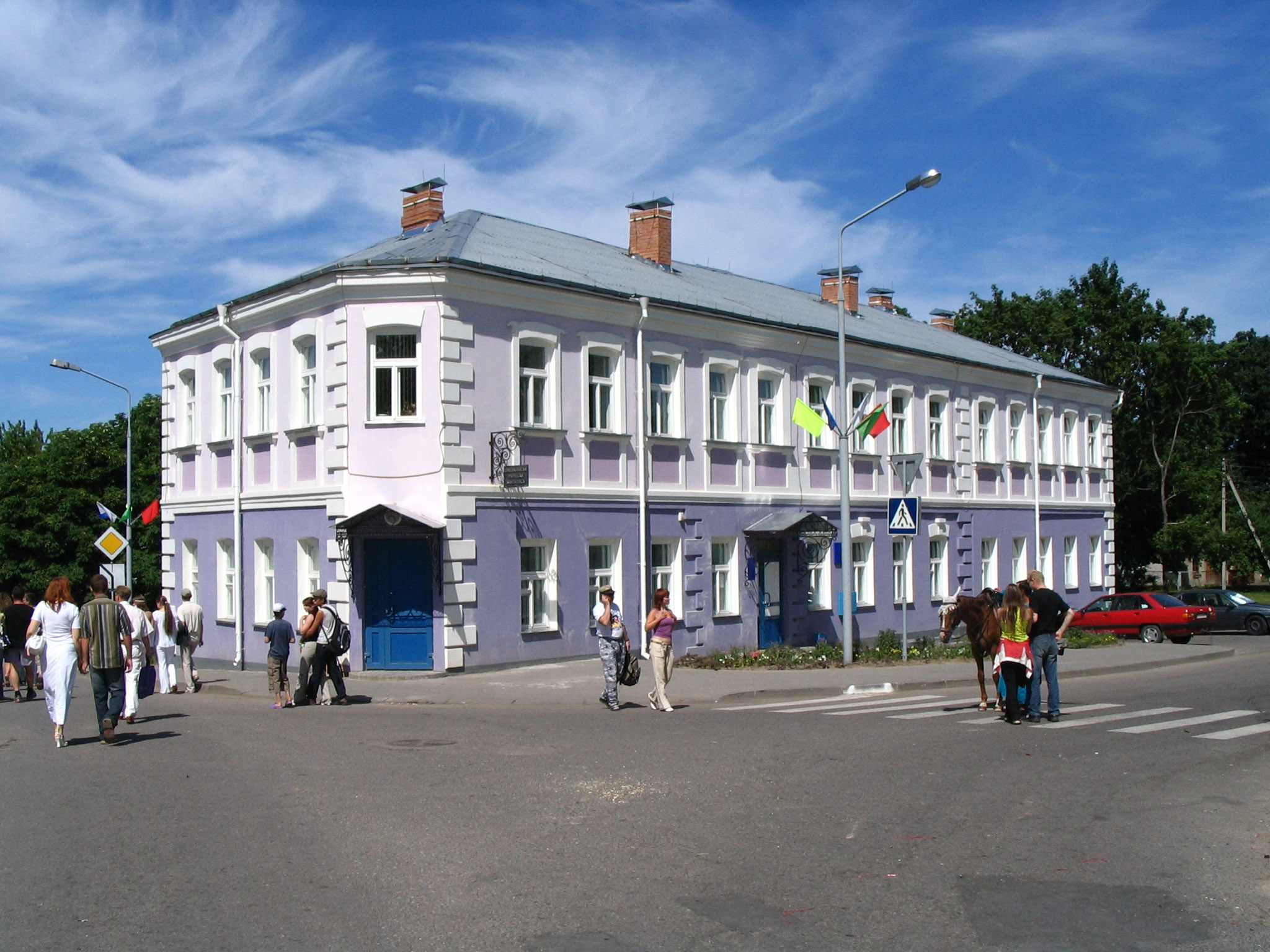
Здание кон. XIX — нач. XX веков, ныне городская библиотека.

## В филателии и нумизматике
- 30 января 2006 года выпущена в обращение почтовая марка «Герб Новогрудка» из серии «Гербы городов Беларуси»[113].
- 20 июля 2011 года Министерство связи и информатизации Республики Беларусь выпустило в обращение конверт с оригинальной маркой «500 лет со времени получения Новогрудком магдебургского права»[114].
- 24 сентября 2019 года Министерство связи и информатизации Республики Беларусь выпустило в обращение почтовую марку «Новогрудок» из серии «Города Беларуси»[115].

## В топонимике
- Улица Новогрудская — в Берёзовке, Дятлово и других населённых пунктах.

## СМИ

### Печать
- С 1939 года выдаётся газета «Новае жыццё»[116]. Выходит 2 раза в неделю: во вторник и пятницу.

### Телевидение
- 1 февраля 2012 года в Новогрудке появилась телепрограмма «Ново-ТВ», она транслируется 2 дня в неделю на канале «Европа+» в сетях кабельного оператора «Нота-ТВ».

### Радио
- Радиопрограмма «Навагрудскія навіны» выходит в эфир 3 дня в неделю:

Понедельник 11.40 — 12.00
Среда 21.05 — 21.30
Четверг 11.40 — 12.00

## Международное сотрудничество
Города-побратимы:
1. Ляймен (фр. Leymen), Франция
2. Большеболдинский район, Россия